# Распад СССР
Распад СССР — прекращение существования Союза Советских Социалистических Республик вследствие процессов системной дезинтеграции, имевших место в социальной структуре, народном хозяйстве, общественно-политическом и государственном устройстве страны.
Процесс распада начался во второй половине 1980-х годов в ходе перестройки, когда Генеральный секретарь ЦК КПСС (1985—1991) М. С. Горбачёв инициировал проведение реформ, направленных на экономическое ускорение, гласность и демократизацию государственной и общественно-политической жизни.
17 марта 1991 года на территории большинства союзных республик состоялся всесоюзный референдум о сохранении СССР. На вопрос о «необходимости сохранения СССР как обновлённой федерации равноправных суверенных республик» положительно ответили свыше 76 % участников голосования. После референдума стартовал Новоогарёвский процесс, который должен был завершиться подписанием договора о создании Союза Суверенных Государств, объявлявшегося преемником СССР, однако после провала августовской попытки захвата власти консервативной фракцией партийных функционеров многие союзные республики объявили о независимости от СССР.
Распад Союза ССР завершился подписанием Беловежских соглашений и Алма-Атинской декларации 8 и 21 декабря 1991 года соответственно, которые учредили политический союз большинства бывших советских республик — Содружество Независимых Государств. 25 декабря 1991 года президент СССР Михаил Горбачёв сложил свои полномочия, а на следующий день, 26 декабря 1991 года, Совет Республик Верховного Совета СССР принял декларацию о прекращении существования СССР.
Прекращение существования СССР имело социальные, политические, экономические и иные последствия. Непосредственно с распадом Союза ССР обрели государственную самостоятельность 15 бывших союзных республик. Кроме того, распад СССР явился символической вехой в истории последнего периода Холодной войны, хотя это противостояние фактически завершилось после подписания Парижской хартии (1990). На территории бывшего Союза обострились, перешли в фазу вооружённых столкновений межнациональные конфликты. В Российской Федерации началось проведение экономических реформ; с разгоном Съезда народных депутатов и Верховного совета России в 1993 году в стране был ликвидирован институт власти Советов. К 1995 году завершился распад единой рублёвой зоны. С подписанием соглашений о разделе бывшего Черноморского флота ВМФ СССР в 1997 году в целом завершился раздел Вооружённых сил СССР.
Параллельно с распадом СССР произошёл развал социалистического блока. При этом в результате ослабления тоталитарной политики в годы Перестройки стали возможными такие события, как либерализация в Польше и падение берлинской стены.
Распад СССР повлёк за собой развитие советской ностальгии среди части населения бывших союзных республик, которые условно объединяются термином «постсоветское пространство».

## Политическое и социальное устройство СССР

Территория СССР на момент 1990 года

В 1922 году, на момент своего создания, Союз Советских Социалистических Республик, располагавшийся на бо́льшей части территории Российской империи, унаследовал многонациональную структуру и многоконфессиональное устройство её общества.
Как один из победителей во Второй мировой войне, по её итогам и на основании международных договоров Советский Союз получил право управления целым рядом территорий в Европе и Азии, включённых в его состав, доступ к морям и океанам, природным и человеческим ресурсам. Страна вышла из кровопролитной войны с довольно развитой для того времени экономикой социалистического типа, основанной на региональной специализации и межрегиональных экономических связях.
После завершения Второй мировой войны в сфере влияния СССР находились страны так называемого социалистического лагеря. В 1949 году был создан Совет экономической взаимопомощи, позднее введена в оборот коллективная валюта переводный рубль, имевшая хождение в социалистических странах.
Благодаря жёсткому контролю за этнонациональными группами, внедрению в массовое сознание лозунга нерушимой дружбы и братства народов СССР, удалось свести к минимуму количество межнациональных (этнических) конфликтов. При этом к 1960-м годам считалось, что национальный вопрос в СССР «решён окончательно». Отдельные выступления трудящихся, имевшие место в 1960—1970-х годах, в большинстве своём[уточнить] носили характер протестов против неудовлетворительного обеспечения (снабжения) социально значимыми товарами, услугами, низкой заработной платы и недовольством работой властей «на местах»[нейтральность?].
С 1960-х годах получает устойчивое распространение термин советский народ, обозначающий гражданскую идентичность граждан и жителей СССР.
С началом перестройки, объявлением принципов гласности и демократизации, к концу 1980-х годов характер протестов и массовых выступлений несколько меняется.

Составлявшие Союз ССР союзные республики, по Конституции, считались суверенными государствами; за каждой из которых Конституцией закреплялось право выхода из состава СССР, но в законодательстве отсутствовали правовые нормы, регулировавшие процедуру этого выхода.
Лишь в апреле 1990 года был принят соответствующий закон, предусматривавший возможность выхода союзной республики из состава СССР, но после реализации довольно сложных и трудно выполнимых процедур.
Тогда же в апреле 1990 был принят Закон «О разграничении полномочий между Союзом ССР и субъектами Союза».
Формально, союзные республики имели право вступать в международные отношения с иностранными государствами, заключать с ними договоры и обмениваться дипломатическими и консульскими представителями, участвовать в деятельности международных организаций; к примеру, Белорусская и Украинская ССР, по результатам достигнутых на Ялтинской конференции договорённостей, имели своих представителей в ООН с момента её основания. Вместе с тем реализация подобных положений требовала согласования союзным центром. Кроме того, назначения на ключевые партийные и хозяйственные должности в союзных республиках и автономиях предварительно рассматривались и утверждались в центре, решающую роль при однопартийной системе играло руководство и Политбюро ЦК КПСС.

## Причины распада

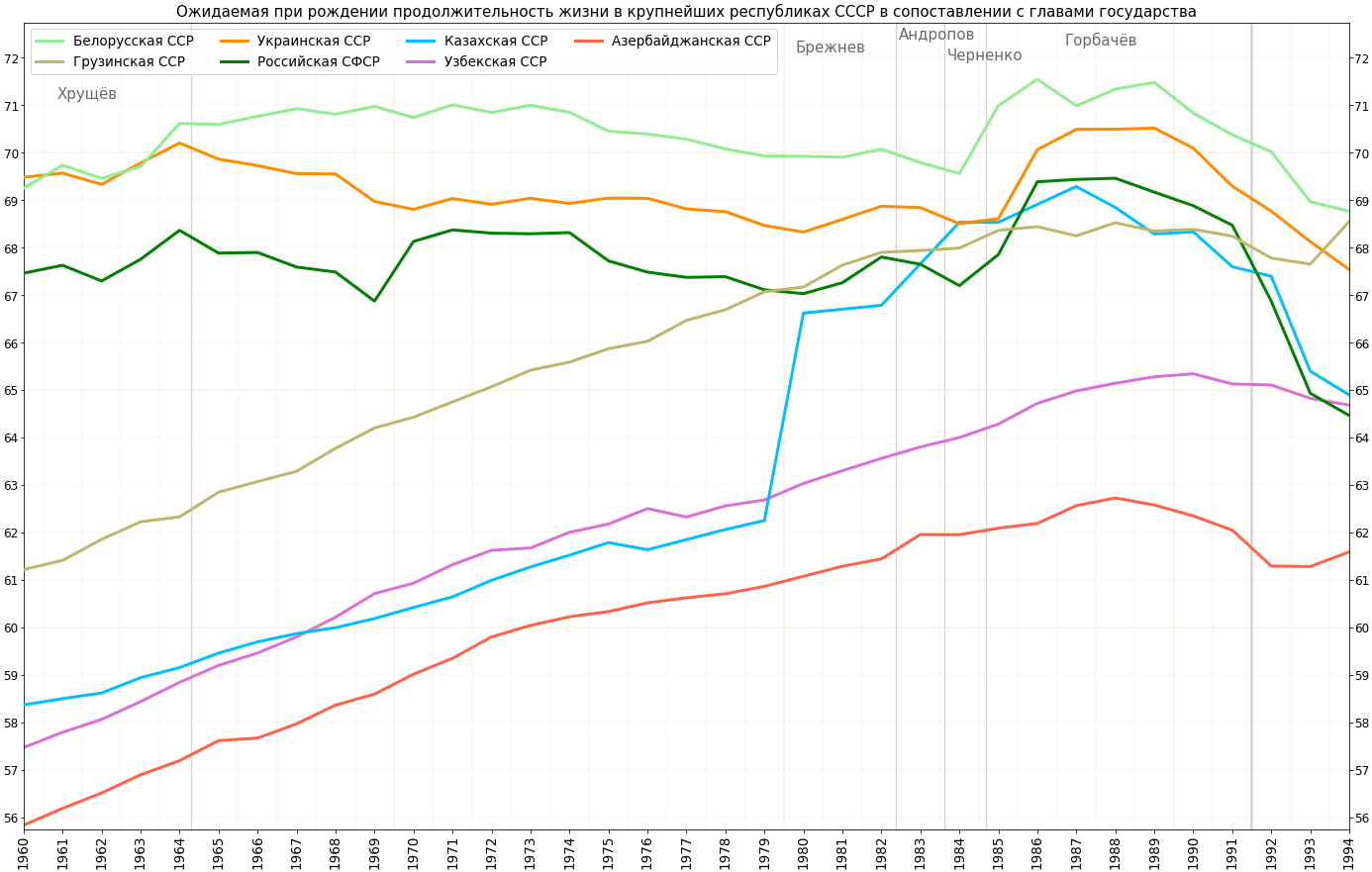
Изменение ожидаемой продолжительности жизни в крупнейших республиках СССР перед его распадом

В настоящее время нет единой оценки и исчерпывающего анализа причин, приведших к распаду СССР. Среди многочисленных повлиявших на этот процесс факторов, как внутренних, так и внешних, называют следующие:

### Внутренняя и внешняя политическая ситуация
После того, как Михаил Горбачёв был избран генеральным секретарём ЦК КПСС 11 марта 1985 года и начал реализовывать программу экономических и политических реформ, государство столкнулось с серьёзными проблемами и вызовами. Хотя цель реформ Горбачёва заключалась в модернизации стагнирующей советской экономики и упорядочивании государственной бюрократии, его попытки не дали значительных результатов. Кроме того, введение политики гласности и перестройки привело к открытой критике коммунистического режима со стороны общественности и СМИ, что усугубило кризис легитимности партийной власти. Политические реформы также вызвали повышенный интерес к демократическим и национальным движениям, которые начали набирать силу по всему Восточному блоку. Перестройка продемонстрировала худшее из капиталистической и коммунистической систем: на некоторых рынках был снят контроль над ценами, однако, несмотря на это изменение, бюрократические структуры сохранялись, что давало возможность советским чиновникам противостоять политике, не соответствующей их личным интересам. Несмотря на реформы Горбачёва и отказ от доктрины Брежнева, эти изменения ускорили распад СССР.

К концу 1989 года Венгрия демонтировала забор на границе с Австрией, в Польше власть перешла к социал-демократическому движению «Солидарность», в то время как страны Прибалтики предпринимали активные шаги к независимости. Кроме того, в 1989 году была ликвидирована Берлинская стена, что положило конец Железному занавесу и стало ключевым моментом в процессе распада Советского Союза.

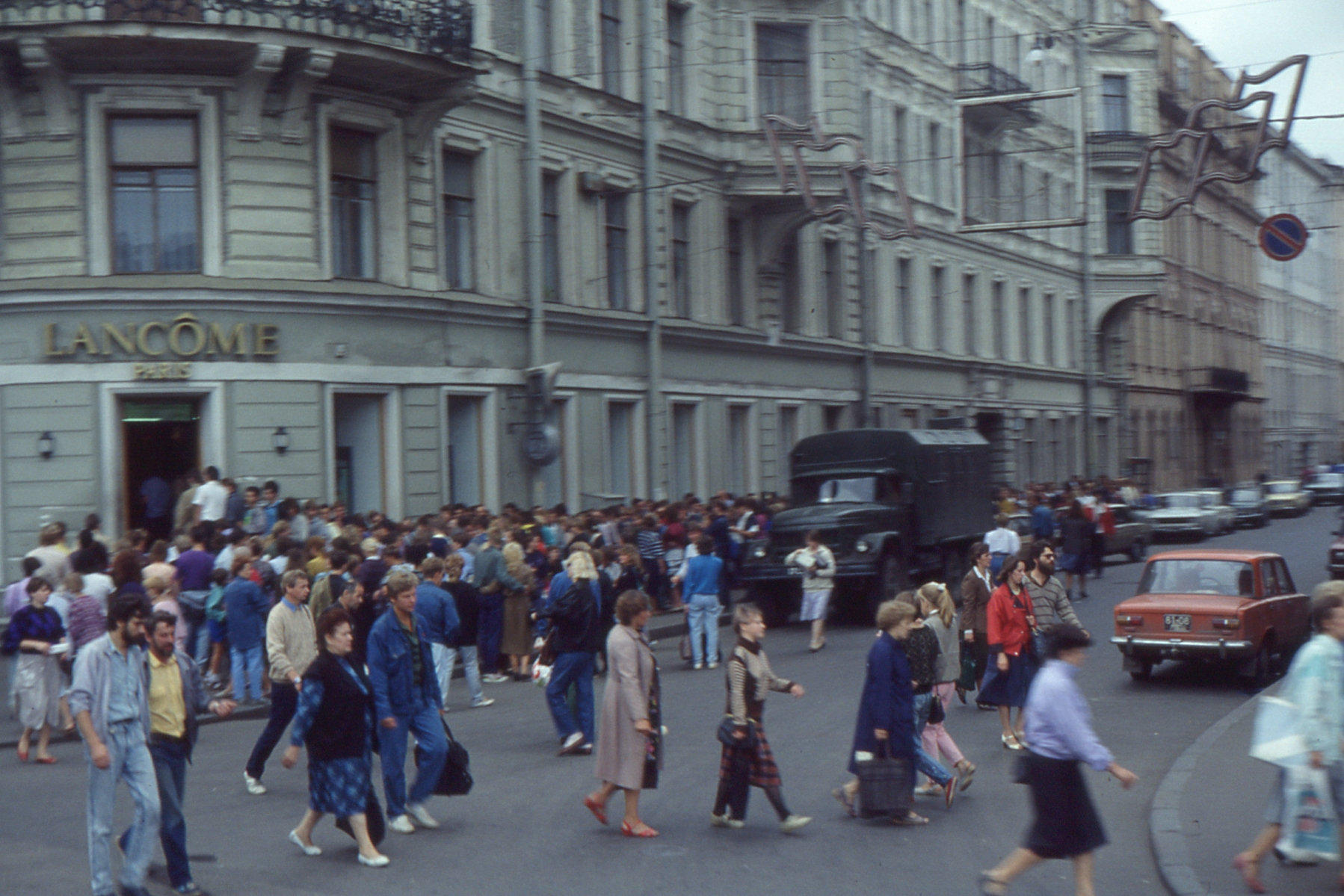
Ленинград, Невский проспект, 1991 год, очередь в магазин косметики и парфюмерии Lancôme

### Экономика
Неэффективность и стагнация советской плановой экономики, острее всего выраженная хроническим товарным дефицитом; падение цен на нефть, которая к тому моменту была основным источником валютных поступлений, необходимых для оплаты импорта, в том числе продовольствия. Нехватка потребительских товаров считалась обычным явлением. Экономический застой сохранялся в течение долгого времени, и перестроечные реформы прошли слишком поздно, чтобы иметь возможность что-то изменить. Рост заработной платы стимулировался за счёт производства дополнительной денежной массы, что поддерживало инфляцию. Некомпетентное проведение денежной политики делало страну уязвимой для внешних факторов, а резкое снижение цен на нефть вызвало серьёзные проблемы в экономике. В 1970-х и 1980-х годах СССР был одним из мировых лидеров в производстве энергоресурсов, в частности нефти и природного газа, экспорт которых играл ключевую роль в укреплении экономики страны. С тех пор, как цена на нефть начала падать в 1980-х годах (в 1980 году она стоила 120 долларов за баррель, а в марте 1986 года — 24 доллара за баррель), устойчивый источник экспортного финансирования истощался. На момент вторжения Ирака в Кувейт в августе 1990 года цены на нефть временно поднялись, но к этому моменту процесс распада СССР уже был необратим.

### Диспропорции ВВП
Непропорционально большая доля ВВП, направляемая в непроизводственные сферы (госаппарат, армия, КГБ); Советский военный бюджет имел тенденцию к росту как минимум с начала 1970-х годов. Также распространено суждение, что советские расходы на оборону резко увеличились в ответ на президентство Рональда Рейгана и Стратегическую оборонную инициативу. Внешние оценки военных трат СССР колебались от 10 до 20 % ВВП, а в самой стране было сложно произвести точный учёт из-за того, что военный бюджет включал в себя различные правительственные министерства со своими конкурирующими интересами. Однако даже при отставании экономики вооружённые силы оставались хорошо финансируемыми. Кроме того, военная отрасль имела приоритет в области исследований и разработок, и технологические новаторы и потенциальные предприниматели, которые могли бы помочь поддержать частичный переход Горбачёва к рыночной экономике, отдавали предпочтение оборонной промышленности.

### Прочее
- Этническая, культурная и цивилизационная разнородность составных частей СССР (т. н. «союзных республик»), подавление остатков местной национальной «автономии»;
- «Номенклатурная» модель советской политической системы, кадровый застой и деградация политической элиты; стремительная потеря авторитета в обществе у ЦК КПСС;

Пропаганда КПСС в Москве

- Тоталитарный характер советской политической системы. Отсутствие у населения определённых гражданских прав и свобод, преследования свободы слова, принудительный коллективизм, господство одной идеологии, изоляционизм, цензура;
- Неравномерность промышленно-хозяйственного развития внутри страны, растущее экономическое, технологическое и научное отставание от постиндустриальных стран Запада и зависимость от импорта (как высокотехнологичных товаров, так и элементарных товаров вроде пшеницы). Хроническое отставание в уровне жизни от стран Запада;
- Новый виток холодной войны и гонки вооружений, в том числе, расходы на противодействие американской системе СОИ [9]
- Желание значительной доли руководителей разного уровня, имевших доступ к рычагам власти, отказаться от строгих ограничений, мешавших им иметь личные автомобили, дачи и т. п.[12];
- Преследования экономически активных людей со стороны государства: запрет на частное предпринимательство — и, как следствие, отсутствие частной инициативы;
- Негласное обогащение советской номенклатуры, наличие закрытых систем распределения, коррупция правящего класса на фоне стагнации экономики «социалистической» модели и относительного обеднения населения в 1980-х годах;
- «Строительство социализма и коммунизма во всем мире» — финансирование и военная поддержка диктаторских и марионеточных просоветских и антиамериканских режимов по всему миру;
- Кризис идеологии коммунизма, проигрыш Советским Союзом идеологической борьбы;

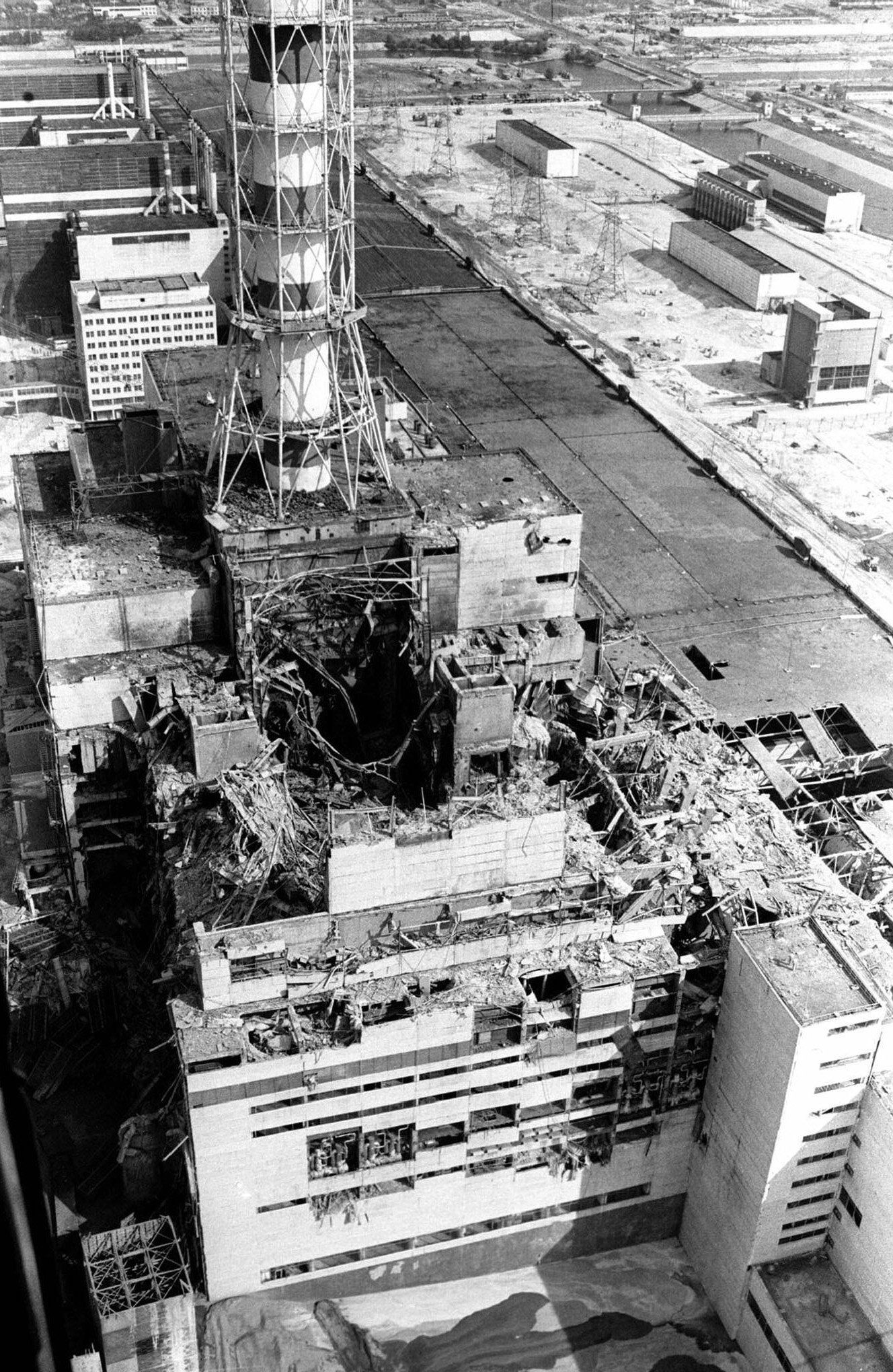
Место взрыва на Чернобыльской АЭС, 1986 г.

- Техногенные катастрофы (в первую очередь Чернобыльская катастрофа, а также другие катастрофы, которые стали широко известны, несмотря на цензуру и сокрытие информации о них правительством). Западные СМИ сообщали о высоких уровнях радиации, однако инцидент длительное время замалчивался советским руководством. Спустя десятилетия Горбачёв отметил, что даже в большей степени, чем запуск перестройки, Чернобыль, вероятно, был реальной причиной распада СССР[9].
- Построение в СССР под вывеской «развитого социализма» государственного капитализма[13][14][15];
- Афганская война (1979—1989), участие СССР в которой вызвало осуждение международной общественности, а внутри СССР — страх и непонимание[16]. В войну было вовлечено до миллиона советских солдат, около 15 тысяч из них погибли, десятки тысяч были ранены. Начавшаяся гласность открывала всеобщее выражение усталости от войны. В советских республиках ветераны, прошедшие Афганскую войну, протестовали против войны, и многие солдаты из среднеазиатских республик чувствовали более тесную связь с афганцами, нежели с русскими, что приводило к массовым протестам. Раскол соотношений с Москвой был более драматичным в европейских республиках. Например, оппозиционные силы в Прибалтике рассматривали войну в Афганистане через призму оккупации их стран[9].Первый ресторан McDonald’s в СССР, открывшийся в Москве на Пушкинской площади 31 января 1990 года

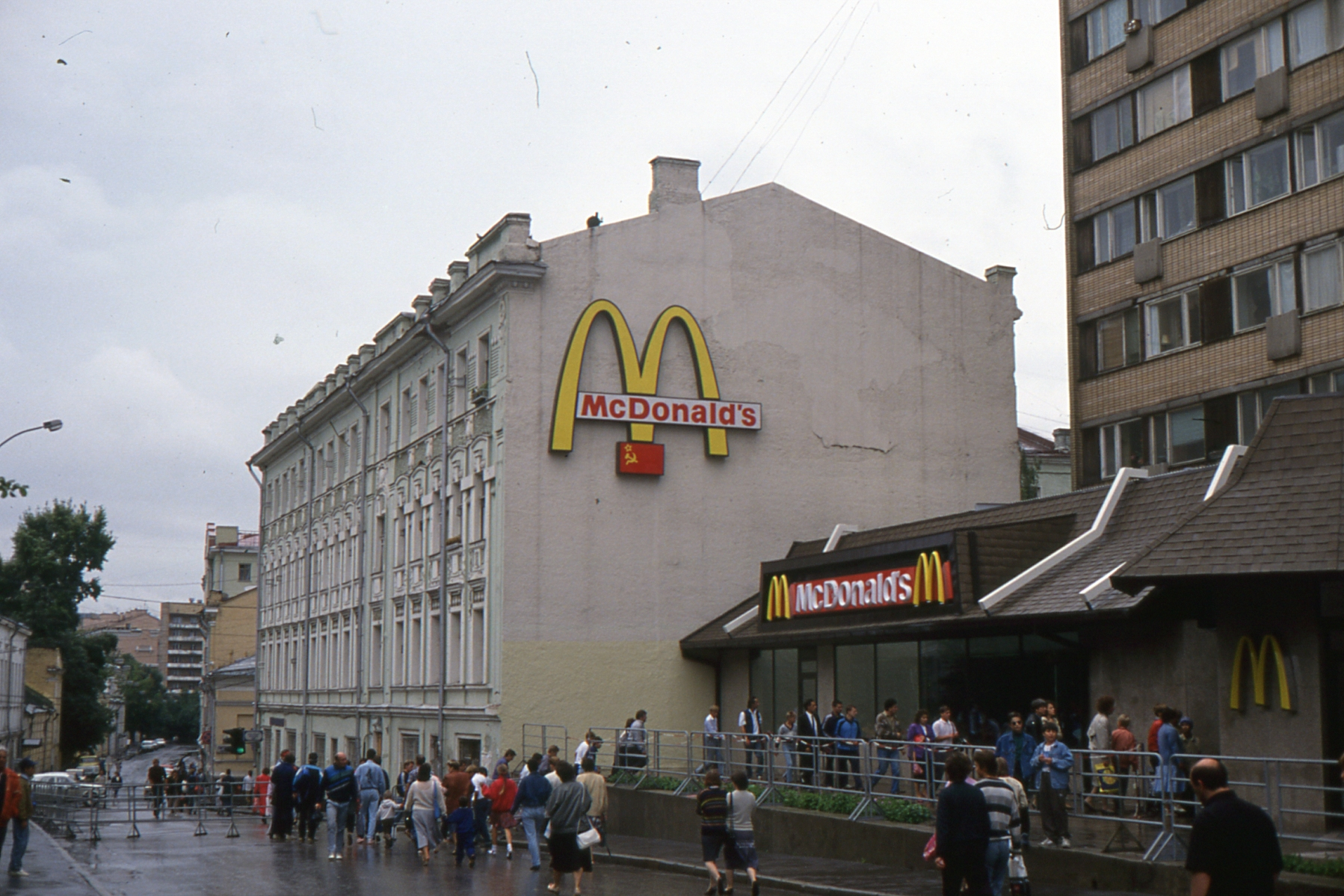
Первый ресторан McDonald’s в СССР, открывшийся в Москве на Пушкинской площади 31 января 1990 года

- Слабое доверие граждан к советской власти. Популярность либеральных газет свидетельствовала об увеличивающемся интересе к западной культуре и экономике у населения. Гласность породила шквал новых концепций, идей и опыта. Всё это произошло в условиях широко распространённой коррупции, которая вызывала возмущение в советском обществе. Горбачёв ставил целью трансформацию советского духа и укрепление отношений между коммунистическим режимом и его народом через гласность и перестройку. Однако напряжение между гражданами и государством достигло критической точки и попытка государственного переворота в августе 1991 года разрушила СССР[9].
- Моноцентризм в механизме принятия решений. Все важные решения принимались в «союзном центре», что приводило к неэффективности, бюрократизму, потере времени и недовольству региональных властей[17];
- Растущее недовольство населения, связанное с постоянными перебоями в поставках продовольствия и прочих товаров первой необходимости, карточная система (талоны), повсеместно внедрённая к концу 1980-х.

Дарон Аджемоглу и Джеймс Робинсон в книге «Почему одни страны богатые, а другие бедные» основной причиной распада СССР называют то, что в рамках социалистической экономики так и не удалось создать эффективную систему стимулов к повышению производительности труда, что было связано не с несовершенством схем поощрения, которых в СССР опробовали великое множество, а с тем, что такая система в принципе невозможна в условиях тотальной монополии КПСС на власть. Чтобы выстроить такую систему, необходимо было отказаться от экстрактивных экономических институтов, а это неизбежно ведёт к угрозе и существующим политическим институтам. Попытка ослабления этих институтов Горбачёвым привела к тому, что бывшая стержнем политической системы КПСС потеряла монополию на политическую власть, после чего распад СССР стал неизбежным.
Вероятность распада СССР рассматривалась и предрекалась советским диссидентом Андреем Амальриком («Просуществует ли Советский Союз до 1984 года?», 1969), писательницей, историком и советологом Элен д’Анкосс (Зурабишви́ли) («Расколовшаяся империя», 1978).
В 1984 году в США вышла книга бывшего полковника КГБ Анатолия Голицына «Новая ложь вместо старой. Коммунистическая стратегия обмана и дезинформации». Один из рецензентов писал, что автор книги «предсказал события послебрежневской фазы: новый генсек начинает демонстративную либерализацию и вводит элементы экономики свободного рынка, в значительной степени исчезает цензура, появляются свободные политические партии, наступает сверхразрядка в глобальном масштабе … разрушается Берлинская стена, в Польше власть берёт „Солидарность“, в Чехословакии на политическую сцену возвращается Дубчек …»
Академик Андрей Сахаров разработал и опубликовал в 1989 году проект новой Конституции, предлагавший трансформацию СССР в конфедерацию. Проект не стал предметом серьёзного обсуждения Конституционной комиссии, но его законодательные идеи оказали заметное влияние на социально-политические процессы последнего периода существования СССР.
Последний председатель Верховного Совета РСФСР Руслан Хасбулатов отмечал:

Самая большая опасность возникла, когда появилась идея заключения нового Союзного договора. Идея совершенно пагубная. Первый Союзный договор, объединивший Российскую Федерацию, Украину, Закавказье, был заключён в 1922 году. Он послужил основой первой советской Конституции в 1924 году. В 1936 году была принята вторая, а в 1977 — третья Конституция. И Союзный договор в них окончательно растворился, о нём помнили только историки. И вдруг он возникает вновь. Своим появлением он ставил под сомнение все предыдущие конституции, как бы признавал СССР нелегитимным. С этого момента дезинтеграция начала набирать силу.
— Так разбивали Советский Союз. Беседа с Русланом Хасбулатовым.
24 декабря 1991 года в печати появилось последнее интервью М. С. Горбачёва в качестве президента СССР. «Главное дело моей жизни, — заявил он, — сбылось».

## Общие тенденции

### Перестройка
В 1985 году Генеральный секретарь ЦК КПСС Михаил Горбачёв и его соратники по партии объявили о новой программе идеологии и старте реализации пакета реформ под общим названием Перестройка. В СССР началась политика ускорения, гласности и демократизации. Одним из следствием этих изменений явилось увеличение политической активности граждан, формирование массовых общественно-политических организаций, в том числе радикального и националистического толков.

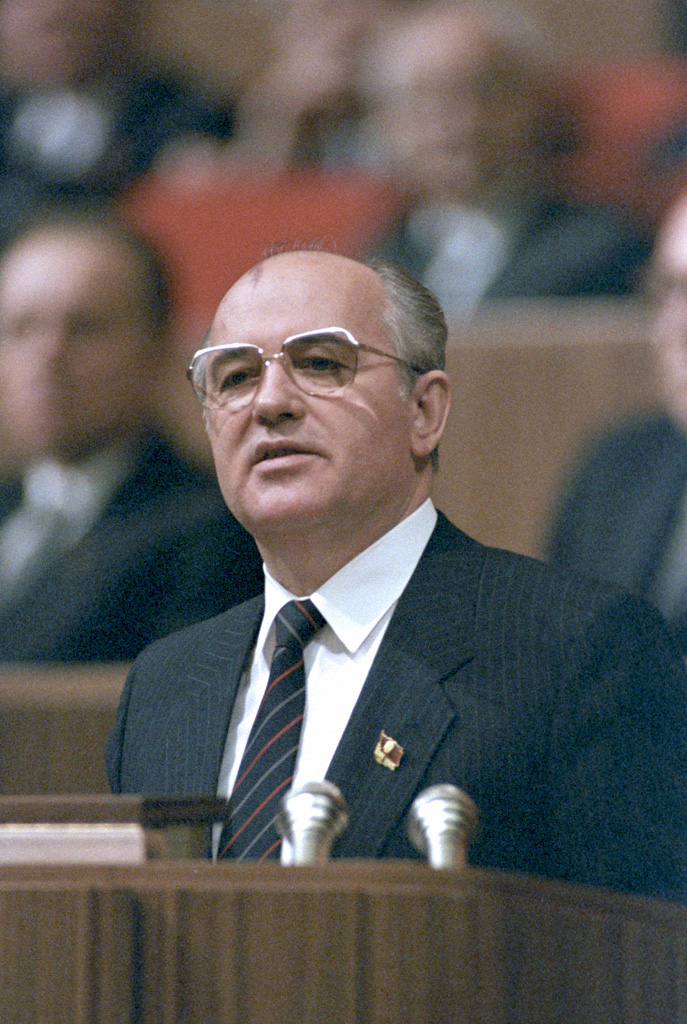
Генеральный секретарь ЦК КПСС Михаил Горбачёв в 1986 году

Перестройка и распад СССР проходили на фоне общего экономического и внешнеполитического спада в стране.
В 1987 году в СССР была проведена экономическая реформа. В общих чертах реформой предусматривалось: расширение самостоятельности предприятий на принципах хозрасчёта и самофинансирования; постепенное возрождение частного сектора экономики (на начальном этапе — через деятельность кооперативов в сфере услуг и производства товаров народного потребления); отказ от монополии внешней торговли; более глубокая интеграция в мировой рынок; сокращение числа отраслевых министерств и ведомств; признание равенства на селе пяти основных форм хозяйствования (наряду с колхозами и совхозами агрокомбинатов, арендных кооперативов и фермерских хозяйств); закрытие убыточных предприятий; создание коммерческих банков.
Ключевым документом реформы стал принятый тогда же «Закон о государственном предприятии», предусматривавший значительное расширение прав предприятий. Им, в частности, разрешалось вести самостоятельную экономическую деятельность после выполнения обязательного государственного заказа.
Принятый в 1989 году закон о кооперации положил начало легализации подпольных цехов и приватизации государственной собственности.
В январе 1989 года впервые было официально объявлено о начале экономического кризиса в СССР (рост советской экономики сменился падением). В период 1989—1991 годов достигает пика одна из главных проблем советской экономики — хронический товарный дефицит, — и из свободной продажи исчезают практически все основные товары массового потребления, с 1989 года получает масштабное распространение нормированное снабжение товарами в форме талонов.
В связи с объявлением СССР концепции невмешательства во внутренние дела других стран с 1989 года в Восточной Европе происходит массовое падение коммунистических режимов и сфера влияния СССР в Европе переживает коллапс. В частности, в декабре 1989 года в Румынии коммунистическое правительство было смещено силой (президент страны Николае Чаушеску вместе с женой были расстреляны по приговору трибунала), 29 декабря 1989 года в Чехословакии приходит к власти бывший диссидент Вацлав Гавел, а 9 декабря 1990 года в Польше — бывший лидер профсоюза «Солидарность» Лех Валенса.

### Парад суверенитетов

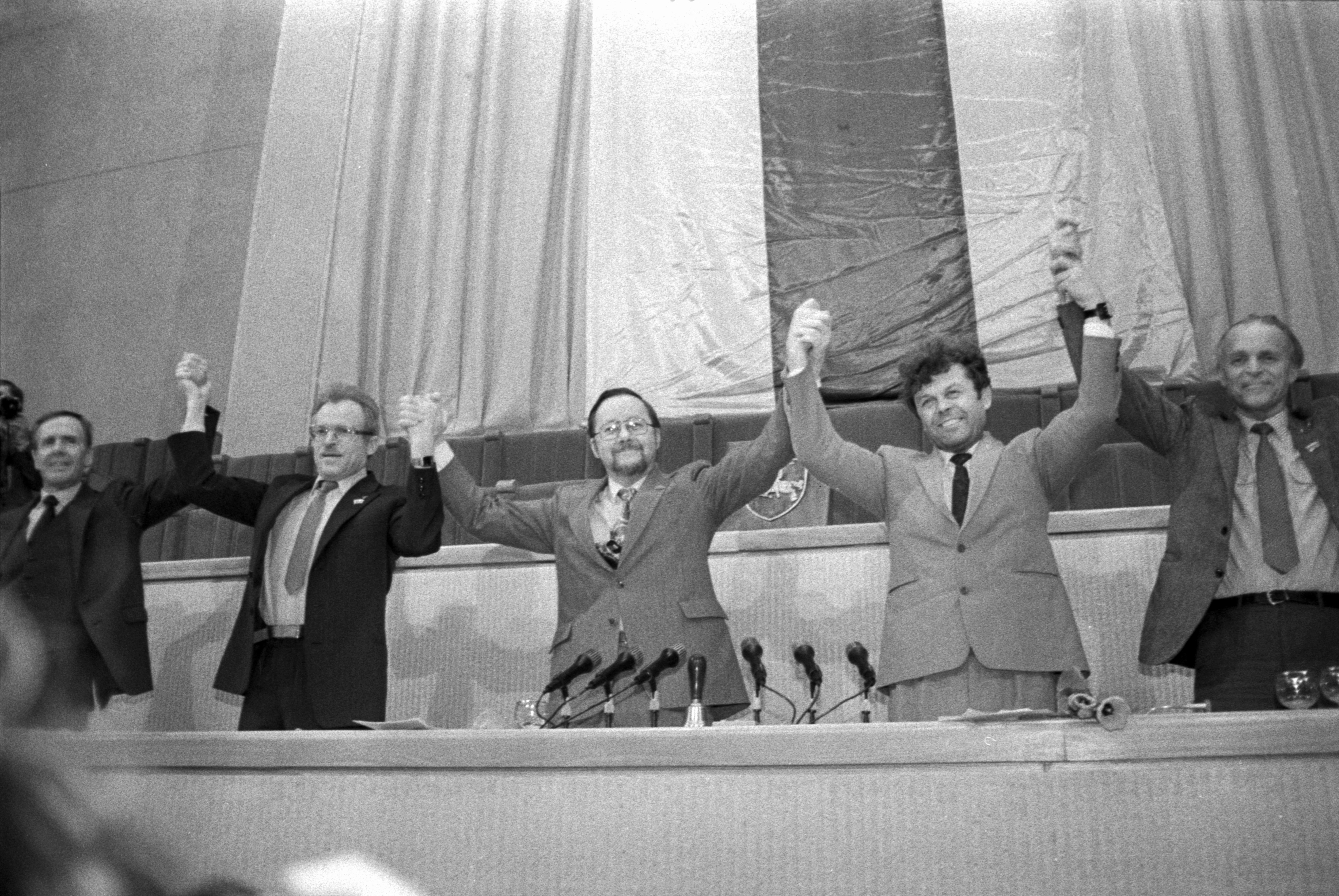
Лидеры Верховного Совета Литовской ССР после провозглашения независимости Литвы, 11 марта 1990 г.

7 февраля 1990 года Центральный Комитет КПСС объявил об ослаблении монополии на власть, в течение нескольких недель прошли первые конкурентные выборы. Многие места в парламентах союзных республик получили либералы и националисты из разнообразных общественных движений («народных фронтов»), созданных с согласия и при поддержке властей СССР. Они же фактически способствовали распространению в советских республиках, в первую очередь в Прибалтике, методологии «цветных революций» американского общественного деятеля Джина Шарпа. Его приглашали читать лекции в Академии наук СССР, на которых присутствовали представители Прибалтики, обучавшиеся у Шарпа методам борьбы за отделение республик от СССР. Затем он посещал Прибалтику, где консультировал победивших на выборах политиков: Аудрюса Буткявичюса в Литве и в Латвии Талавса Юндзиса.
В течение 1989—1991 годов произошли события, известные под названием «парад суверенитетов», в ходе которого все союзные (одной из первых была РСФСР) и многие из автономных республик приняли Декларации о суверенитете, в которых оспаривался приоритет общесоюзных законов над республиканскими, что привело к «войне законов». Также республиками были предприняты действия по контролю над местной экономикой, включая отказы выплачивать налоги в союзный и федеральный российский бюджеты. Эти конфликты перерезали многие экономические связи, что ещё больше ухудшило экономическое положение в СССР.
Первой территорией СССР, объявившей независимость в январе 1990 года в ответ на бакинские события, была Нахичеванская АССР. До августовского путча объявили о независимости с одновременным выходом из СССР две союзные республики: Литва (11 марта 1990) и Грузия (9 апреля 1991), об отказе вступать в предполагавшийся новый союз (ССГ, см. далее) объявили Эстония, Латвия, Молдова, Армения.
Распад СССР начался с его последних приобретений — с территорий стран Прибалтики, аннексированных в ходе Второй мировой войны в результате Пакта Молотова-Риббентропа и Ялтинских договорённостей. Страны Балтики, особенно Эстония и Литва, были впереди центробежного движения советских республик.
Борьба стран Прибалтики за независимость, с одной стороны, встречала некоторое сопротивление со стороны союзного центра, но, с другой стороны, находила и широкую поддержку в перестроечной РСФСР. Борис Ельцин, с 1989 года уже отчётливо обозначивший себя как альтернативный Михаилу Горбачёву претендент на место лидера, не раз выступал с заявлением о необходимости построения мирных, основанных на конституционных нормах отношениях между советскими республиками, выступал против нарастания межнациональной и межпартийной напряжённости в республиках при гарантии взаимных прав меньшинств. Например, в январе 1991 года он опубликовал «Открытое письмо народам Прибалтики», в котором призывал попытаться снизить градус взаимного напряжения и подчёркивал: «Я верю — реакция не пройдёт, но для этого нужно приложить сегодня максимум усилий и сохранить гражданский мир в каждой прибалтийской республике, в России, во всём союзе».
За исключением Казахстана, ни в одной из центральноазиатских союзных республик не было организованных движений или партий, ставивших своей целью достижение независимости. Среди республик с преобладанием исламских конфессий движение за независимость существовало в Азербайджане (азербайджанский Народный Фронт) и Татарстане (партия «Иттифак» Фаузии Байрамовой, которая с 1989 года выступала за независимость Татарстана).
Сразу после августовских событий суверенитет до конца 1991 года провозгласили все оставшиеся союзные республики, а также несколько автономных республик на территориях бывших союзных республик вне России, часть из которых позже стали непризнанными государствами.
| Республика          | Переименование   | Провозглашение суверенитета | Провозглашение выхода из СССР | Независимость де-юре |
| ------------------- | ---------------- | --------------------------- | ----------------------------- | -------------------- |
| Эстонская ССР       | 8 мая 1990       | 16 ноября 1988              | 8 мая 1990                    | 6 сентября 1991      |
| Литовская ССР       | 11 марта 1990    | 26 мая 1989                 | 11 марта 1990                 | 6 сентября 1991      |
| Латвийская ССР      | 4 мая 1990       | 28 июля 1989                | 4 мая 1990                    | 6 сентября 1991      |
| Азербайджанская ССР | 5 февраля 1991   | 23 сентября 1989            | 30 августа 1991               | 26 декабря 1991      |
| Грузинская ССР      | 14 ноября 1990   | 26 мая 1990                 | 9 апреля 1991                 | 26 декабря 1991      |
| Российская СФСР     | 25 декабря 1991  | 12 июня 1990                | 12 декабря 1991               | 26 декабря 1991      |
| Узбекская ССР       | 30 сентября 1991 | 20 июня 1990                | 31 августа 1991               | 26 декабря 1991      |
| Молдавская ССР      | 5 июня 1990      | 23 июня 1990                | 27 августа 1991               | 26 декабря 1991      |
| Украинская ССР      | 17 сентября 1991 | 16 июля 1990                | 24 августа 1991               | 26 декабря 1991      |
| Белорусская ССР     | 19 сентября 1991 | 27 июля 1990                | 25 августа 1991               | 26 декабря 1991      |
| Туркменская ССР     | 27 октября 1991  | 22 августа 1990             | 27 октября 1991               | 26 декабря 1991      |
| Армянская ССР       | 24 августа 1990  | —                           | 23 августа 1990               | 26 декабря 1991      |
| Таджикская ССР      | 31 августа 1991  | 24 августа 1990             | 9 сентября 1991               | 26 декабря 1991      |
| Казахская ССР       | 10 декабря 1991  | 25 октября 1990             | 16 декабря 1991               | 26 декабря 1991      |
| Киргизская ССР      | 5 февраля 1991   | 15 декабря 1990             | 31 августа 1991               | 26 декабря 1991      |

Созданный Законом СССР от 5 сентября 1991 года «Об органах государственной власти и управления Союза ССР в переходный период» орган государственного управления Государственный Совет СССР, состоявший из глав союзных республик под председательством Президента СССР, тремя постановлениями № 1-ГС, 2-ГС, 3-ГС признал независимость Литовской, Латвийской и Эстонской Республики соответственно 6 сентября 1991 года.

## Ход событий в союзных республиках в 1985—1991 годы

### Межэтнические конфликты в республиках Средней Азии

#### Декабрьские события в Алма-Ате (1986)
16—20 декабря 1986 в Алма-Ате и Караганде произошли Декабрьские события (каз. Желтоқсан — декабрь) — выступления молодёжи, начавшиеся с решения Горбачёва о снятии с должности находившегося на посту с 1964 года Первого секретаря ЦК КП Казахстана Динмухамеда Кунаева и замене его на ранее не работавшего в Казахстане этнического русского Геннадия Колбина, первого секретаря Ульяновского обкома партии. Выступления начались 16 декабря, первые группы молодёжи вышли на площадь Брежнева с требованиями отмены назначения Колбина. В городе сразу была отключена телефонная связь, митингующие группы были разогнаны милицией. Но слухи о выступлении на площади мгновенно облетели весь город. Утром 17 декабря на площадь имени Л. И. Брежнева перед зданием ЦК вышли уже толпы казахской молодёжи. Плакаты демонстрантов гласили «Даёшь ленинскую национальную политику!», «Требуем самоопределения!», «Каждому народу — свой лидер!», «Не быть 1937-му!», «Положить конец великодержавному безумию!» Два дня шли митинги, оба раза заканчивающиеся беспорядками. При разгоне демонстрации войска использовали сапёрные лопатки, водомёты, служебных собак; утверждается также, что демонстрантами применялись арматурный лом, стальные тросы. Для поддержания порядка в городе использовались рабочие дружины (представленные в основном славянами, европейцами). В городе Алма-Ата казахи на тот момент составляли примерно 25 % населения. При столкновении правительственных войск ВВ МВД и Сухопутных войск МО СССР (привлечёнными из различных регионов Средней Азии и РСФСР) с участниками митинга, желавшими самоопределения, имели место человеческие жертвы. Декабрьский митинг казахской молодёжи в 1986 году был первым крупным выступлением против национальной политики центра.

#### События в Новом Узене (1989)
17—28 июня 1989 года в городе Новый Узень Казахской ССР произошли межэтнические столкновения между группами казахов и выходцами с Северного Кавказа. Бунт был подавлен отрядами спецназа.

#### Ферганские погромы (1989)

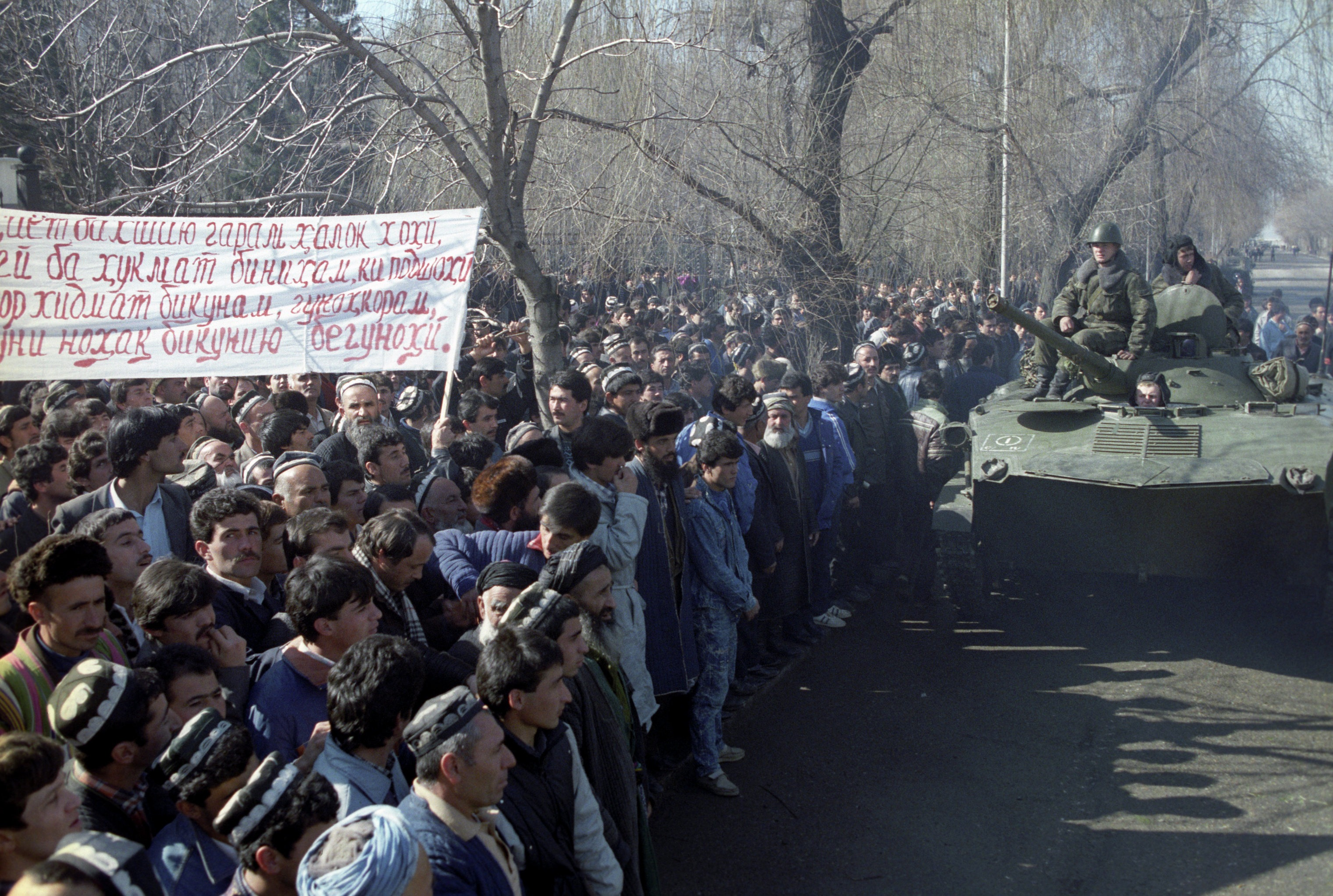
Массовые беспорядки в Душанбе с 10 по 17 февраля 1990 года

Погромы турок-месхетинцев в 1989 году в Узбекской ССР более известны как Ферганские события. В начале мая 1990 года в узбекском городе Андижан произошёл погром армян и евреев.

#### Ошские события (1990)
С конца мая по начало июня 1990 года на юге Киргизской ССР происходил межнациональный конфликт между двумя тюркскими народами — киргизами и узбеками.

#### Массовые беспорядки в Душанбе (1990)
В феврале 1990 года в городе Душанбе — столице Таджикской ССР произошли массовые беспорядки, начавшиеся на межнациональной почве.

### Литва

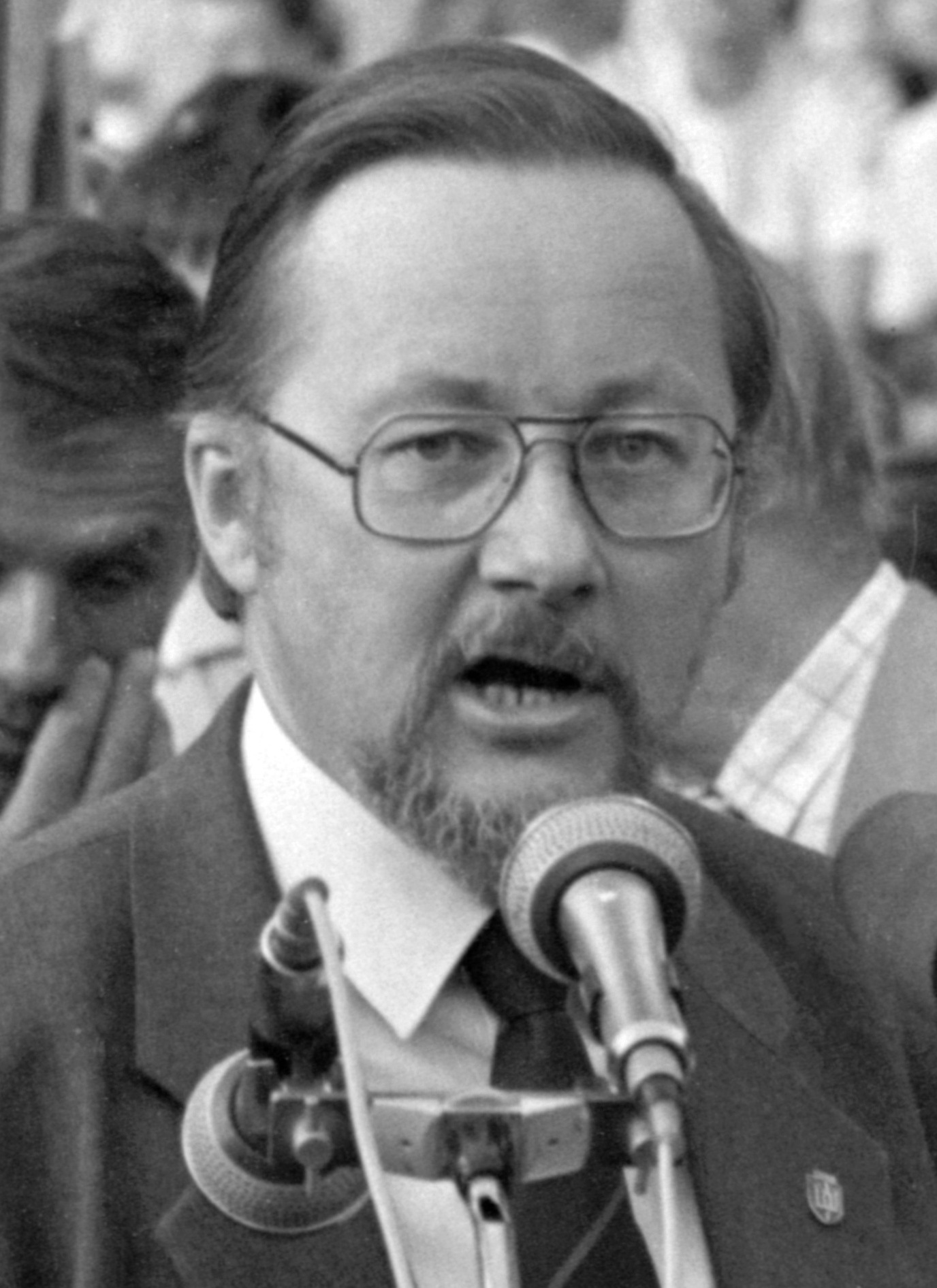
Лидер движения за независимость Литвы Саюдис, глава Верховного Совета/Сейма Литвы Витаутас Ландсбергис

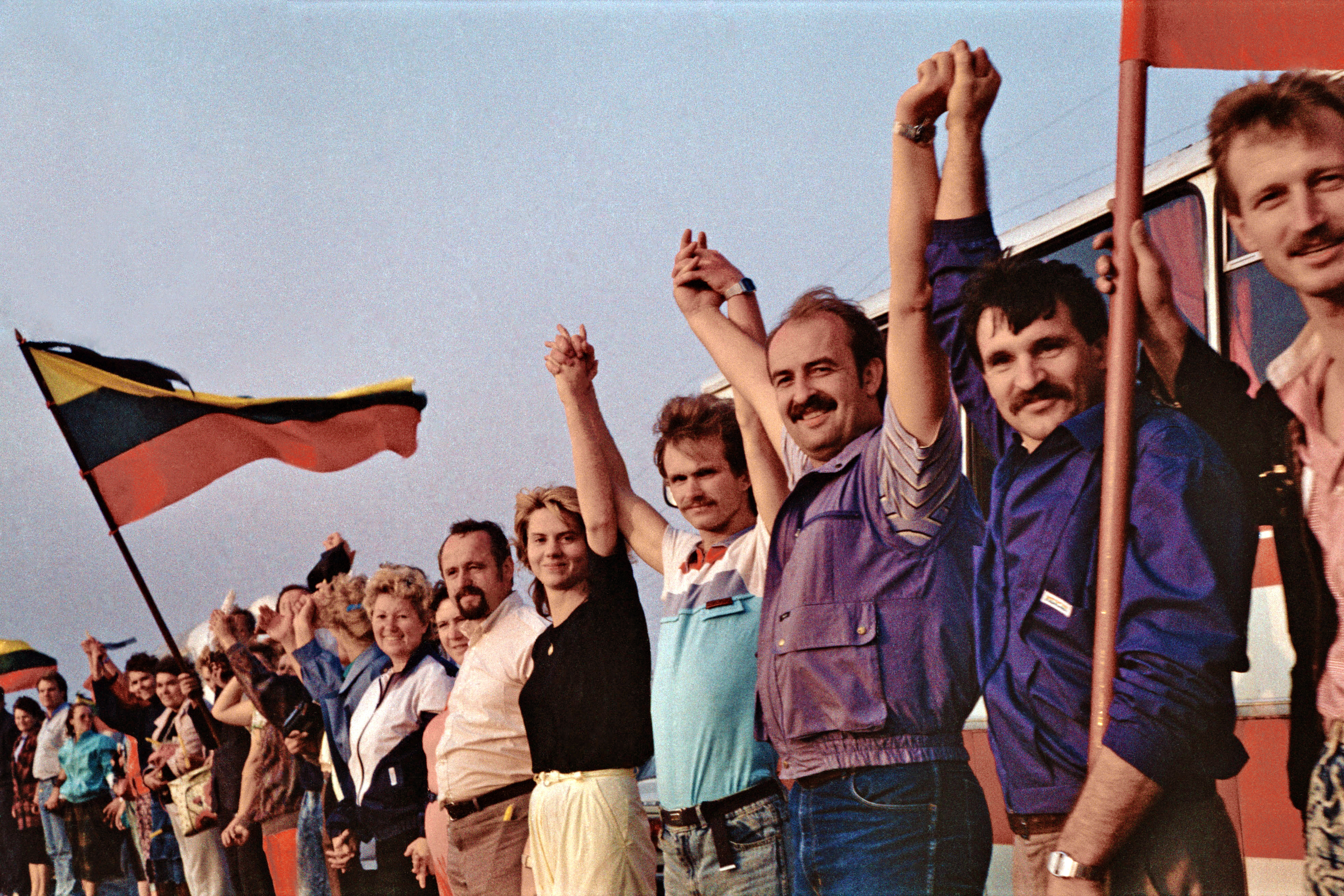
Акция Балтийский путь в Литве, 1989 г.

3 июня 1988 года в Литовской ССР было основано движение «в поддержку перестройки» Саюдис, сначала негласно, затем открыто ставящее свой целью выход из состава СССР и восстановление независимого литовского государства. Оно проводило многотысячные митинги и вело активную работу по пропаганде своих идей. В январе 1990 года визит Горбачёва в Вильнюс собрал на улицах Вильнюса громадное количество сторонников независимости (хотя формально речь шла об «автономии» и о «расширении полномочий в составе СССР»), численностью до 250 тыс. человек.
В ночь на 11 марта 1990 года Верховный Совет Литовской ССР во главе с Витаутасом Ландсбергисом провозгласил независимость Литвы. На территории республики было прекращено действие Конституции СССР и возобновлено действие литовской конституции 1938 года. Таким образом, Литва стала первой из союзных республик, объявившей независимость, и одной из пяти, которые сделали это до августовских событий и ГКЧП.
Независимость Литвы тогда не была признана ни центральным правительством СССР, ни другими странами (кроме Исландии). В ответ на это советским правительством в середине 1990 года была предпринята «экономическая блокада» Литвы, а позже была применена и военная сила — начиная с 11 января 1991 года советскими частями были заняты Дом печати в Вильнюсе, телевизионные центры и узлы в городах, другие общественные здания (т. н. «партийная собственность»). 13 января советские войска штурмом взяли телебашню в Вильнюсе, остановив республиканское телевещание. Местное население по призыву Ландсбергиса массово вышло на улицы, в итоге столкновений погибло 15 человек, десятки ранены.

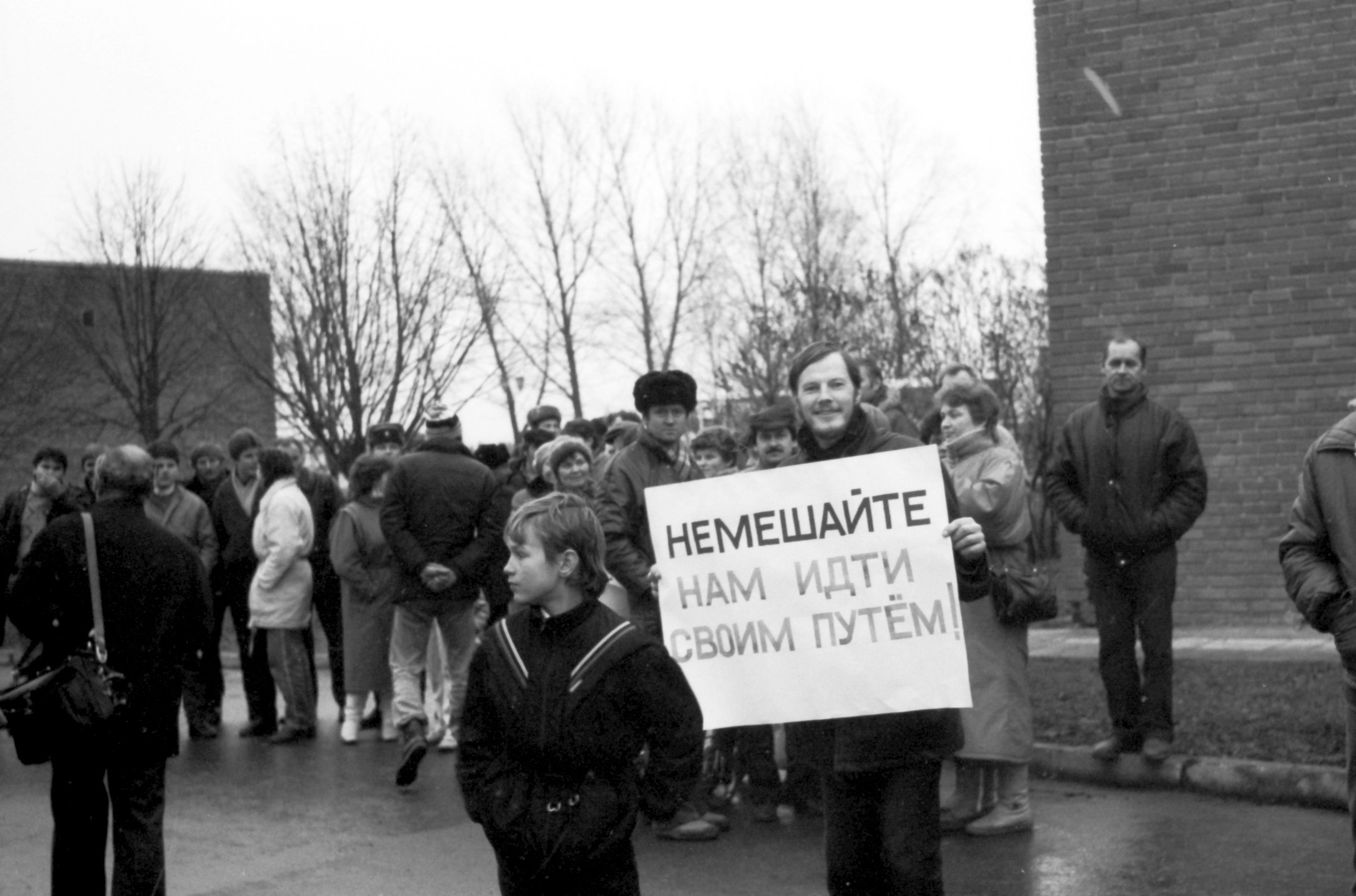
Митинг против Горбачёва в Литве, 1990 г.

16 января Верховный Совет Литовской ССР издал Постановление «Об опросе жителей Литовской Республики» (уточнив его затем постановлением от 18 января 1991 года), согласно которым в Литве должен был пройти «всенародный опрос» по вопросу независимости республики, формально уже провозглашённой 11 марта прошлого года. Это было расценено Президентом СССР как намерение блокировать исполнение в республике решений о проведении всесоюзного референдума о сохранении СССР, он назвал этот опрос и попытки объявить его «плебисцитом о будущем Литовского государства» — юридически несостоятельными. Участие во всесоюзном референдуме было блокировано местными властями и состоялось только на избирательных участках, организованных в ограниченном количестве в зданиях, контролируемых к тому моменту силовыми органами Центра.
9 февраля был проведён «всенародный опрос» (или же «избирательная консультация») по вопросу независимости Литвы. В нём приняло участие 84 % избирателей, 90,4 % из них высказались за независимую демократическую Литовскую республику. 11 февраля 1991 принят Конституционный закон «О Литовском государстве». На этом основании 12 февраля Исландия признала факт декларированной ранее независимости Литвы.
11 марта 1991 года КПЛ (КПСС) образовало Комитет национального спасения Литвы, на улицах было введено армейское патрулирование. Однако реакция мировой общественности и усилившееся влияние либералов в России сделали невозможными дальнейшие силовые действия.
В ночь на 31 июля 1991 года неизвестными (в дальнейшем в нападении обвинялись сотрудники вильнюсского и рижского отрядов ОМОН) на контрольно-пропускном пункте в Мядининкай (на границе Литвы с Белорусской ССР) были расстреляны 8 его сотрудников.
После августовских событий 1991 года независимость Литовской республики была немедленно признана большинством стран Запада.

### Эстония

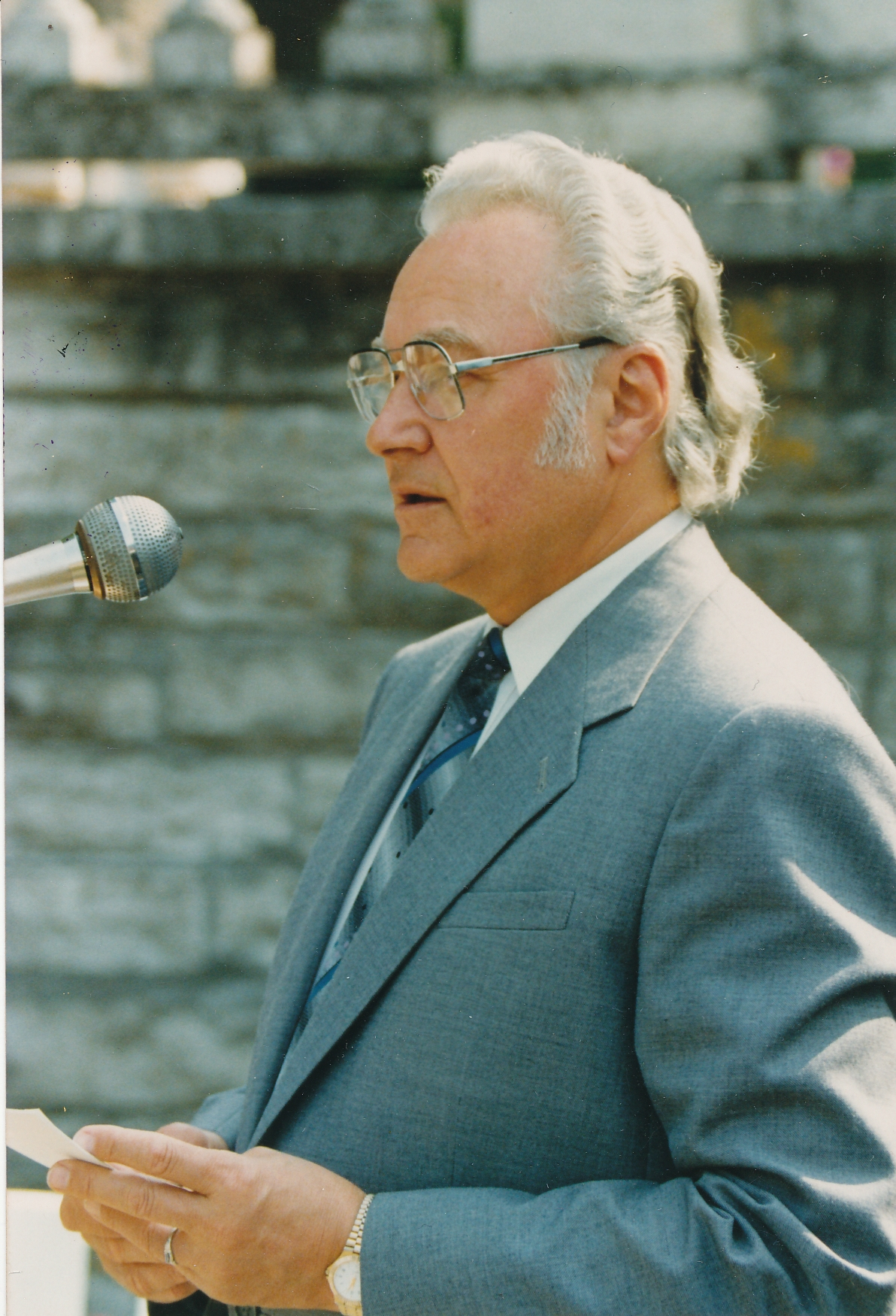
Председатель Верховного совета Эстонии Арнольд Рюйтель

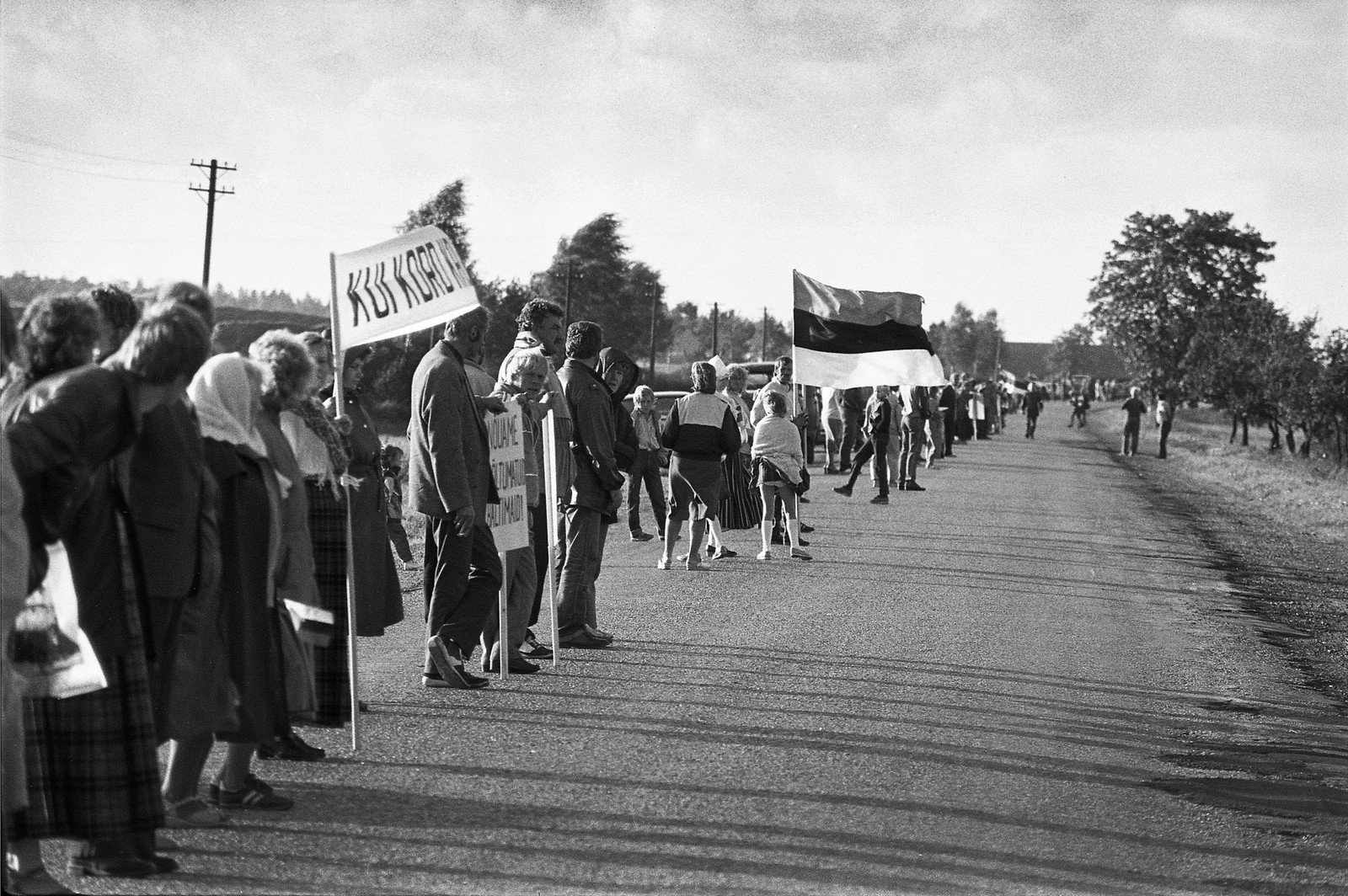
Акция Балтийский путь в Эстонии, 1989 г.

В Эстонской ССР в апреле 1988 года образован Народный Фронт Эстонии в поддержку Перестройки, формально не ставивший своей целью выход Эстонии из СССР, но ставший базой для её достижения.
В июне — сентябре 1988 года в Таллине прошли следующие массовые мероприятия, вошедшие в историю как «Поющая революция», на которых исполнялись песни протеста, а также распространялись агитационные материалы и значки Народного фронта:
- Ночные певческие праздники на Ратушной площади и на Певческом поле, прошедшие в июне, во время проведения традиционных Дней Старого города;
- рок-концерты, прошедшие в августе;
- музыкально-политическое мероприятие «Песнь Эстонии», на котором по версии СМИ собралось около 300 000 эстонцев, то есть около трети от численности эстонского народа, состоявшееся 11 сентября 1988 года на Певческом поле. В ходе последнего мероприятия диссидентом Тривими Веллисте был публично озвучен призыв к независимости.

16 ноября 1988 года Верховный Совет Эстонской ССР во главе с Арнольдом Рюйтелем большинством голосов принял Декларацию о суверенитете Эстонии.
23 августа 1989 года Народные фронты трёх прибалтийских республик провели совместную акцию под названием Балтийский путь.
12 ноября 1989 года Верховный Совет Эстонской ССР принял на основе концепции оккупации Прибалтики, разработанной выходцем из Эстонии, балтийским немцем Борисом Мейснером, Постановление «Об историко-правовой оценке событий, имевших место в Эстонии в 1940 году», объявившее незаконной декларацию от 22 июля 1940 года о вхождении ЭССР в СССР.
23 марта 1990 года Компартия Эстонии вышла из состава КПСС.
30 марта 1990 года Верховный Совет ЭССР принял постановление о государственном статусе Эстонии. Заявив, что оккупация Эстонской Республики Советским Союзом 17 июня 1940 года не прервала де-юре существования Эстонской Республики, Верховный совет объявил государственную власть Эстонской ССР незаконной с момента её установления и провозгласил начало восстановления Эстонской Республики. Был объявлен переходный период до формирования конституционных органов государственной власти Эстонской Республики.
3 апреля 1990 года Верховный Совет СССР принял Постановление «О введении в действие Закона СССР „О порядке решения вопросов, связанных с выходом союзной республики из СССР“», фактически объявляющий юридически ничтожными декларации Верховных Советов прибалтийских республик об аннулировании вхождения в СССР и вытекающие из этого последующие решения.
8 мая того же года Верховный Совет ЭССР принял закон о признании недействительным наименования «Эстонская Советская Социалистическая Республика». Также согласно этому закону было прекращено использование герба, флага и гимна Эстонской ССР в качестве государственных символов и восстановлено действие Конституции Эстонской Республики 1938 года (где в статье 1 указано, что Эстония является самостоятельной и независимой республикой), то есть фактически Эстония объявила о выходе из состава Союза ССР. Через 8 дней был принят закон об основах временного порядка управления Эстонией, согласно которому прекращалась подчинённость органов государственной власти, государственного управления, органов суда и прокуратуры республики соответствующим органам власти Союза ССР и они отделялись от соответствующей системы СССР. Было объявлено, что отношения между республикой и Союзом ССР отныне строятся на основе Тартуского мирного договора, заключённого между Эстонской Республикой и РСФСР 2 февраля 1920 года.

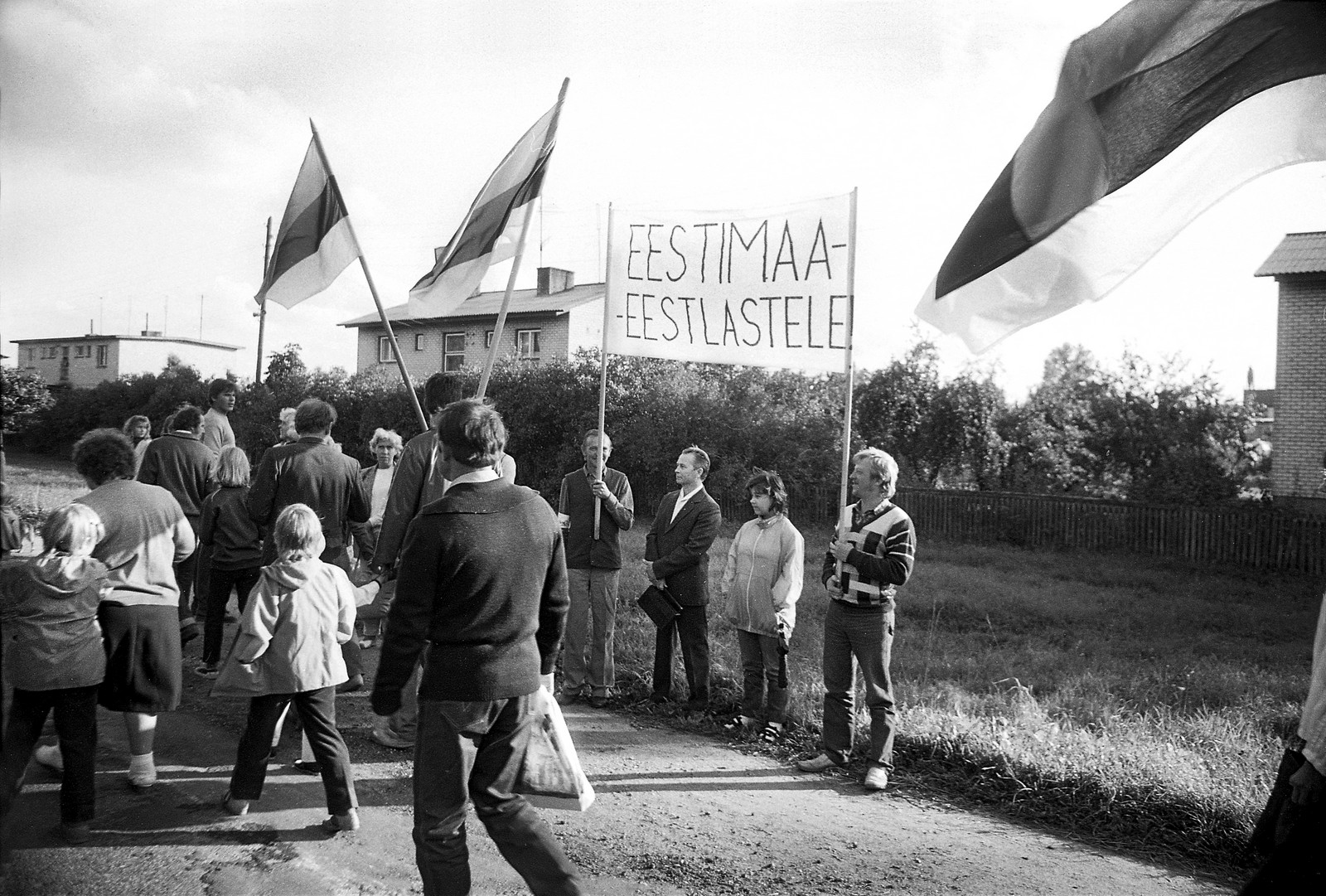
Балтийский путь в Эстонии, 1989 г.

15 мая по инициативе рабочих заводов союзного подчинения перед зданием Верховного Совета собрался митинг, на котором представители русскоязычного населения республики потребовали отмены постановления ВС от 8 мая «О государственной символике» и отставки руководителей Эстонской ССР. Позже толпа двинулась к зданию Верховного Совета и ворвалась на её территорию. Глава правительства Эдгар Сависаар выступил по республиканскому радио к народу: "Люди Эстонии… Представители Интердвижения и Объединённого совета трудовых коллективов атакуют здание Верховного Совета… Происходит попытка переворота… Повторяю — нас атакуют… ". Тысячи эстонцев вышли на защиту своего правительства. Вскоре участники штурма покинули здание Верховного Совета, после чего члены отряда самообороны «Кайтселийта» взяли под охрану здание Верховного Совета, правительственные учреждения, почту, радио.
В ходе переговоров Эстонии с союзным центром, с правительством РСФСР и с приграничными областями происходили провокации. Так в ночь с 1 на 2 сентября члены организации «Кайтселийт» установили пограничные столбы и шлагбаум на территории Ленинградской и Псковской областей РСФСР, где проходила советско-эстонская граница, закреплённой Тартуским мирным договором 1920 года.
12 января 1991 года в ходе визита в Таллин Председателя Верховного Совета РСФСР Бориса Ельцина между ним и Председателем Верховного Совета Эстонской Республики Арнольдом Рюйтелем был подписан «Договор об основах межгосударственных отношений РСФСР с Эстонской Республикой», в котором обе стороны признавали друг друга суверенными государствами и субъектами международного права.
3 марта состоялся референдум по вопросу независимости Эстонской Республики, в котором приняли участие лишь правопреемные граждане Эстонской Республики (в основном эстонцы по национальности), а также лица, получившие так называемые «зелёные карточки» Конгресса Эстонии (условием получения карточки было устное заявление о поддержке независимости Эстонской Республики. Было выдано около 25 000 карточек, их обладателям впоследствии было предоставлено гражданство Эстонской Республики). 78 % проголосовавших поддержали идею национальной независимости от СССР.
11 марта Дания признала независимость Эстонии.
20 августа 1991 года Верховный Совет Эстонии принял постановление «О государственной независимости Эстонии», которое подтвердило независимость республики, а 6 сентября того же года неконституционный Госсовет СССР официально признал независимость Эстонии.

### Латвия

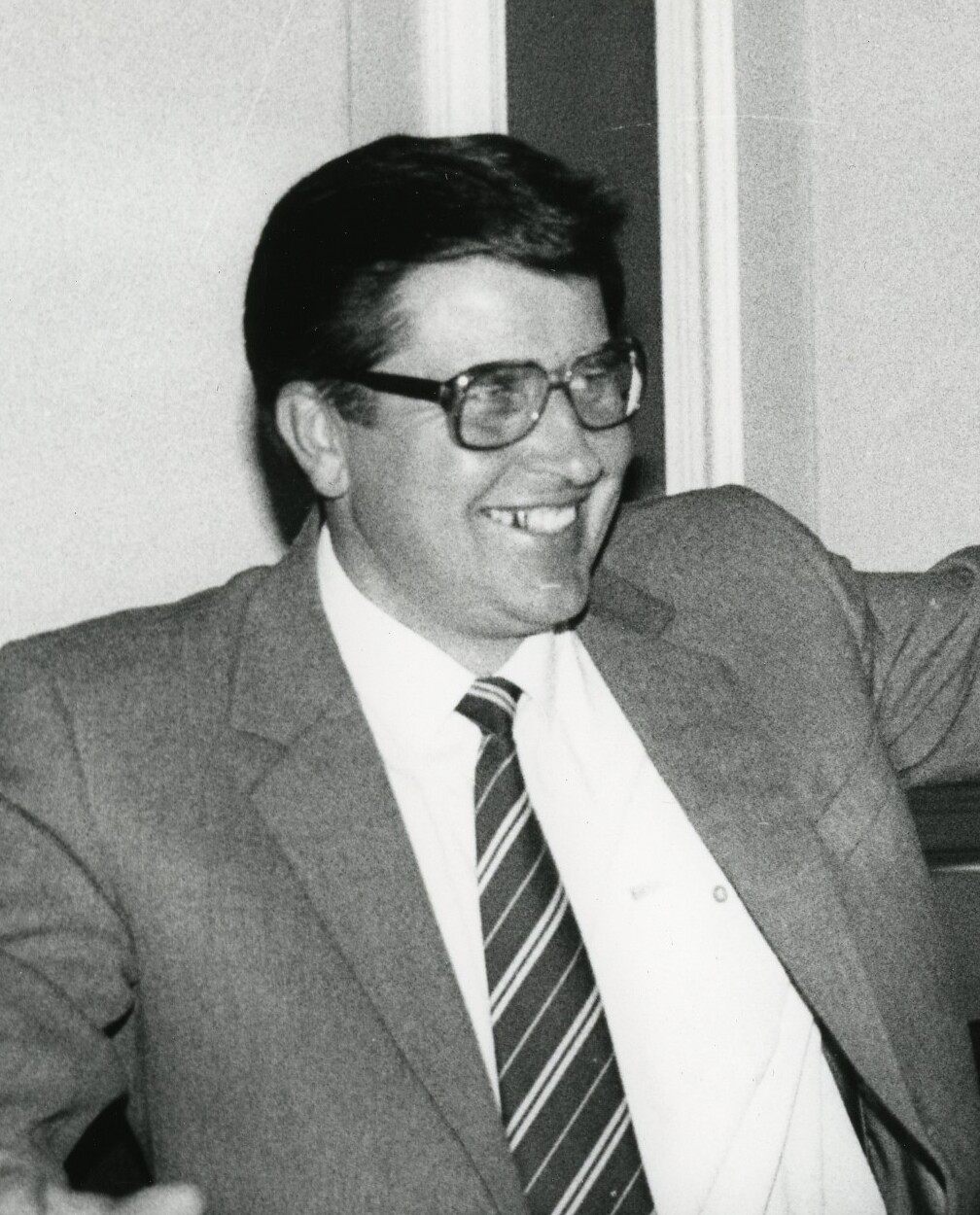
Глава Верховного совета Латвии Анатолий Горбунов

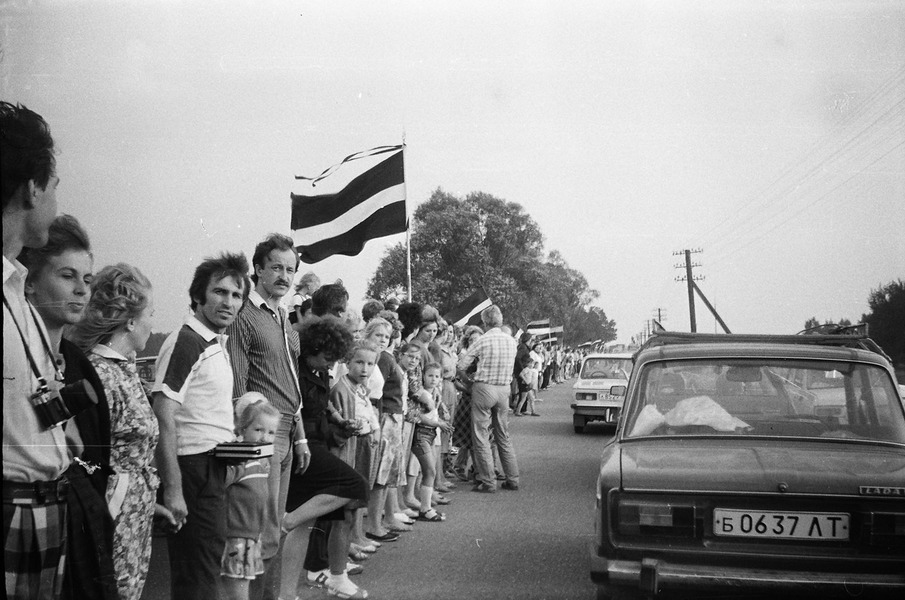
Акция Балтийский путь в Латвии

В Латвийской ССР в период 1988—1990 годов происходит создание и усиление Народного Фронта Латвии, выступавшего за суверенитет республики. В противовес сторонниками выступающими за сохранение членства в СССР, создаётся Интерфронт.
4 мая 1990 года Верховный Совет Латвийской ССР во главе с Анатолием Горбуновым принял Декларацию о восстановлении независимости Латвийской Республики. 3 марта 1991 года декларация подкреплена опросом. Через 5 месяцев, 21 августа, после августовского путча в Москве Верховный Совет Латвии принимает конституционный закон «О государственном статусе Латвийской Республики», подтвердивший независимость Латвии. 24 августа при визите делегации республики в Москву с целью добиться смены командующего Прибалтийским военным округом Ф.Кузьмина и вывода из республики ОМОНа Б. Ельцин неожиданно вручил ей указ о признании независимости Латвии, после чего её суверенитет начали признавать де-юре и другие страны.
Особенностью отделения Латвии и Эстонии является то, что, в целях обретения контроля на своей территории в условиях сравнительно небольшого относительного большинства исторического населения республик, гражданство стран было предоставлено только лицам, проживавшим в этих республиках до момента их присоединения к СССР, и их потомкам, а остальное, в основном русскоязычное население, массово было лишено части гражданских прав, что некоторые правозащитные и общественные организации считают дискриминацией.

### Грузия

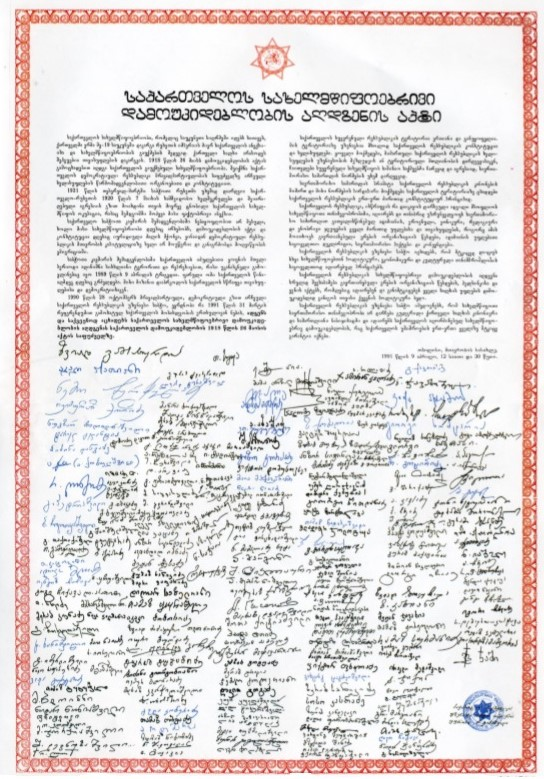
Акт о восстановлении государственной независимости Грузии, 1991 год

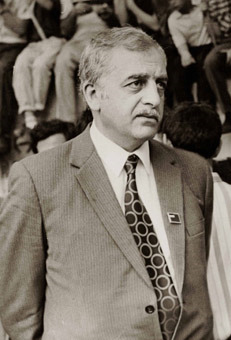
Президент Грузии Звиад Гамсахурдиа

Начиная с 1989 года в Грузии возникает движение за выход из состава СССР, которое усиливается на фоне разрастания грузино-абхазского и грузино-осетинского конфликтов. 9 апреля 1989 года в Тбилиси происходят столкновения с войсками, в результате которых погибли 16 человек. С событий 9 апреля начался процесс консолидации грузинского общества вокруг идей национальной независимости, восстановления грузинской государственности. 9 марта 1990 года сессия Верховного Совета Грузинской ССР приняла Постановление «О гарантиях защиты государственного суверенитета Грузии» в котором объявила, что ввод войск Советской России в Грузию в феврале 1921 года и занятие всей её территории являлись «с правовой точки зрения военным вмешательством (интервенцией) и оккупацией с целью свержения существовавшего политического строя» (Грузинской Демократической Республики), «а с политической точки зрения фактической аннексией. Осуждая „оккупацию“ и фактическую аннексию Грузии Советской Россией как международное преступление», ВС объявил, что стремится к аннулированию последствий нарушения Договора от 7 мая 1920 года для Грузии и к восстановлению прав Грузии, признанных Советской Россией этим договором. Также было объявлено о начале переговоров о восстановлении независимого Грузинского государства, поскольку Договор об образовании СССР, по мнению депутатов, «являлся в отношении Грузии незаконным».

28 ноября 1990 года в ходе выборов сформирован Верховный Совет Грузии во главе с радикальным националистом Звиадом Гамсахурдиа, который позже (26 мая 1991 года) был избран президентом на всенародном голосовании. 14 ноября 1990 года Верховный Совет принял закон о переходном периоде до восстановления независимой Грузинской Демократической Республики и в связи с этим переименовал республику в Республику Грузию.
7 декабря 1990 года в Цхинвали был введён полк внутренних войск СССР из состава Тбилисского гарнизона.
31 марта 1991 года в Грузинской ССР состоялся референдум о восстановлении независимости Грузии, на котором за восстановление государственной независимости Грузии проголосовало 98,93 % участников референдума. 9 апреля Верховный Совет Грузии принял Акт о восстановлении государственной независимости Грузии. Грузия стала пятой из союзных республик, объявившей независимость, ещё до августовских событий (ГКЧП).
Входившие в состав Грузии Абхазская АССР и Юго-Осетинская автономная область объявили о непризнании независимости Грузии и о желании остаться в составе Союза, а позже образовали непризнанные государства (в 2008 году, после войны в Грузии, их независимость признана в 2008 году Россией и Никарагуа, в 2009 — Венесуэлой и Науру, в 2018 — Сирией).

### Армения

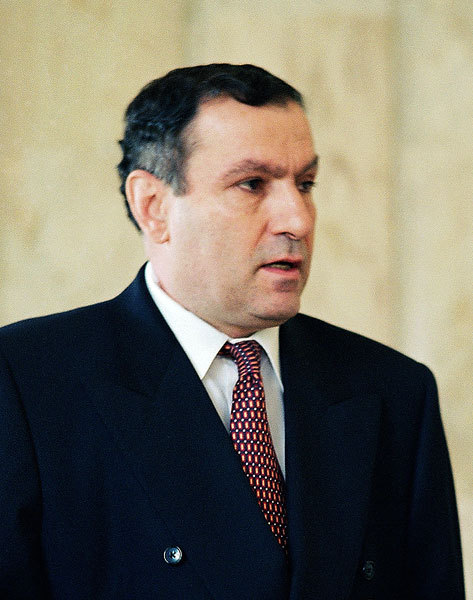
Президент Армении Левон Тер-Петросян

В августе 1987 года карабахские армяне посылают в Москву петицию, подписанную десятками тысяч граждан, с просьбой передать НКАО в состав Армянской ССР. 18 ноября того же года в интервью французской газете «L’Humanité» советник Горбачёва Абел Аганбегян делает заявление: «Я бы хотел узнать о том, что Карабах стал армянским. Как экономист я считаю, что он больше связан с Арменией, чем с Азербайджаном». Подобные заявления делаются другими общественными и политическими деятелями. Армянское население Нагорного Карабаха устраивает демонстрации с призывом о передаче НКАО в состав Армянской ССР. В ответ азербайджанское меньшинство Нагорного Карабаха начинает выступать с требованием сохранения НКАО в составе Азербайджанской ССР. Для поддержания порядка Горбачёв отправил в Нагорный Карабах из Грузии батальон мотопехоты 160-го полка внутренних войск МВД СССР.

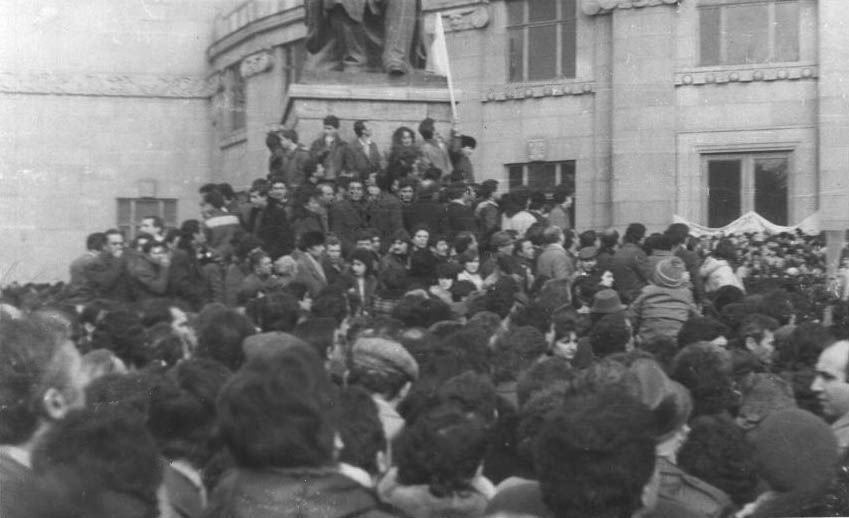
Митинг в Ереване в поддержку Карабахского движения. 1988 г.

23 августа 1990 года Верховный Совет Армянской ССР принял Декларацию о независимости Армении. Было объявлено, что Республика Армения — суверенное государство, наделённое независимостью. Прекращалось действие Конституции СССР и законов СССР на территории республики. В целях обеспечения своей безопасности и неприкосновенности границ Республика Армения создавала подчиняющиеся Верховному Совету собственные Вооружённые Силы, внутренние войска, органы государственной и общественной безопасности.
27 мая 1990 года произошло вооружённое столкновение армянских вооружённых отрядов с внутренними войсками, в результате чего погибли двое солдат и 14 боевиков.
1 марта 1991 года, несмотря на ранее принятую декларацию, Верховный Совет Армении постановил провести 21 сентября того же года референдум о выходе из состава СССР, вынесив на голосование следующий вопрос: «Согласны ли Вы, чтобы Республика Армения была независимым демократическим государством вне состава СССР?» Президиуму Верховного Совета республики было предоставлено право «в случае резкого изменения ситуации принять решение о досрочном проведении референдума». 25 марта председателю Верховного Совета СССР было направлено заключение, где было сказано, что данное постановление соответствует требованиям Закона СССР от 3 апреля 1990 года «О порядке решения вопросов, связанных с выходом союзной республики из СССР» в части субъекта, выступающего с инициативой о проведении референдума (статья 2), сроков его проведения (не ранее, чем через шесть и не позднее, чем через девять месяцев после принятия решения о постановке вопроса о выходе союзной республики из СССР (часть 3 статьи 2).
5 августа председатель Верховного Совета Армении Левон Тер-Петросян направил письмо председателю Верховного Совета СССР Анатолию Лукьянову, в котором просил его в соответствии со статьёй 5 Закона СССР «О порядке решения вопросов, связанных с выходом союзной республики из СССР» решить вопрос о присутствии на территории Армении в качестве наблюдателей уполномоченных представителей Союза ССР, союзных и автономных республик, автономных образований, а также пригласить представителей Организации Объединённых Наций.
21 сентября 1991 года референдум состоялся. Большинство граждан, имеющих избирательное право, ответили на этот вопрос утвердительно.
По результатам референдума, 23 сентября 1991 года Верховный Совет Армении подтвердил выход республики из состава СССР.

### Азербайджан

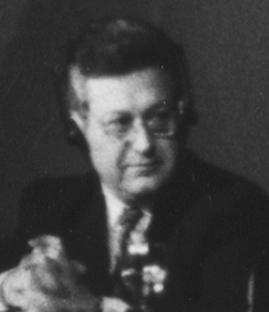
Президент Азербайджана Аяз Муталибов

В 1988 году в Азербайджане сформировался Народный фронт Азербайджана во главе с диссидентом и приверженцем пантюркизма Абульфазом Эльчибеем. Народный фронт стал во главе азербайджанского национального движения, которое усиливалось на фоне карабахского конфликта. В феврале 1988 года в городе Сумгаите азербайджанцы устроили массовые погромы и убийства в отношении мирного армянского населения. 23 сентября 1989 года Верховный Совет Азербайджанской ССР принял Конституционный закон о суверенитете Азербайджанской ССР. 29 декабря того же года в Джалилабаде активисты Народного фронта захватили здание горкома партии, при этом десятки людей были ранены. 31 декабря на территории Нахичеванской АССР толпы людей разрушили госграницу с Ираном. Почти 700 км границы было уничтожено.

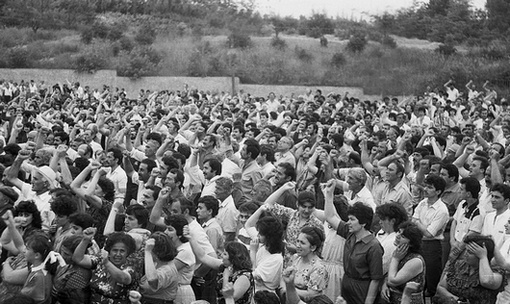
Протесты армян в НКАО с требованием передачи области из состава Азербайджанской ССР в состав Армянской ССР, 1988 год

Тысячи азербайджанцев пересекли реку Аракс, воодушевлённые первой за долгие десятилетия возможностью братания со своими соотечественниками в Иране. 10 января 1990 года Президиум Верховного Совета СССР принял постановление «О грубых нарушениях закона о государственной границе СССР на территории Нахичеванской АССР», решительно осудив произошедшее. 11 января 1990 года группа радикально настроенных членов Народного фронта штурмом взяла несколько административных зданий и захватила власть в городе Ленкорань, свергнув советскую власть. 13 января 1990 года в Баку начались армянские погромы, сопровождавшиеся массовым насилием в отношении армянского населения, грабежами, убийствами, поджогами и уничтожением имущества. 19 января чрезвычайная сессия Верховного Совета Нахичеванской АССР приняла постановление о выходе Нахичеванской АССР из Союза ССР и объявлении независимости.
В ночь с 19 на 20 января 1990 года Советская Армия штурмовала Баку с целью разгрома Народного фронта и спасения власти Коммунистической партии в Азербайджане, в результате чего погибли более 130 человек. Том де Ваал считает, что «именно 20 января 1990 года Москва, в сущности, потеряла Азербайджан».
18 мая 1990 года Верховный Совет Азербайджанской ССР учредил должность президента Азербайджанской ССР, на которую избрал Аяза Муталибова. 30 августа 1991 года Верховный Совет принял Декларацию «О восстановлении государственной независимости Азербайджанской Республики», а 18 октября был принят Конституционный акт «О государственной независимости Азербайджанской Республики». 10 сентября проводится Чрезвычайный съезд Коммунистической партии Азербайджана, на котором принимается решение о роспуске компартии. 29 декабря прошёл референдум о государственной независимости Азербайджана (уже после того, как Азербайджан подписал алма-атинский протокол к беловежскому соглашению о прекращении существования СССР и после того, как Совет Республик Верховного Совета СССР принял декларацию о признании этого соглашения), на котором за независимость проголосовало 99,58 % участников референдума.

### Молдавия

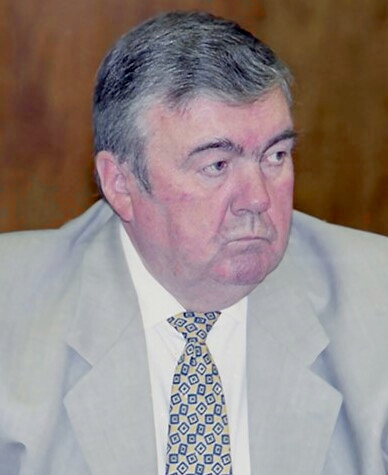
Президент Молдавии Мирча Снегур

В Молдавии специфика идеологической направленности национального движения состояла в провозглашении тезиса об идентичности молдавского и румынского языков и в призывах к объединению Молдавии и Румынии. В мае 1989 года был создан Народный фронт Молдовы, объединивший в себе ряд националистических организаций. 23 июня Верховный Совет Молдавской ССР утвердил Заключение специальной комиссии по пакту Молотова — Риббентропа, в котором создание Молдавской ССР было объявлено незаконным актом, а Бессарабия и Северная Буковина — оккупированными румынскими территориями. На основании Заключения 31 июля президиум Тираспольского городского совета провозгласил, что если Молдавская ССР была создана незаконно, то левобережье Днестра также было незаконно в неё включено, и президиум «не считает себя связанным какими-либо обязательствами перед руководством ССР Молдовы». 7 ноября Народный фронт Молдавии сорвал проведение военного парада в Кишинёве, а 10 ноября был предпринят штурм здания МВД республики, в ходе которого пострадали несколько сотрудника МВД и сторонников НФМ.
Рост молдавского национализма, провозглашение курса на выход из СССР и призывы к объединению с Румынией, введение флага наподобие румынского триколора в качестве государственного, лишение государственного статуса русского языка и перевод молдавского на латинский алфавит — вызвали негативную реакцию у жителей южной и восточной Молдавии. 12 ноября состоялся Чрезвычайный съезд представителей гагаузского народа, на котором была провозглашена Гагаузская АССР в составе Молдавской ССР, но Президиум Верховного Совета Молдавской ССР отменил решения Чрезвычайного съезда, назвав их антиконституционными. Вслед за этим в конце 1989 — начале 1990 года в Приднестровье был проведён референдум об образовании Приднестровской Молдавской Советской Социалистической Республики. 2 сентября 1990 года на II Чрезвычайном съезде депутатов всех уровней Приднестровья была провозглашена Приднестровская Молдавская ССР в составе СССР. Оба образования не были признаны руководством СССР.

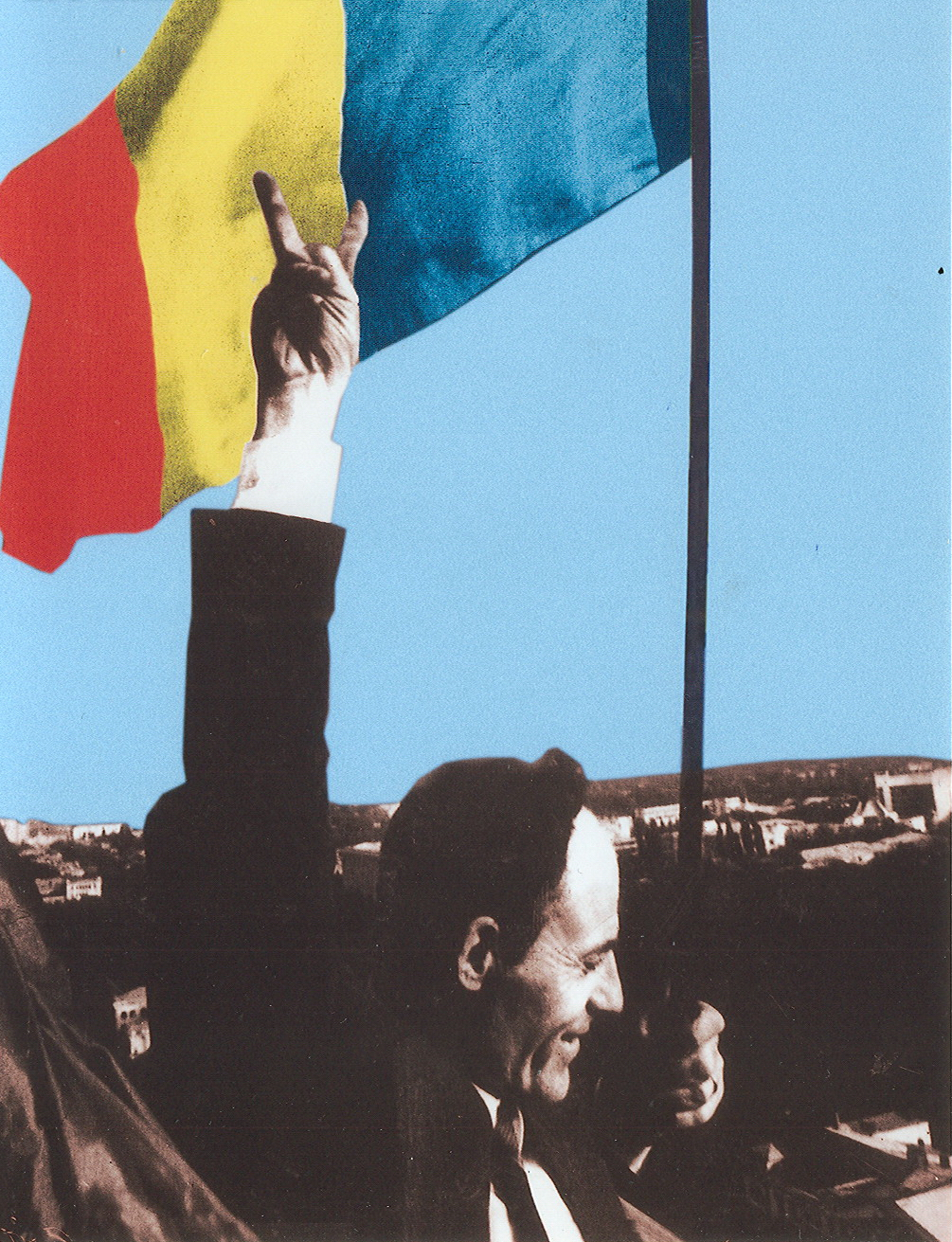
Георге Гимпу заменяет флаг МССР (ныне государственный флаг в непризнанном Приднестровье) на флаг Румынии (флаг у Молдовы той же расцветки, но с национальным гербом) над парламентом МССР, 27 апреля 1990 года.

27 апреля 1990 года председателем Верховного Совета Молдавской ССР при поддержке Народного фронта Молдовы был избран Мирча Снегур. 6 мая 1990 года вдоль всей реки Прут, разделяющей Молдову и Румынию, состоялась акция «Мост цветов», в ходе которой жители Румынии пересекли советско-румынскую границу без предъявления каких-либо документов. Вторая акция подобного рода произошла 16 июня 1991 года, когда жители Молдавской ССР пересекли границу в сторону Румынии.

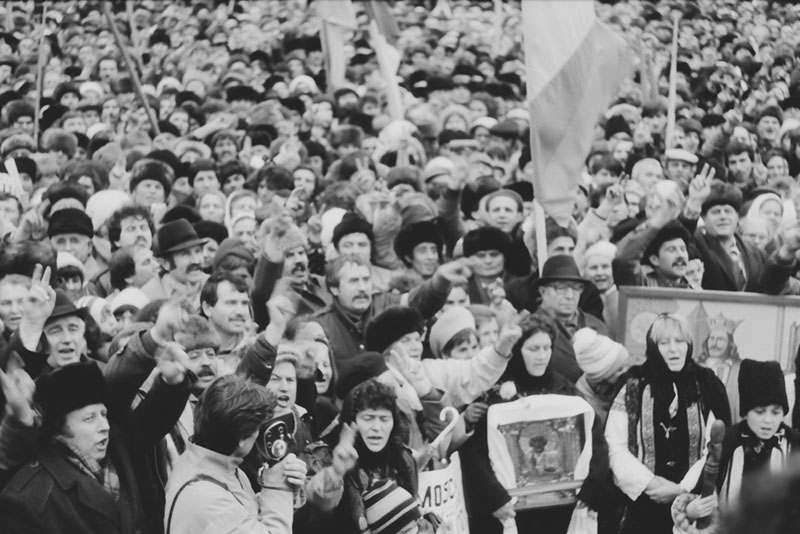
Антисоветские протесты в Кишинёве с иконами и портретом Стефана Великого, 1991 год

23 июня 1990 года Верховный Совет Молдавской ССР во главе с Мирча Снегурой принял декларацию о суверенитете. 19 августа состоялся I Съезд народных депутатов — гагаузов, избранных в Советы различных уровней, на котором была принята «Декларация о свободе и независимости гагаузского народа от Республики Молдова», провозгласив Республику Гагаузия в составе СССР. 21 августа на чрезвычайном заседании Президиума Верховного Совета Молдавской ССР решение о провозглашении республики было признано незаконным, а проведение съезда депутатов — антиконституционным. В октябре в Гагаузии были объявлены выборы в неконституционный орган — так называемый Верховный совет Гагаузии. Премьер-министр Молдовы Мирча Друк 25 октября с целью сорвать выборы направил в Комрат (т. н. «Поход на Гагаузию») автобусы с волонтёрами в сопровождении милиции. В Гагаузии начинается мобилизация, однако прибытие частей Советской Армии предотвратило кровопролитие.
27 августа 1991 года Верховный Совет Молдовы принял Декларацию о независимости и признал незаконной установленную в 1940 году границу с Украиной.
Население восточной и южной Молдовы, стремясь избежать интеграции с Румынией, объявило о непризнании независимости Молдовы от СССР и провозгласило образование двух новых республик (ГССР с центром в Комрате; ПМССР с центром в Тирасполе), которые изъявили желание остаться в СССР. Первой об отделении от Молдовы объявила Гагаузская ССР, позже после распада СССР поменявшая своё название на Республика Гагаузия. На следующий день в знак солидарности с гагаузами о выходе из состава Молдовы объявила также и Приднестровская Молдавская ССР, позже в ходе референдума после распада СССР поменявшая своё название на ПМР (Приднестровская Молдавская Республика).

### Россия

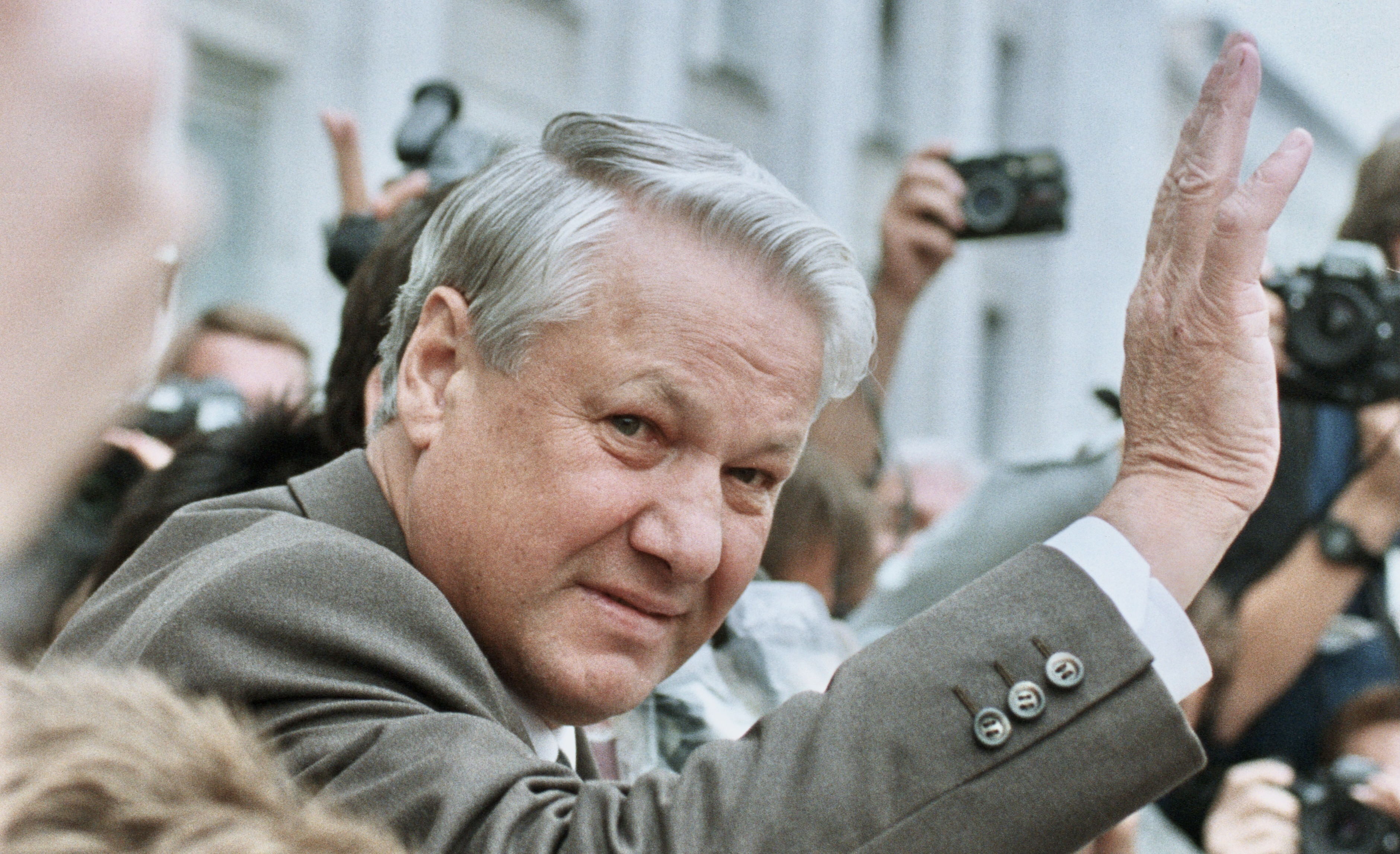
Президент России Борис Ельцин

12 июня 1990 года Первый Съезд народных депутатов РСФСР принял Декларацию о государственном суверенитете РСФСР. Декларация утвердила приоритет Конституции и Законов РСФСР над законодательными актами СССР. Среди принципов декларации были:
- государственный суверенитет (п. 5), обеспечение каждому неотъемлемого права на достойную жизнь (п.4), признание общепризнанных норм международного права в области прав человека (п. 10);
- нормы народовластия: признание носителем суверенитета и источником государственной власти многонационального народа России, его права на непосредственное осуществление государственной власти (п. 3), исключительное право народа на владение, пользование и распоряжение национальным богатством России; невозможность изменения территории РСФСР без волеизъявления народа, выраженного путём референдума;
- принцип обеспечения за всеми гражданами, политическими партиями, общественными организациями, массовыми движениям и религиозными организациями равных правовых возможностей участвовать в управлении государственными и общественными делами;
- разделение законодательной, исполнительной и судебной властей как важнейший принцип функционирования правового государства в РСФСР (п. 13);
- развитие федерализма: существенное расширение прав всех регионов РСФСР.

#### Роль РСФСР в распаде Советского Союза

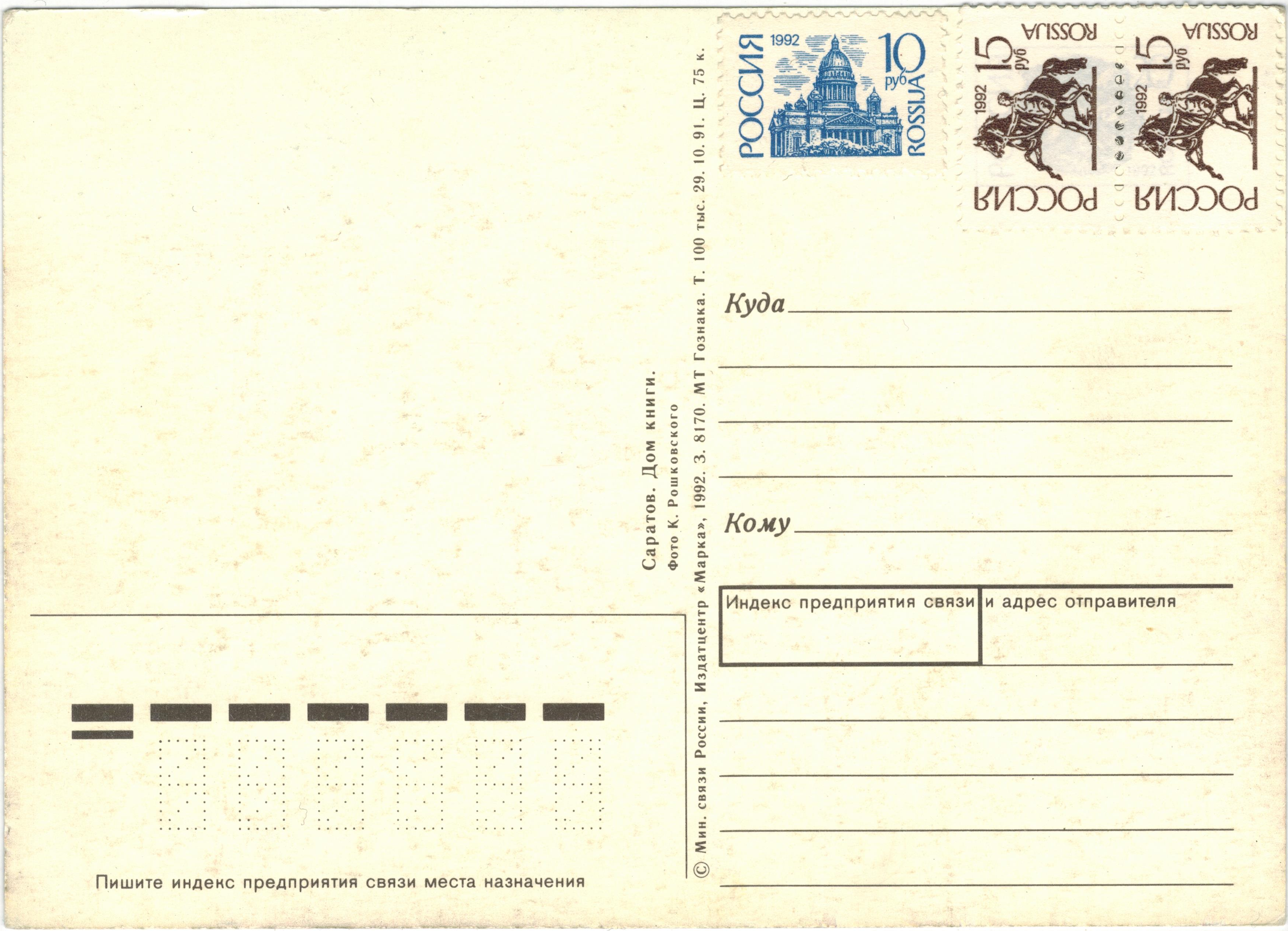
Наглядное свидетельство процессов распада СССР: на открытке, создание которой происходило в это время, напечатана стандартная марка СССР, однако в продажу открытка поступила с наклеенными поверх той марками России

Попыткам Михаила Горбачёва сохранить СССР был нанесён серьёзный удар с избранием Бориса Ельцина 29 мая 1990 года Председателем Верховного Совета РСФСР. Это избрание прошло в упорной борьбе, с третьей попытки и с перевесом в три голоса над кандидатом от консервативной части Верховного Совета Иваном Полозковым.
Россия входила в СССР как одна из союзных республик, представлявшая подавляющее большинство населения СССР, его территории, экономического и военного потенциала. Центральные органы РСФСР находились в Москве, как и общесоюзные, однако традиционно воспринимались как второстепенные по сравнению с органами власти СССР.
С избранием Бориса Ельцина главой Верховного Совета, РСФСР взяла курс на провозглашение суверенитета в составе СССР и на признание суверенитета остальных союзных и собственных автономных республик.
12 июня 1990 года Съезд народных депутатов РСФСР принял Декларацию о государственном суверенитете, установив приоритет российских законов над союзными. С этого момента общесоюзные органы власти начали терять контроль над страной; «парад суверенитетов» усилился.
Принятие Декларации положило начало явлению, получившему наименование «войны законов» между союзным «центром» и РСФСР: российский парламент, ссылаясь на положения Декларации, принимал законодательные акты, не соответствующие или прямо противоречащие союзному законодательству, включая Конституцию СССР. К таковым, например, можно отнести Закон РСФСР от 14.07.1990 г. «О собственности на территории РСФСР», постановление Президиума Верховного Совета РСФСР от 09.08.1990 г. «О защите экономической основы суверенитета РСФСР», Закон РСФСР от 31.10.1990 г. «Об обеспечении экономической основы суверенитета РСФСР», Закон РСФСР от 24.10.1990 г. «О действии актов органов Союза ССР на территории РСФСР» и др. нормативные акты. 15 декабря 1990 г. в Конституцию РСФСР были внесены изменения, согласно которым российские власти получили право приостанавливать на территории РСФСР действие союзных нормативных актов, «ущемляющих суверенные права РСФСР».
12 января 1991 года Ельцин подписал договор с Эстонией об основах межгосударственных отношений, в котором РСФСР и Эстония признали друг друга суверенными государствами.
На посту Председателя Верховного Совета Ельцин смог добиться учреждения поста Президента РСФСР и 12 июня 1991 года выиграл всенародные выборы на эту должность.

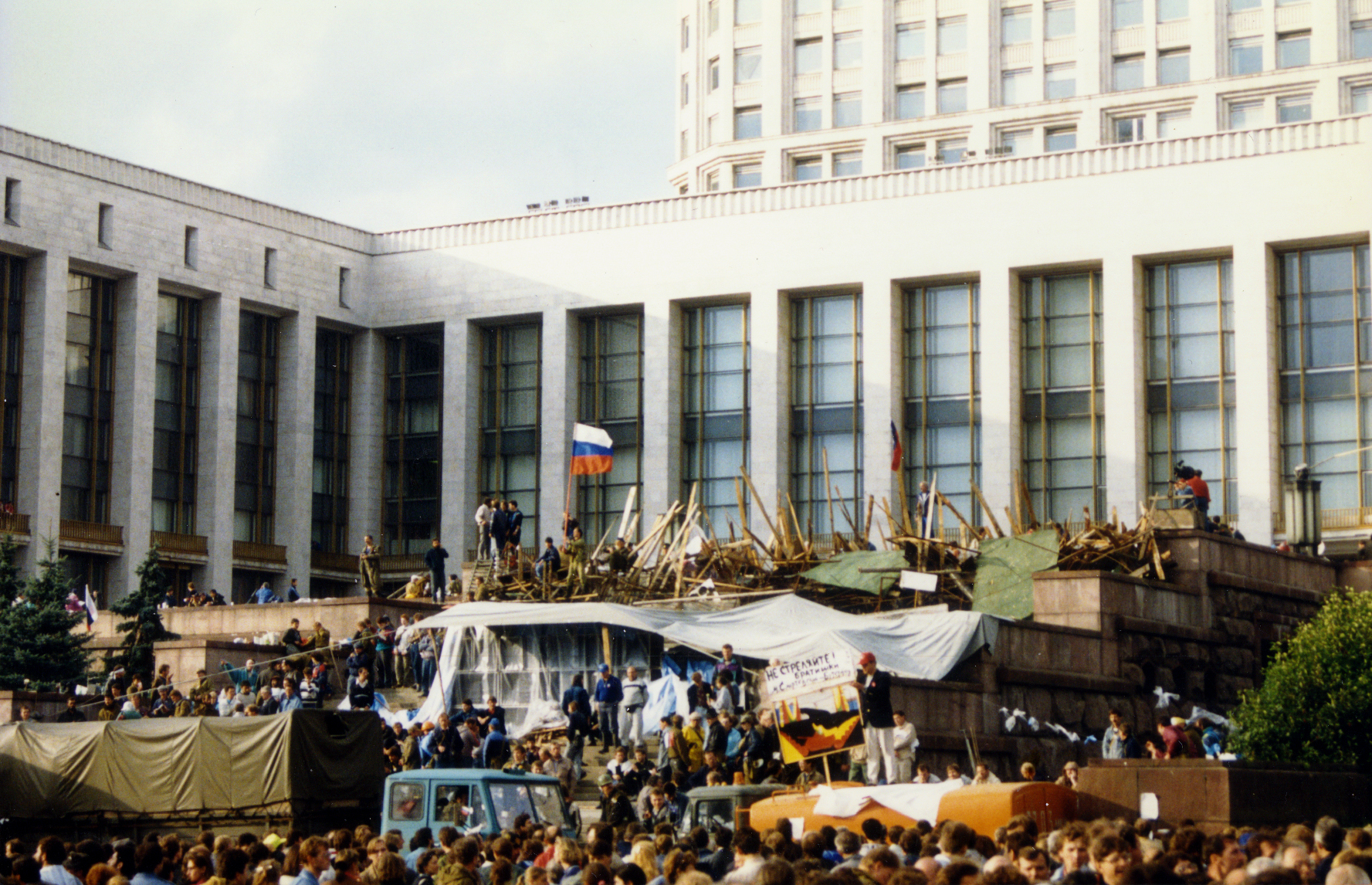
Баррикады защитников Белого дома с флагом России, август 1991 года

В ходе августовских событий 19 — 21 августа Президент РСФСР Ельцин и Верховный Совет РСФСР одержали победу над ГКЧП. Ельцин подписал указы, в которых квалифицировал создание ГКЧП как попытку государственного переворота; союзные органы исполнительной власти, союзная армия, милиция, КГБ СССР переподчинялись президенту России. Президент РСФСР Ельцин на волне победы над ГКЧП фактически отстранил Президента СССР М. С. Горбачёва от власти. 23 августа 1991 года на сессии Верховного совета РСФСР Президент РСФСР Ельцин потребовал от Горбачёва осудить КПСС, но, встретившись с его сопротивлением подписывает указ о приостановлении деятельности КП РСФСР на том основании, что она поддержала ГКЧП. Указами Ельцина приостанавливаются, а затем запрещаются КПСС, КП РСФСР и их органы, конфискуется их собственность, закрываются многие газеты. Горбачёв ушёл в отставку с поста Генсека ЦК КПСС и предложил ЦК КПСС распуститься. По предложению председателя Совета Министров РСФСР И. Силаева М. Горбачёв был вынужден распустить Кабинет Министров СССР.
Президент РСФСР Ельцин издал ряд указов, выходящих за пределы его конституционных полномочий президента РСФСР и направленных на неправомерное присвоение союзной власти, в том числе указы о переподчинении союзных органов республиканским (Указы № 66 от 20.08.91; № 74 от 22. 08.91), о передаче союзных средств массовой информации в ведение Министерства печати и массовой информации РСФСР (Указы № 69 от 21.08.91; № 76 от 22.08.91), о передаче всех видов правительственной связи СССР в ведение КГБ РСФСР, а также банков, почты, телеграфа СССР в ведение РСФСР (Указ № 85 от 24.08.91).

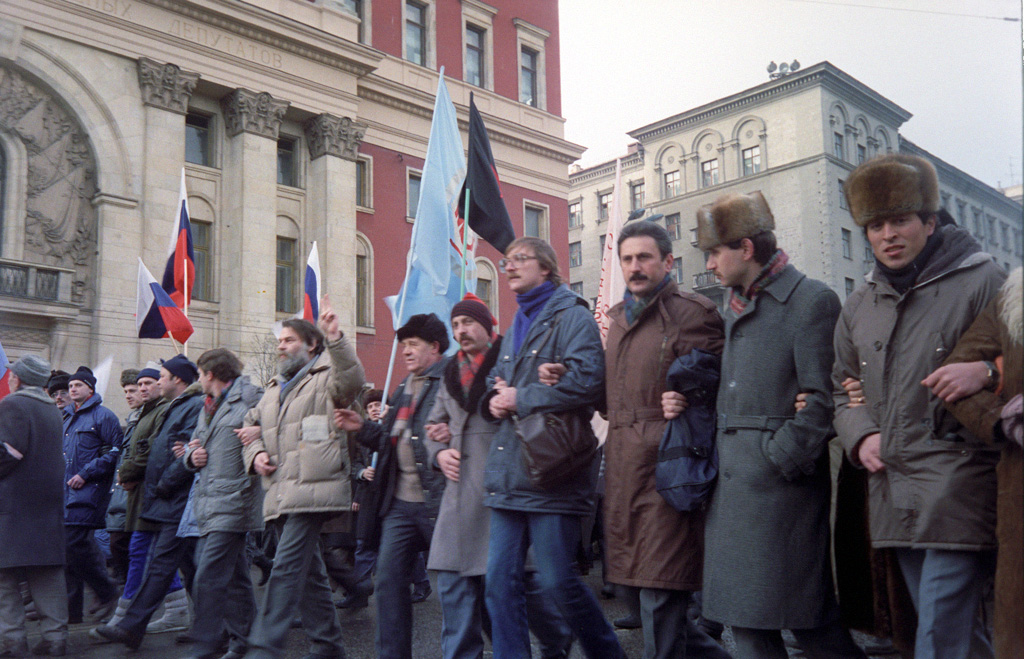
Митинг в поддержку демократических преобразований. Москва, 30 ноября 1991

Осенью — зимой 1991 года произошёл переход союзных министерств и ведомств под юрисдикцию РСФСР. К началу декабря 1991 г. большинство союзных структур были либо ликвидированы, либо поделены, либо перешли под юрисдикцию России. Горбачёв всеми силами стремился возобновить ново-огарёвский процесс, составляя ещё один (но не сильно отличавшийся от прежнего) вариант Союзного договора. Однако ни с авторитетом Президента СССР Горбачёва, ни с союзными структурами больше никто не считался. Каждая республика была в значительно большей степени озабочена собственными проблемами. РСФСР и Украина блокировали подписание Союзного договора в самый последний момент.
24 сентября 1991 года Госсекретарь РСФСР Г. Э. Бурбулис лично передал Б. Н. Ельцину аналитическую записку («Стратегия России в переходный период», известную как «меморандум Бурбулиса») о целях и задачах развития отношений с Союзным руководством и о нецелесообразности заключения нового Союзного договора. 2 октября 1991 г. российский проект — «Стратегия России в переходный период» («Меморандум Бурбулиса»), был рассмотрен на заседании Политического консультативного совета. Его главной мыслью было превращение РСФСР в независимое государство, которое станет на международной арене единственным наследником Советского Союза. Расчёт был на то, что Российская Федерация, обладая богатыми ресурсами и военной мощью, привлечёт к себе другие республики и сможет вступить в интеграционные отношения с ними на благоприятных для себя условиях.

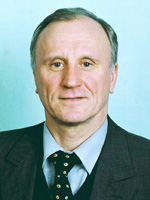
Государственный секретарь РСФСР Геннадий Бурбулис

8 декабря 1991 г. председатель Верховного Совета Республики Беларусь С. С. Шушкевич, президент России Б. Н. Ельцин и президент Украины Л. М. Кравчук на правительственной даче Вискули (Беловежская пуща) подписали заявление о создании Содружества Независимых Государств и о том, что СССР «как субъект международного права и геополитическая реальность прекращает своё существование».
12 декабря 1991 Верховный Совет РСФСР ратифицировал Беловежское соглашение. Российский парламент ратифицировал документ подавляющим большинством голосов: «за» — 188 голосов, «против» — 6 голосов, «воздержались» — 7. Законность данной ратификации вызвала сомнение у некоторых членов российского парламента, так как по Конституции (Основному Закону) РСФСР 1978 года рассмотрение данного документа находилось в исключительном ведении Съезда народных депутатов РСФСР, поскольку он затрагивал государственное устройство республики как части Союза ССР и тем самым влёк за собой изменения в российскую конституцию.
12 декабря 1991 года Верховный Совет РСФСР денонсировал Договор об образовании СССР 30 декабря 1922 года. По воспоминаниям председателя ВС РСФСР Руслана Хасбулатова ещё было принято и постановление о выходе Российской Федерации из состава СССР. Однако в стенограмме совместного заседания палат ВС РСФСР отсутствует информация о принятии такого документа.
К концу декабря последние союзные органы власти перешли под юрисдикцию РСФСР. Указом Президента РСФСР Ельцина деятельность МЭК СССР на территории РСФСР была прекращена. Аппарат, ведомства и другие структуры Межгосударственного экономического комитета, находящиеся на территории РСФСР, были переданы в ведение Правительства РСФСР. Президент РСФСР Борис Ельцин подписал постановления российского правительства о прекращении деятельности Межреспубликанской службы безопасности и МВД СССР на территории Российской Федерации и принял решение о прекращении деятельности МИДа СССР; на следующий день был упразднён Государственный банк СССР, теперь это был Банк России.
23 декабря, после встречи Горбачёва и Ельцина, вышло их совместное распоряжение, согласно которому деятельность аппарата президента СССР прекращалась.
24 декабря 1991 года было прекращено членство СССР в Организации Объединённых Наций — место СССР заняла РСФСР (Российская Федерация), к которой также перешли права постоянного члена Совета Безопасности ООН.
25 декабря 1991 года Россия перестала быть советской и социалистической — парламент республики принял решение, что официальным её названием стало Российская Федерация. Перед голосованием глава Верховного Совета Руслан Хасбулатов заявил, что соответствующие изменения должны быть внесены в Конституцию республики, однако предложил сделать это позднее.
25 декабря 1991 года Президент СССР М. С. Горбачёв ушёл в отставку. 26 декабря 1991 года Верховный Совет СССР самораспустился и принял декларацию об упразднении СССР.
С распадом СССР Россия (Российская Федерация) стала независимым государством и единственным правопреемником СССР в Совбезе ООН.

##### Провозглашение независимости в АССР и АО РСФСР
6 августа 1990 года глава Верховного Совета РСФСР Борис Ельцин сделал в Уфе заявление: «мы говорим Верховному Совету, правительству Башкирии: вы возьмите ту долю власти, которую сами можете проглотить», которое в СМИ стало известно как «берите столько суверенитета, сколько сможете проглотить».
С июля по декабрь 1990 года происходит «парад суверенитетов» автономных республик и автономных областей РСФСР. Большинство автономных республик провозглашают себя советскими социалистическими республиками в составе РСФСР. 20 июля Верховный Совет Северо-Осетинской АССР принял Декларацию о государственном суверенитете Северо-Осетинской АССР. Вслед за этим 9 августа была принята Декларация о государственном суверенитете Карельской АССР, 29 августа — Коми ССР, 20 сентября — Удмуртской Республики, 27 сентября — Якутской-Саха ССР, 8 октября — Бурятской ССР, 11 октября — Башкирской ССР-Башкортостан, 18 октября — Калмыцкой ССР, 22 октября — Марийская ССР, 24 октября — Чувашской ССР, 25 октября — Горно-Алтайской АССР.

###### Татарстан

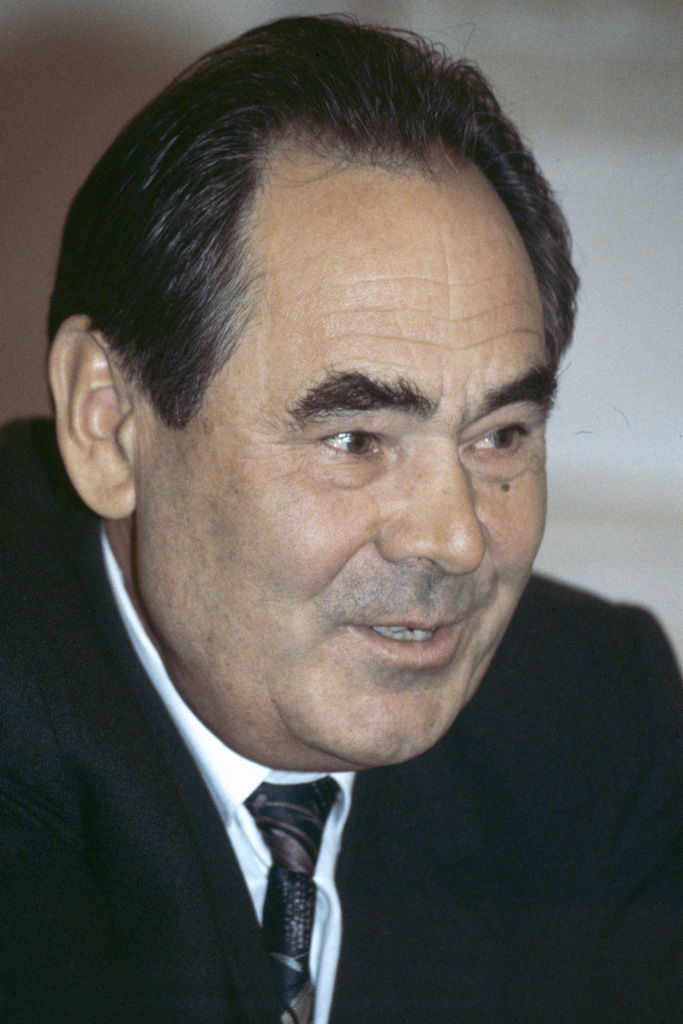
Президент Татарстана Минтимер Шаймиев

30 августа 1990 года Верховный Совет Татарской АССР во главе с Минтимером Шаймиевым принял Декларацию о государственном суверенитете Татарской ССР. В декларации было объявлено, что Конституция и законы республики имеют верховенство над законами СССР и РСФСР. В ходе массового обвала СССР и позже Татарстан с такой же формулировкой принял декларации и постановления об акте о независимости и вхождении в СНГ, провёл референдум, принял конституцию.
18 октября 1991 было принято Постановление Верховного Совета об акте о государственной независимости Татарстана.
Осенью 1991, при подготовке к подписанию 9 декабря 1991 Договора о создании ССГ как конфедеративного союза, Татарстан вновь объявил о желании самостоятельного вступления в ССГ.

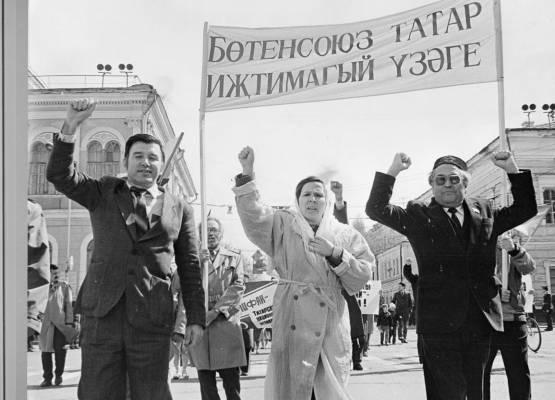
Демонстрация татарской националистической партии «Иттифак» в Казани, 1991 г.

26 декабря 1991, в связи с Беловежским соглашением о прекращении существования СССР и об образовании СНГ, была принята Декларация о вхождении Татарстана в СНГ на правах учредителя.
В конце 1991 было принято решение и в начале 1992 введена в обращение эрзац-валюта (суррогатное платёжное средство) — Татарстанские купоны.
В феврале 1992 года татарскими властями было объявлено о проведении 21 марта этого же года референдума, на который ставился вопрос о том, что Татарстан суверенное государство и субъект международного права, строящее свои отношения с Российской Федерацией и другими республиками, государствами на основе равноправных договоров.
13 марта 1992 года Конституционный Суд России признал не соответствующим Конституции РСФСР ряд положений Декларации о государственном суверенитете Татарской ССР от 30 августа 1990 года, ограничивающие действие законов РСФСР на территории Татарстана, а также постановление Верховного Совета Республики Татарстан от 21 февраля 1992 года «О проведении референдума Республики Татарстан по вопросу о государственном статусе Республики Татарстан» в части формулировки вопроса, предусматривающей, что Республика Татарстан является субъектом международного права и строит свои отношения с Российской Федерацией и другими республиками, государствами на основе равноправных договоров. Однако референдум состоялся, и на его вопрос положительно ответили 61,4 % проголосовавших.

###### Чечня

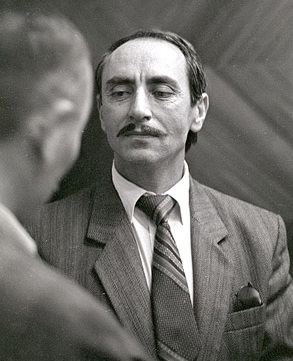
Президент Чеченской Республики Ичкерия Джохар Дудаев

Летом 1990 года группа видных представителей чеченской интеллигенции выступила с инициативой проведения Чеченского национального съезда для обсуждения проблем возрождения национальной культуры, языка, традиций, исторической памяти. В Грозном прошёл Чеченский национальный съезд (ЧНС), который избрал Исполнительный комитет во главе с председателем генерал-майором Джохаром Дудаевым. 27 ноября Верховный Совет Чечено-Ингушской АССР под давлением исполкома ЧНС и массовых акций принял Декларацию о государственном суверенитете Чечено-Ингушской Республики. 8-9 июня 1991 года прошла 2-я сессия Первого Чеченского национального съезда, которая объявила себя Общенациональным Конгрессом чеченского народа (ОКЧН). Сессия приняла решение о низложении Верховного Совета ЧИР и провозгласила Чеченскую Республику Нохчи-чо, а временным органом власти провозгласила Исполком ОКЧН во главе с Д. Дудаевым. В июле 1991 года второй съезд ОКЧН заявляет, что Чеченская Республика Нохчи-Чо не входит в состав СССР и РСФСР.
События в Москве 19-21 августа 1991 года стали катализатором политической обстановки в республике. 19 августа по инициативе Вайнахской демократической партии на центральной площади Грозного начался митинг в поддержку российского руководства, но после 21 августа он стал проходить под лозунгами отставки Верховного Совета вместе с его председателем за «пособничество путчистам», а также перевыборов парламента. 1-2 сентября 3-я сессия ОКЧН объявила Верховный Совет Чечено-Ингушской Республики низложенным и передала всю власть на территории Чечни Исполкому ОКЧН. 4 сентября произошёл захват грозненского телецентра и Дома радио. Председатель Грозненского исполкома Джохар Дудаев зачитал обращение, в котором назвал руководство республики «преступниками, взяточниками, казнокрадами» и объявил, что с «5 сентября до проведения демократических выборов власть в республике переходит в руки исполкома и других общедемократических организаций». В ответ Верховный Совет объявил с 00 часов 5 сентября до 10 сентября чрезвычайное положение в Грозном, но через шесть часов Президиум Верховного Совета отменил чрезвычайное положение. 6 сентября председатель Верховного Совета Чечено-Ингушской АССР Доку Завгаев ушёл в отставку. Спустя несколько дней 15 сентября состоялась последняя сессия Верховного Совета Чечено-Ингушской Республики, на которой было принято решение о самороспуске. В качестве переходного органа был образован Временный высший совет (ВВС), состоящий из 32 депутатов.
К началу октября между сторонниками Исполкома ОКЧН во главе с её председателем Хусейном Ахмадовым и его противниками во главе с Ю. Черновым возник конфликт. 5 октября семеро из девяти членов ВВС приняли решение о смещении Ахмадова, но в тот же день Национальная гвардия захватила здание Дома профсоюзов, в котором заседал ВВС, и здание республиканского КГБ. Затем они арестовали прокурора республики Александра Пушкина. На следующий день Исполком ОКЧН «за подрывную и провокационную деятельность» объявил о роспуске ВВС, возложив на себя функции «революционного комитета на переходный период со всей полнотой власти».

### Украина

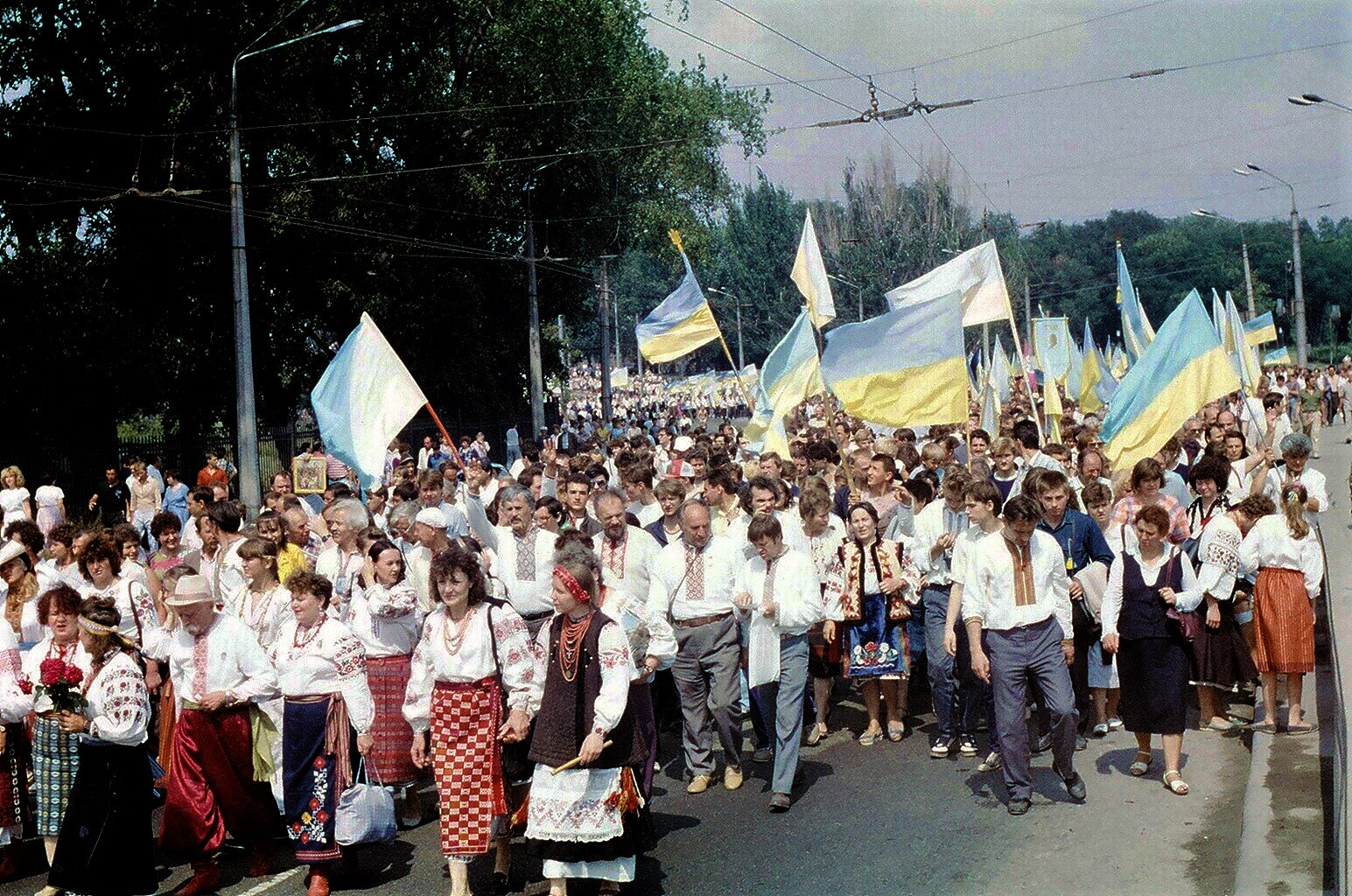
Митинг в честь 500-летия Запорожского казачества, организованный Народным рухом Украины, 1990 г.

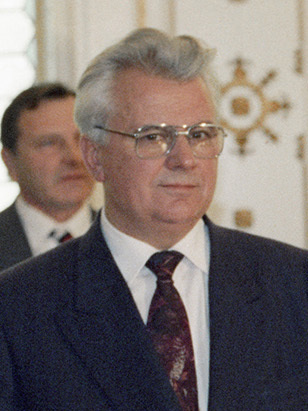
Президент Украины Леонид Кравчук

В сентябре 1989 года основано движение украинских национал-демократов Народный рух Украины (Народное движение Украины), которое участвовало в выборах 30 марта 1990 года в Верховную Раду (Верховный Совет) Украинской ССР. Народный рух Украины был в меньшинстве при большинстве членов Компартии Украины.
После провала августовского путча 24 августа 1991 года Верховный Совет Украинской ССР во главе с Леонидом Кравчуком принял Постановление о провозглашении независимости Украины, а также принял Акт провозглашения независимости Украины, который вступил в силу по результатам референдума 1 декабря этого же года, на котором за независимость проголосовало 90,32 % участников референдума. Первой независимость Украины признала Польша.
Украина сыграла большую роль в распаде СССР. Она была ключевым политическим игроком, выступавшим за отсоединение, а также обеспечила мирное прохождение процесса распада. Подавляющая поддержка независимости среди населения обеспечила неработоспособность и горбачёвского проекта реформированного СССР, и более умеренного ельцинского плана конфедерации под контролем России. В то же время в Украине проживало наибольшее количество русских среди всех республик СССР кроме РСФСР, и толерантное отношение к русским в Украине позволило Ельцину проигнорировать призывы к их защите в бывших перифериях империи. Русские в Украине не имели опасений по поводу независимой Украины и независимость поддержали, обеспечив распад СССР, и распад мирный.

### Белоруссия

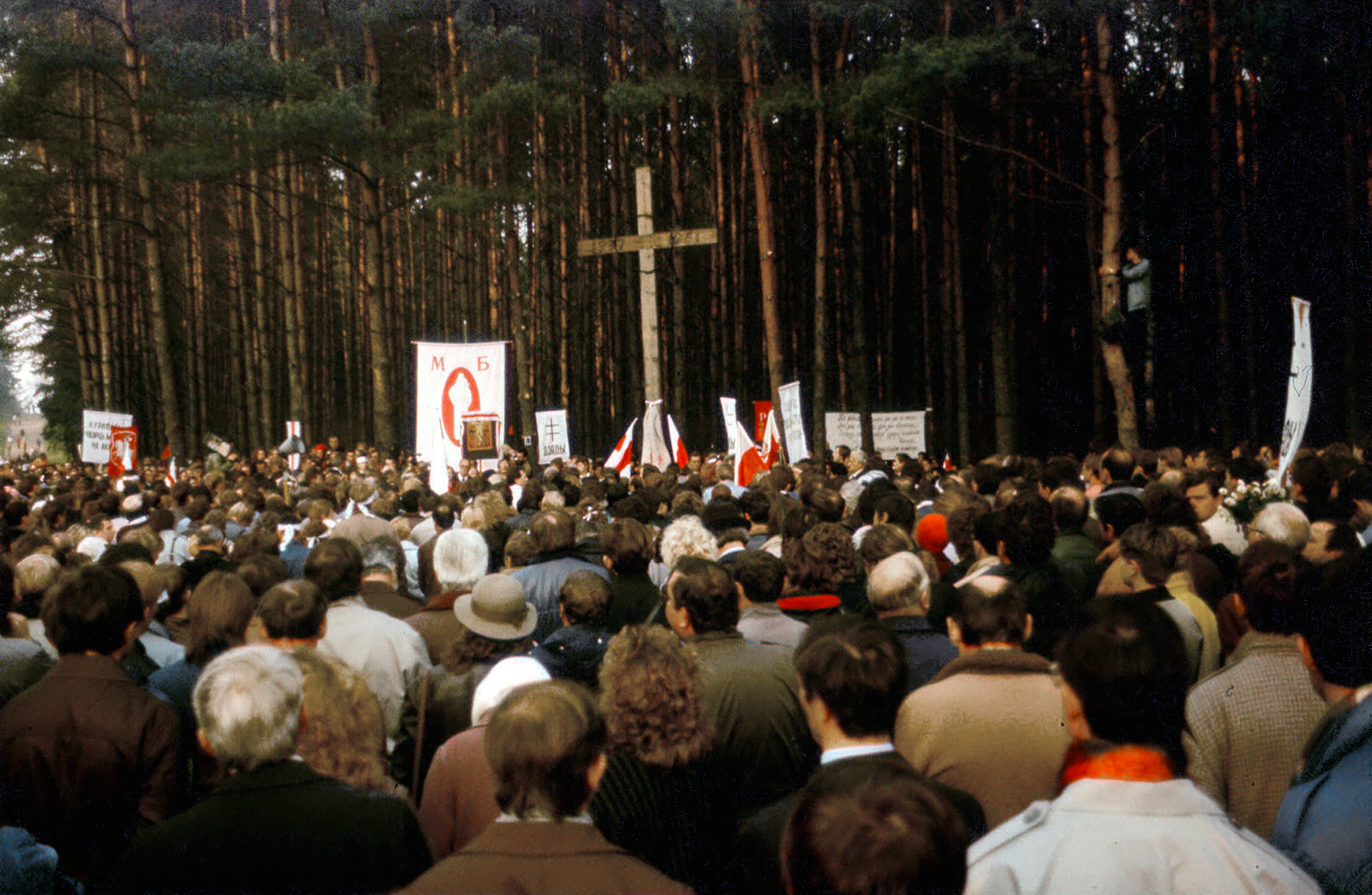
Митинг в Куропатах, организованный Белорусским народным фронтом «Возрождение», Белоруссия, 1989 г.

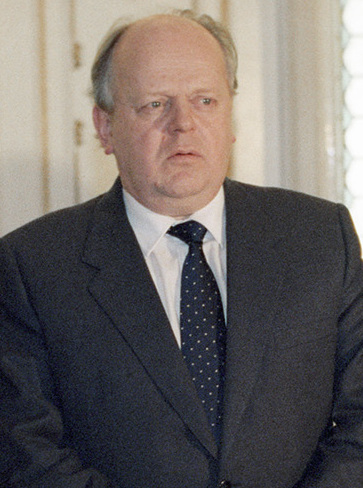
Глава Верховного совета Беларуси Станислав Шушкевич

В июне 1988 года был официально учреждён Белорусский народный фронт «Возрождение». Среди учредителей были представители интеллигенции, в том числе писатель Василь Быков.
Оргкомитетом БНФ 19 февраля 1989 года был проведён первый санкционированный митинг с требованием отмены однопартийной системы, собравший 40 тысяч человек. Митинг БНФ против якобы недемократического характера выборов 1990 года собрал 100 тысяч человек.
По итогам выборов в Верховный Совет БССР Белорусскому народному фронту удалось сформировать фракцию из 37 человек в парламенте республики.
Фракция БНФ стала центром объединения продемократических сил в парламенте. Фракция инициировала принятие декларации о государственном суверенитете БССР, предлагала программу широкомасштабных либеральных реформ в экономике. Действия БНФ пользовались поддержкой общереспубликанских независимых профсоюзов, решающие голосования сопровождались многочисленными демонстрациями в поддержку БНФ на Площади Ленина, перед зданием парламента Белоруссии.
В отличие от прибалтийских республик и Украины, партийная элита Белоруссии в основном оставалась лояльной в отношении центральной советской власти и противилась требованиям Белорусского народного фронта по преданию Декларации о суверенитете силы конституционного закона, созданию институтов государственной власти, собственной армии, валюты и пр.
Тем не менее, после Августовского путча БНФ удалось убедить коммунистическое большинство придать Декларации силу конституционного закона, принять новую государственную символику и начать строить институты суверенного государства.

## Политические события марта—декабря 1991 года

### Референдум «о сохранении СССР в обновлённом виде»

Союзные республики, поддержавшие подписание нового союзного договора (как до, так и после августовского переворота).
Союзные республики, поддержавшие подписание нового договора, но отказавшиеся от этого после августовского переворота.
Не участвовали в переговорах

В марте 1991 года состоялся референдум, на который был вынесен вопрос: «Считаете ли Вы необходимым сохранение Союза Советских Социалистических Республик как обновлённой федерации равноправных суверенных республик, в которой будут в полной мере гарантироваться права и свободы человека любой национальности?». «За» проголосовало 77,85 % от числа принявших участие в референдуме.
В шести союзных республиках (Литва, Эстония, Латвия, Грузия, Молдова, Армения), которые ранее объявили о независимости или о переходе к независимости, всесоюзный референдум фактически не проводился (властями этих республик не были сформированы Центральные избирательные комиссии, голосования населения не состоялась) за исключением некоторых территорий (Абхазия, Южная Осетия, Приднестровье), но в другое время проводились референдумы о независимости самой республики.
На основе концепции референдума с учётом его результатов предполагалось заключение 20 августа 1991 года нового союза — Союза суверенных государств (ССГ) как мягкой федерации.

### Августовский путч 1991 года
Ряд государственных и партийных деятелей предприняли попытку сохранения единства страны, известную также как «Августовский путч».

В августе 1991 года консервативное крыло советского руководства вело подготовку введения чрезвычайного положения в стране. 18 августа 1991 года часть высшего руководства СССР, Правительства СССР и ЦК КПСС организуют чрезвычайный комитет — ГКЧП. Они потребовали от находившегося на отдыхе в Крыму Президента СССР М. С. Горбачёва введения в стране чрезвычайного положения или временной передачи власти вице-президенту Геннадию Янаеву. Члены ГКЧП предпринимают попытку остановить распад СССР, не допустить подписание союзного договора, фактически упразднявшего СССР, ввести чрезвычайное положение в стране. Эти события получили название «Августовский путч».

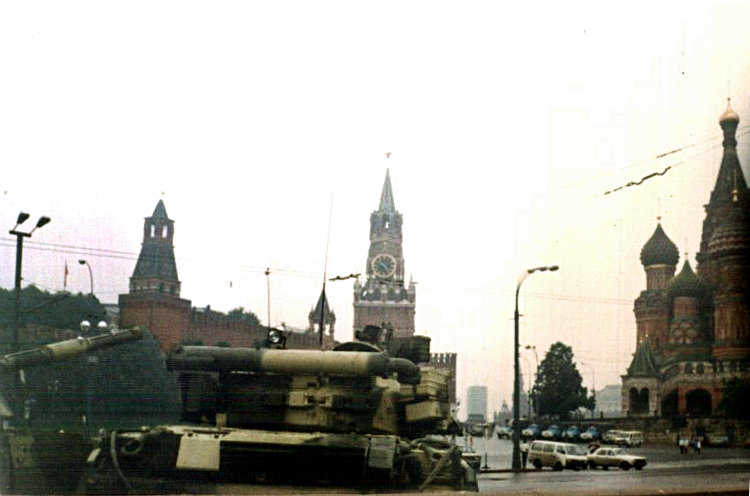
Танки Т-80УД на Красной площади в августе 1991 года

19 августа 1991 года ГКЧП объявляет чрезвычайное положение в Москве и ряде других регионов, вводит в город войска и танки. Президент РСФСР и Верховный совет РСФСР оказывают решительное сопротивление ГКЧП. 19 — 21 августа массовые митинги протеста, демонстрации и шествия в Москве и Ленинграде. 19 августа Президент РСФСР Ельцин выступая с танка Таманской дивизии напротив Дома Советов, называет происходящие события путчем и призывает москвичей и население страны оказать сопротивление путчистам. В Москве вокруг резиденции руководства РСФСР — Белого дома тысячи москвичей занимают оборону на баррикадах, 10 танков Таманской дивизии переходят на сторону защитников Белого дома, москвичи уговаривают солдат не стрелять и не идти против народа. В Ленинграде прошёл многотысячный митинг протеста в центре города, было объявлено о начале всеобщей забастовки, и в итоге члены ГКЧП так и не решились ввести танки и воздушно-десантные войска в город. Во многих городах прошли митинги и демонстрации против ГКЧП и в поддержку Президента РСФСР Ельцина, в ряде регионов, начались забастовки шахтёров, металлургов и рабочих других отраслей. В ночь с 20 на 21 августа члены ГКЧП планировали штурм Белого дома с участием бойцов советской армии, танков и спецназа, чтобы сломить сопротивление руководства РСФСР. Но отдать письменный приказ на штурм не решились, так как Белый дом пришли защищать десятки тысяч человек, и без большого кровопролития не обошлось. Также члены ГКЧП не смогли отключить электричество и телефонную связь в Белом доме. В ходе трёхдневного противостояния стало ясно, что армия не будет выполнять приказы ГКЧП, в войсках произошёл раскол. Столкнувшись с акциями протеста и массовым сопротивлением москвичей, переходом некоторых воинских частей на сторону защитников Белого дома, ГКЧП выводит 21 августа из Москвы военные подразделения и танки, что и стало его поражением. 22 августа 1991 года члены ГКЧП были арестованы, а руководство РСФСР, президент Ельцин и Верховный Совет РСФСР одерживают победу.
После поражения ГКЧП в конце августа — начале сентября 1991 года Президент СССР М. С. Горбачёв утрачивает почти все рычаги исполнительной власти, теряет контроль над экономикой, радио и телевидением, правительственной связью. Президент РСФСР Ельцин, воспользовавшись поражением ГКЧП, тут же вывел из подчинения Горбачёва армию, КГБ и МВД. На предприятия ушла директива не выполнять указаний министерств и ведомств СССР. Аналогичный приказ был спущен в различные структуры регионов РСФСР. Власти других союзных республик подобно властям РСФСР начали переводить под свою юрисдикцию союзные органы власти на своей территории, союзную армию, органы правопорядка, гос. безопасности. С конца августа начался демонтаж союзных политических и государственных структур. Сами члены ГКЧП утверждали, что действовали с согласия Горбачёва.

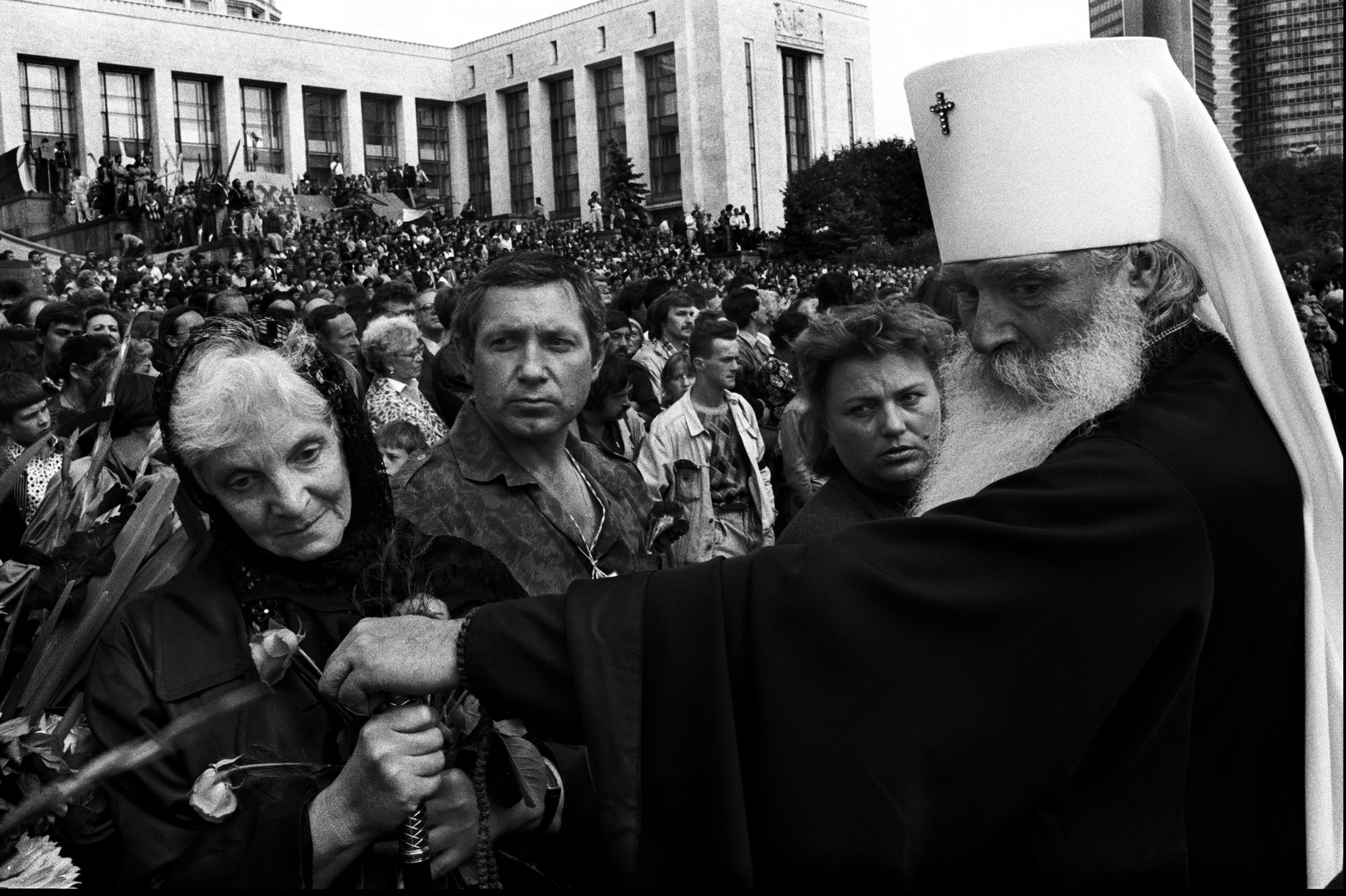
Митинг против ГКЧП возле Белого дома, 20 августа 1991 г.

23 августа 1991 года деятельность КП РСФСР была сначала приостановлена, а затем запрещена. Были закрыты и опечатаны здания ЦК КПСС, обкомов, райкомов, партийных архивов и др. Вскоре Ельцин запретил деятельность КПСС на территории РСФСР. С 23 августа 1991 г. КПСС перестала существовать как правящая, государственная структура. Одновременно по указу Президента РСФСР был временно закрыт выпуск газет «Правда», «Советская Россия», «Гласность», «Рабочая трибуна», «Московская правда», «Ленинское знамя» как изданий КПСС.
23 августа подписан и опубликован Указ Президента РСФСР Б. Н. Ельцина «Об обеспечении экономической основы суверенитета РСФСР», предусматривавший передачу РСФСР всех предприятий и организаций союзного значения, находившихся на её территории, за исключением тех, управление которыми передано по российским законам органам СССР.
24 августа, в связи с участием членов Кабинета Министров СССР в деятельности ГКЧП, Совет Министров РСФСР во главе с И. С. Силаевым предложил Президенту СССР М. С. Горбачёву расформировать союзное правительство. Правительство РСФСР отказывалось выполнять распоряжения союзного правительства до формирования его нового состава. Совет Министров РСФСР объявил, что возлагает на себя руководство министерствами и ведомствами СССР, подведомственными им объединениями, предприятиями и организациями, расположенными на территории РСФСР. Должностным лицам министерств и ведомств СССР было указано руководствоваться в своей деятельности решениями Совета Министров РСФСР и указаниями уполномоченных членов Правительства РСФСР.

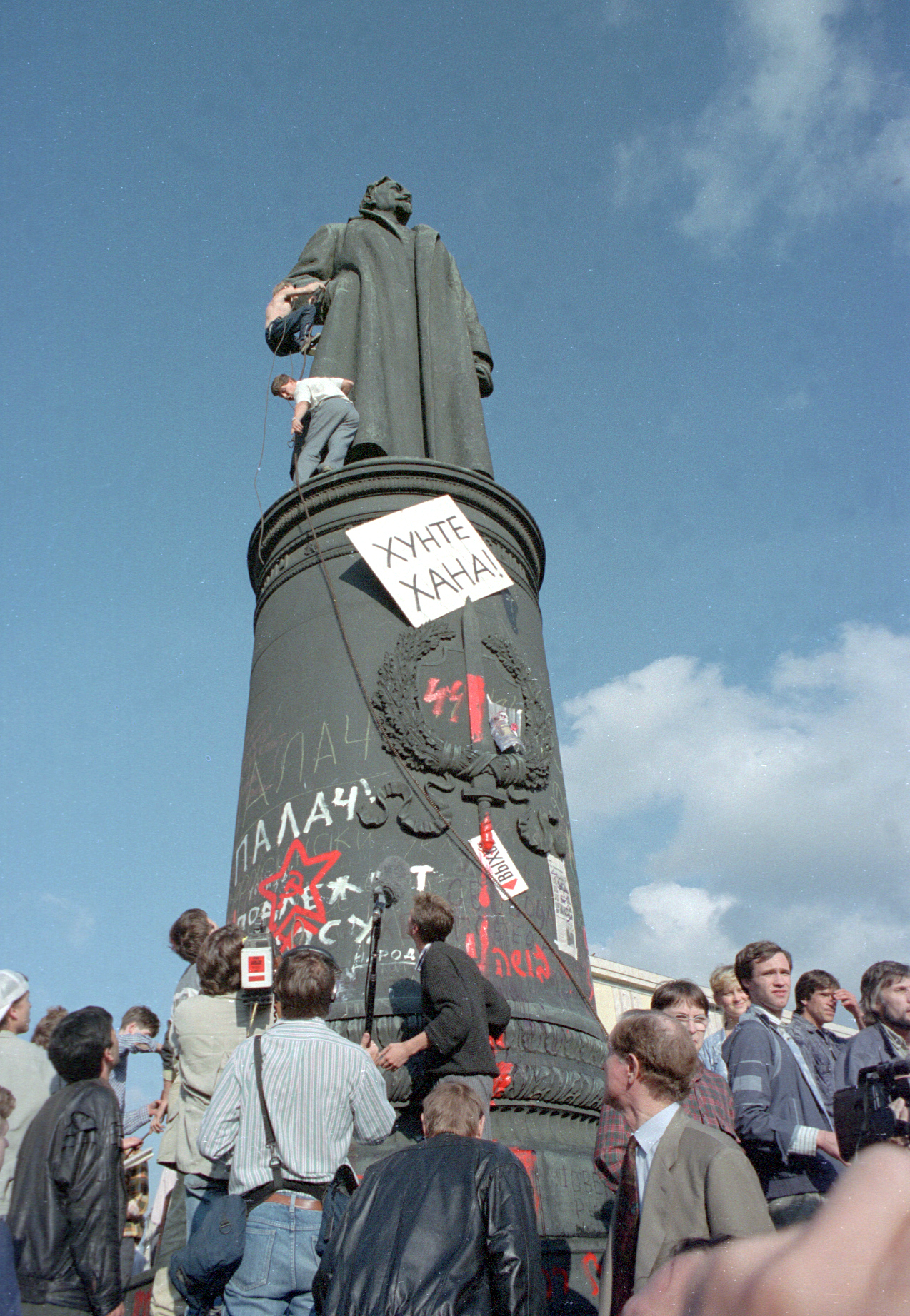
Демонстрация с требованием сноса памятника Дзержинскому, 22 августа 1991 г.

24 августа 1991 года Горбачёв сложил с себя полномочия Генсека ЦК КПСС и предложил ЦК самораспуститься. Было распущенно советское правительство — Кабинет министров СССР.
С августа по ноябрь 1991 года будет запрещена или приостановлена деятельность всех республиканских компартий во всех союзных республиках.
26 августа открылась внеочередная сессия Верховного Совета СССР. Было принято решение о созыве Съезда народных депутатов СССР.
Во вторник 27 августа 1991 года митинги и демонстрации в поддержку российского руководства прошли во Владивостоке, Уфе, Саратове, Туле, Пензе и многих других городах.
Участники демонстраций также требовали роспуска советов и исполкомов, поддержавших путчистов, создания комиссий по расследованию деятельности должностных лиц в период с 19 по 21 августа и суда над ними.

### Демонтаж союзных органов власти в сентябре—декабре 1991 года
В сентябре 1991 года состоялся V внеочередной Съезд народных депутатов СССР. Съезд принял «Декларацию прав и свобод человека», объявил переходный период для формирования новой системы государственных отношений, подготовки и подписания Договора о Союзе Суверенных Государств. Из принятых на Съезде документов следовало, что действие Конституции СССР приостанавливалось. Страна входила в состояние переходного периода, который должен был закончиться с принятием новой Конституции и выборами новых органов власти. Руководители Союза и союзных республик объявили переходный период для принятия новой Конституции и для подготовки и подписания договора о Союзе Суверенных Государств (ССГ), заявили о создании Государственного совета в составе Президента СССР и высших должностных лиц 10 республик. Совет Федерации СССР был упразднен, и вместо него создавался Государственный Совет СССР. На V Съезде народных депутатов СССР должность Председателя ВС СССР и Президиум ВС СССР были упразднены. 5 сентября 1991 года Съезд постановил прекратить деятельность Съезда народных депутатов СССР и Верховного Совета СССР, то есть фактически распустил высшие органы государственной власти СССР.
6 сентября на первом заседании Госсовета была признана независимость Латвии, Литвы, Эстонии. Незамедлительно, в сентябре 1991, западными странами была массово признана независимость прибалтийских республик (которая ими была объявлена ещё весной 1990-го).
В августе — сентябре 1991 года происходит стремительный распад СССР, почти все союзные республики, кроме РСФСР, Казахстана и Туркменистана объявили о своей независимости.
2 октября 1991 на аэродроме Юбилейный (Байконур) прошла встреча руководителей 12 республик СССР (не присутствовали лидеры Латвии, Литвы и Эстонии).

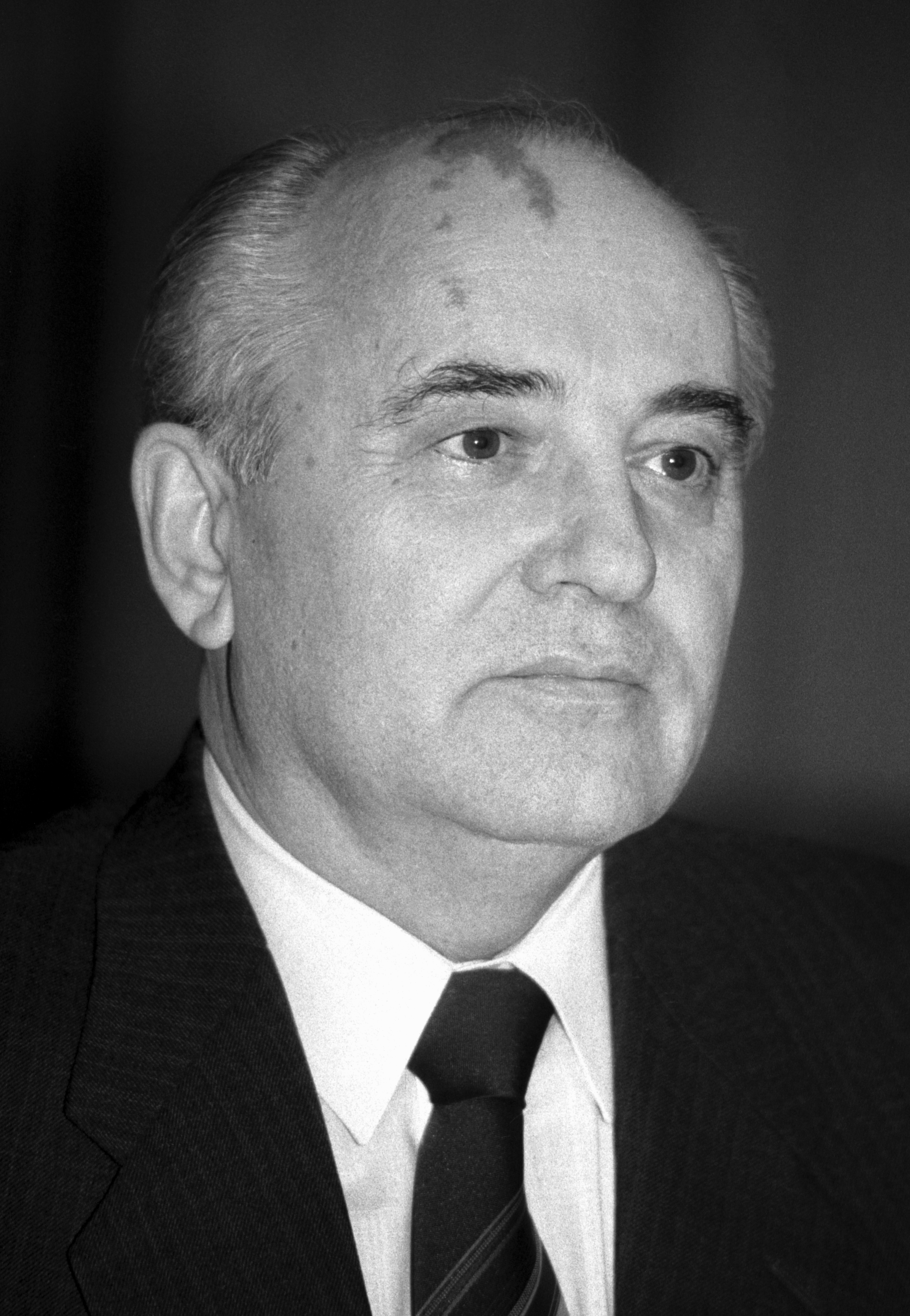
Президент СССР Михаил Горбачёв в октябре 1991 года

18 октября 1991 года в Москве в Кремле был заключён Договор об Экономическом сообществе, преамбула которого начиналась словами: «Независимые государства, являющиеся и бывшие субъектами Союза Советских Социалистических Республик, безотносительно к их нынешнему статусу…», что означало фактическое признание независимости республик, которые ранее объявили о выходе из Союза. Его подписали лидеры восьми республик (Белорусская ССР, Казахская ССР, РСФСР, Туркменская ССР и объявившие о выходе из СССР Армения, Кыргызстан, Таджикистан, Узбекистан), а также М. С. Горбачёв как президент СССР. Участниками договора признавались свобода выхода из сообщества, частная собственность, свобода предпринимательства и конкуренция. Договором разрешалось введение национальных валют; предполагалось разделение золотого запаса СССР, его алмазного и валютного фондов.
В середине октября российский парламент принял постановление, согласно которому решения союзных органов власти (в том числе возглавляемого Горбачевым Государственного Совета) для органов власти республики носили лишь рекомендательный характер. Ельцин подписал аналогичный указ о постановлениях Госплана.
22 октября 1991 г. вышло постановление Государственного совета СССР об упразднении союзного КГБ. На его базе было предписано создать Центральную службу разведки (ЦСР) СССР (внешняя разведка, на базе Первого главного управления), Межреспубликанскую службу безопасности (внутренняя безопасность) и Комитет по охране государственной границы). КГБ союзных республик переводились «в исключительную юрисдикцию суверенных государств». Окончательно общесоюзная спецслужба была ликвидирована 3 декабря 1991 г.
26 октября в Туркменской ССР прошёл референдум, на котором 93 % жителей республики высказались за независимость.
1 ноября 1991 года в Москве главы и полномочные представители 12 суверенных республик рассмотрели структуру Межгосударственного экономического комитета, а также обсудили его будущие полномочия. Рассмотрен также вопрос об упразднении союзных министерств и других центральных органов государственного управления СССР.
В конце октября 1991 года Россия полностью прекратила перечислять налоги в союзный бюджет. 4 ноября 1991 года Ельцин выпустил указ, что российский бюджет и российский Центральный банк берут на себя полностью финансирование всего союзного бюджета и всех союзных органов.
6 ноября 1991 указом Президента РСФСР Б. Ельцина деятельность КПСС и её республиканской организации — Коммунистической партии РСФСР на территории РСФСР была прекращена(Спустя год Конституционный суд РФ признал конституционным запрет руководящих структур КПСС и КП РСФСР, но не первичных территориальных организаций партии, «постольку, поскольку эти организации сохраняли свой общественный характер и не подменяли государственные структуры», а также при их организационном оформлении с соблюдением требований законодательства РФ). В этот же день премьер-министры Молдовы и Украины В. Муравский и В. Фокин подписал в Москве Договор об Экономическом сообществе.
14 ноября 1991 семью республиками из двенадцати (Беларусь, Казахстан, Кыргызстан, Россия, Таджикистан, Туркменистан, Узбекистан) было принято решение по заключению договора о создании Союза Суверенных Государств (ССГ) как конфедерации.

14 ноября Госсовет принял Постановление ГС-13 «Об упразднении министерств и других центральных органов Государственн‌ого Управления СССР». По нему с 1 декабря 1991 года ликвидации подлежали 70 министерств и ведомств СССР. Прекращали своё существование ¾ союзных министерств, государственных комитетов и других органов государственного управления СССР. При этом уволены будут 36 тысяч человек.

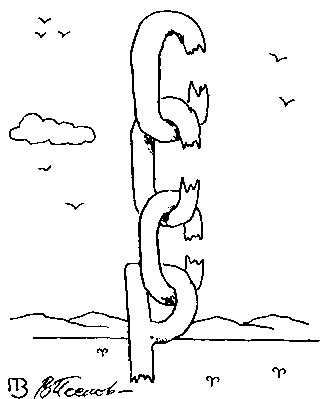
Карикатура Виталия Пескова

15 ноября 1991 года Министерству экономики и финансов РСФСР переподчиняются все структуры, подразделения и организации бывшего Министерства финансов СССР. Одновременно прекращается финансирование министерств и ведомств СССР, кроме тех, которым переданы некоторые функции управления Российской Федерации.
15 ноября Генеральному прокурору РСФСР переподчиняются все организации союзной прокуратуры, включая военную прокуратуру.
15 ноября, после формирования нового Правительства РСФСР, Ельцин подписал пакет из десяти президентских указов и правительственных распоряжений, которые намечали конкретные шаги в сторону рыночной экономики. Предполагалось объявить о либерализации цен с 1 декабря 1991 года. Однако затем под давлением других республик ещё формально существовавшего СССР, имевших общую рублёвую зону с Россией, либерализация цен была отложена сначала на 16 декабря 1991 года, а затем на начало января 1992 года. Уже на первом этапе реформ в 1991—1992 годах были проведены либерализация цен, малая приватизация, введена свобода торговли.
22 ноября Верховный Совет РСФСР признаёт Центральный банк России единственным органом денежно-кредитного и валютного регулирования на территории республики. Ему передаются в полное хозяйственное ведение и управление материально-техническая база и иные ресурсы Госбанка СССР.
25 ноября 1991 года на заседании Госсовета лидеры республик отказались парафировать подготовленный и согласованный с ними текст договора. Таким образом, к концу ноября 1991 г. Ново-Огаревский процесс зашёл в глухой тупик, и никаких новых проектов Союзного Договора никто не предлагал и не обсуждал.
27 ноября 1991 года опубликован Указ президента РСФСР «О реорганизации центральных органов государственного управления РСФСР», по которому свыше 70 союзных министерств и ведомств переводятся под российскую юрисдикцию.
Референдум на Украине, проведённый 1 декабря 1991 года, на котором сторонники независимости победили даже в Крыму, сделал, по мнению некоторых политиков, в частности, Б. Н. Ельцина, сохранение СССР в каком бы то ни было виде окончательно невозможным. Некоторые украинские и российские исследователи считают, что данный референдум был проведён незаконно, так как на нём не был чётко задан вопрос о выходе Украины из состава СССР, а также были допущены другие нарушения Закона СССР «О порядке решения вопросов, связанных с выходом союзной республики из СССР» от 3 апреля 1990 года: в Крымской АССР не был проведён отдельный референдум по вопросу о её пребывании в составе СССР или в выходящей союзной республике, как этого требовала статья 3 закона о выходе союзной республики из СССР.

### Подписание Беловежских соглашений и Алма-Атинской декларации

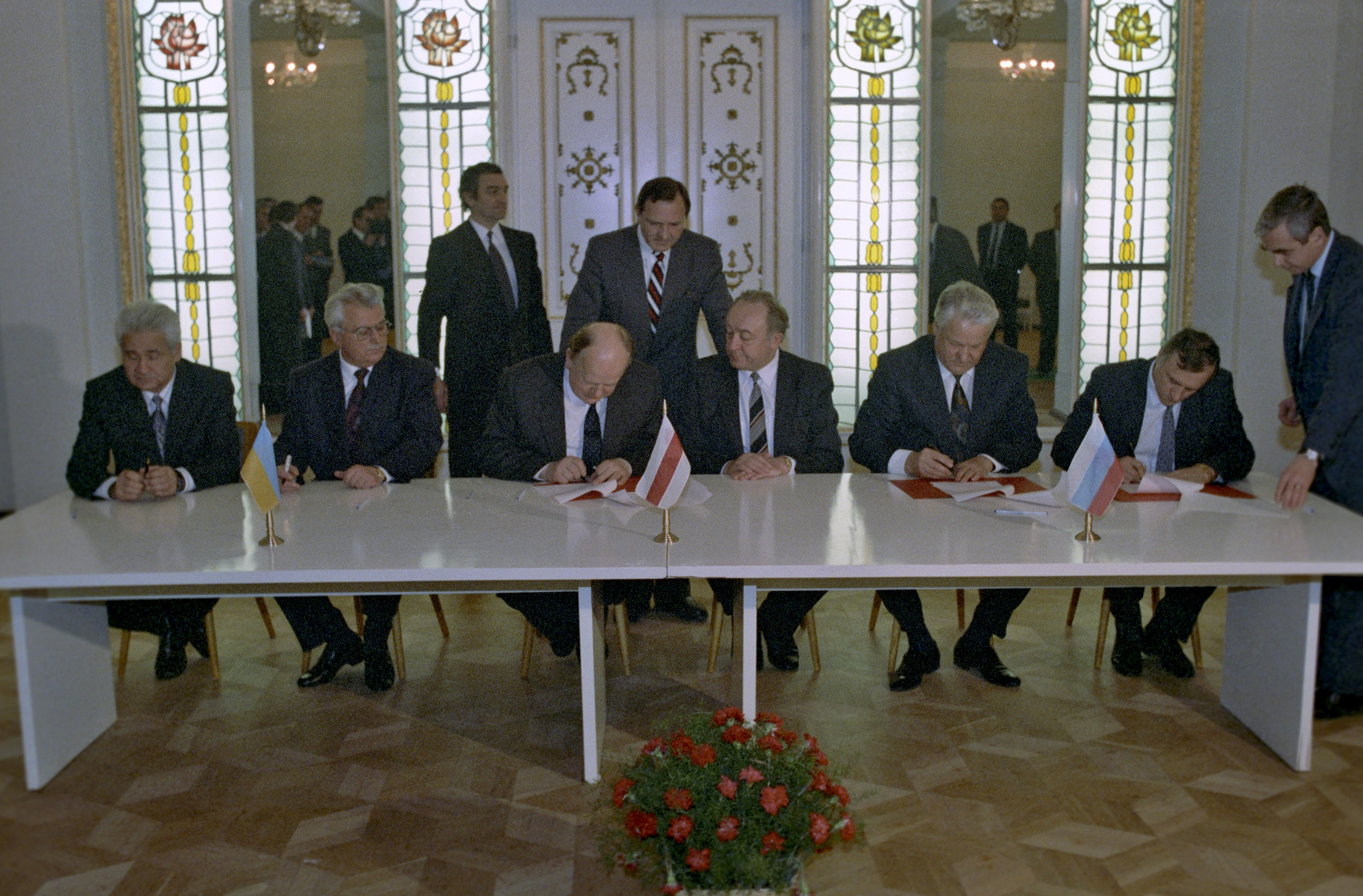
Подписание Соглашения о ликвидации СССР и создании Содружества Независимых Государств. Правительственная резиденция Вискули в Национальном парке Беларуси «Беловежская пуща». Беларусь, 8 декабря 1991 года

7 декабря 1991 года Б. Н. Ельцин выступил в Верховном Совете Беларуси, где сказал: «Старого Союза уже нет, нового Союза тоже пока нет… В резиденции „Вискули“ руководители славянских республик будут обсуждать 4-5 вариантов Союзного договора. Встреча трёх руководителей государств, возможно, станет исторической».
8 декабря 1991 года главы трёх из четырёх республик, основателей СССР, — Беларуси, России и Украины, — в Беловежской пуще (село Вискули, Беларусь), констатировали, что СССР прекращает своё существование, объявили о невозможности образования ССГ и подписали Соглашение о создании Содружества Независимых Государств (СНГ). Подписание соглашений вызвало негативную реакцию Горбачёва, однако после августовского путча реальной властью он уже не обладал. По выражению Б. Н. Ельцина, Беловежское соглашение не распускало СССР, а лишь констатировало его фактический к тому моменту распад.
10 декабря Верховный Совет Украины c оговорками ратифицировал соглашение о создании СНГ. За ратификацию проголосовало 295 депутатов, 10 проголосовали против и 7 воздержались. Сразу после этого состоялся телефонный разговор Кравчука с Шушкевичем, который в этот момент вёл заседание Верховного Совета Беларуси. После окончания этого разговора белорусские депутаты поставили соглашение на голосование. За ратификацию проголосовало 263 депутата, 1 проголосовал против и 2 воздержались.
В тот же день народные депутаты СССР Александр Оболенский и Владимир Самарин начали сбор подписей среди своих коллег за созыв чрезвычайного VI Съезда народных депутатов СССР. Под обращением к Президенту СССР и Верховному Совету СССР с предложением созвать Съезд подписалось 397 депутатов.
10 декабря Госсекретарь РСФСР Геннадий Бурбулис заявил на встрече с российскими депутатами: "Процесс прекращения деятельности союзных органов начался и без минских соглашений. Сейчас вопрос стоит о Министерствах обороны, путей сообщения, связи, среднего машиностроения, МЭКе, ВС СССР, Президенте СССР".
11 декабря госсекретарь РСФСР Бурбулис попросил Президента СССР Горбачёва освободить Кремль.
11 декабря Комитет конституционного надзора СССР выступил с заявлением, осуждавшим Беловежское соглашение. Полный текст заявления в печати не был опубликован. Заявление содержало следующий вывод: «Любые республики не могут принимать на себя решение вопросов, касающихся прав и интересов других республик. С этой точки зрения содержащаяся в Соглашении констатация того, что „Союз ССР как субъект международного права и геополитическая реальность прекращает своё существование…“ не имеет юридической силы». Позиция ККН основывалась также на том, что «в соответствии с Союзным договором 1922 года Белоруссия, РСФСР и Украина, являясь одними из учредителей СССР, вместе с тем никакого особого статуса и каких-либо дополнительных прав по сравнению с остальными союзными республиками не имели. С того времени в конституционном законодательстве СССР стал действовать принцип равноправия союзных республик. Следовательно, Белоруссия, РСФСР и Украина были неправомочны решать вопросы, касающиеся прав и интересов всех республик, входящих в Советский Союз». Практических последствий это заявление не имело.
12 декабря Верховный Совет РСФСР под председательством спикера парламента Р. И. Хасбулатова ратифицировал Беловежское соглашение, а также принял решение о денонсации РСФСР союзного договора 1922 года (ряд юристов считает, что денонсация этого договора была бессмысленной, так как он утратил силу в 1924 году с принятием первой конституции СССР) и об отзыве российских депутатов из сформированного в октябре нового Верховного совета СССР. Вследствие отзыва депутатов от РСФСР и Белорусской ССР, Совет Союза лишился кворума. В своих мемуарах председатель ВС РСФСР Руслан Хасбулатов пишет, что на сессии Верховного совета РСФСР 12 декабря 1991 года также было принято постановление о выходе Российской Федерации из состава СССР. Однако в стенограмме совместного заседания палат ВС РСФСР отсутствует информация о принятии такого документа. Ряд членов российского парламента отмечали, что, согласно ст. 104 действовавшей на тот момент Конституции РСФСР для ратификации соглашения необходимо было созвать высший орган государственной власти — Съезд народных депутатов РСФСР, поскольку соглашение затрагивало государственное устройство республики как части Союза ССР и тем самым влекло за собой изменения российской конституции. Формально Россия и Беларусь не провозглашали независимость от СССР, а лишь констатировали факт прекращения его существования. Кроме того, Россия является государством-продолжателем СССР.
12 декабря 1991 годы был издан указ Президента РСФСР N 269 «О едином экономическом пространстве РСФСР».
13 декабря Президент СССР Михаил Горбачёв свои указом утвердил новый текст воинской присяги, в которой не было упоминания об СССР.
15 декабря Ельцин предупредил Президента СССР Горбачёва о том, что администрация Президента РСФСР и сам Президент РСФСР будут работать в Кремле и что поэтому он, Горбачёв, должен оставить Кремль. Это был ультиматум.

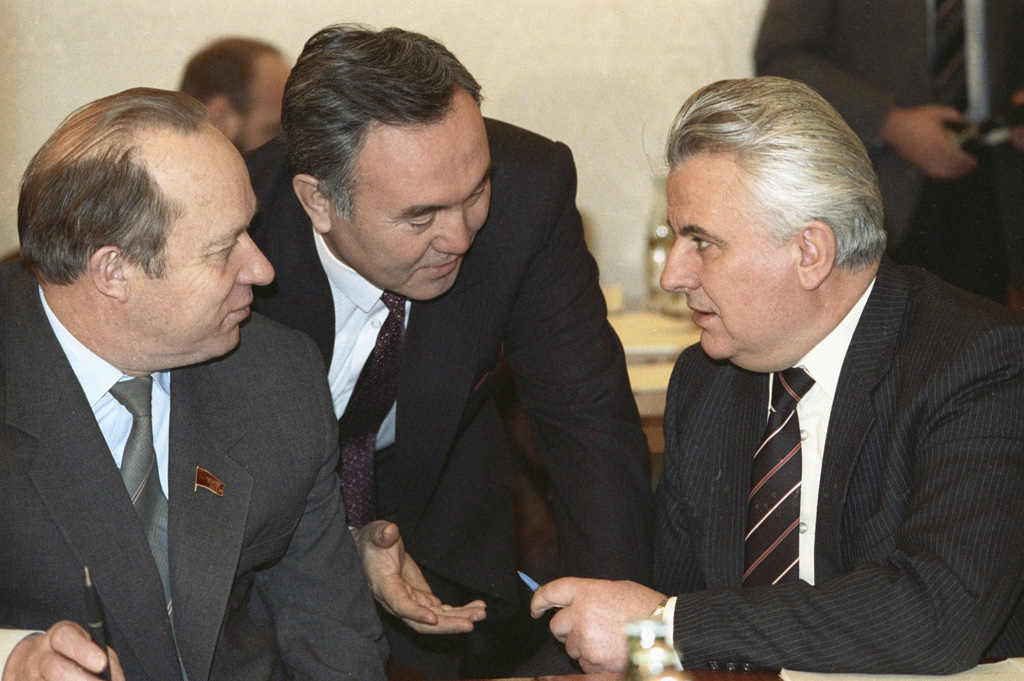
Президент Казахстана Н. А. Назарбаев (в центре) и Президент Украины Л. М. Кравчук (справа) во время переговоров о создании СНГ, Алма-Ата, 21 декабря 1991 года

16 декабря Верховный Совет РСФСР принял постановление, по которому все имущество союзного парламента перешло в собственность парламента России Президиум Верховного Совета РСФСР постановил передать в ведение российского парламента все здания и сооружения, ранее принадлежавшие Верховному Совету СССР (в том числе жилые), лечебно-оздоровительные, медицинские организации и другие учреждения с их недвижимым и движимым имуществом, денежные средства в рублях и иностранной валюте, помещённые в банках, страховых, акционерных обществах, совместных предприятиях и иных учреждениях и организациях. В здании Верховного Совета СССР меняют охрану на российскую, а к 20 декабря всем народным депутатам СССР предлагают освободить помещения.
17 декабря председатель Совета Союза К. Д. Лубенченко констатировал отсутствие кворума на заседании. Члены Совета Союза провели собрание народных депутатов СССР. Собрание приняло заявление в связи с подписанием Беловежского соглашения и ратификацией его Верховными Советами России, Беларуси и Украины, в котором отметило, что считает принятые решения о ликвидации общегосударственных органов власти и управления незаконными и не отвечающими сложившейся ситуации и жизненным интересам народов и заявило, что в случае дальнейшего осложнения обстановки в стране оставляет за собой право созыва в будущем Съезда народных депутатов СССР.
17 декабря в Москве состоялась встреча Президента России Бориса Ельцина с госсекретарём США Джеймсом Бейкером. Выступая перед журналистами по завершении переговоров Ельцин заявил, что Россия обратилась к Соединённым Штатам с просьбой о дипломатическом признании. По его словам, крупнейшая республика бывшего Союза рассчитывает занять место СССР среди постоянных членов Совета Безопасности ООН.
В то же день Ельцин заявил журналистам: «Содружество, без сомнения, существует, учитывая, что Россия, Украина и Беларусь подписали Соглашение о его основании. Для того чтобы заявлять о том, что СССР больше нет, следует подождать по крайней мере две недели, пока последние союзные структуры не перейдут под юрисдикцию России…Три дня назад мы говорили с Горбачёвым о том времени, которое потребуется для завершения переходного периода, и я сказал ему, что этот процесс должен завершиться в декабре, максимум в середине января.»
18 декабря Совет Республик принял заявление, согласно которому он «воспринимает с пониманием Соглашение Республики Беларусь, РСФСР и Украины о создании Содружества Независимых Государств и считает его реальной гарантией выхода из острейшего политического и экономического кризиса». Также в данном заявлении отмечалось, что «недопустимы антиконституционные действия по отношению к Верховному Совету СССР и Президенту СССР».

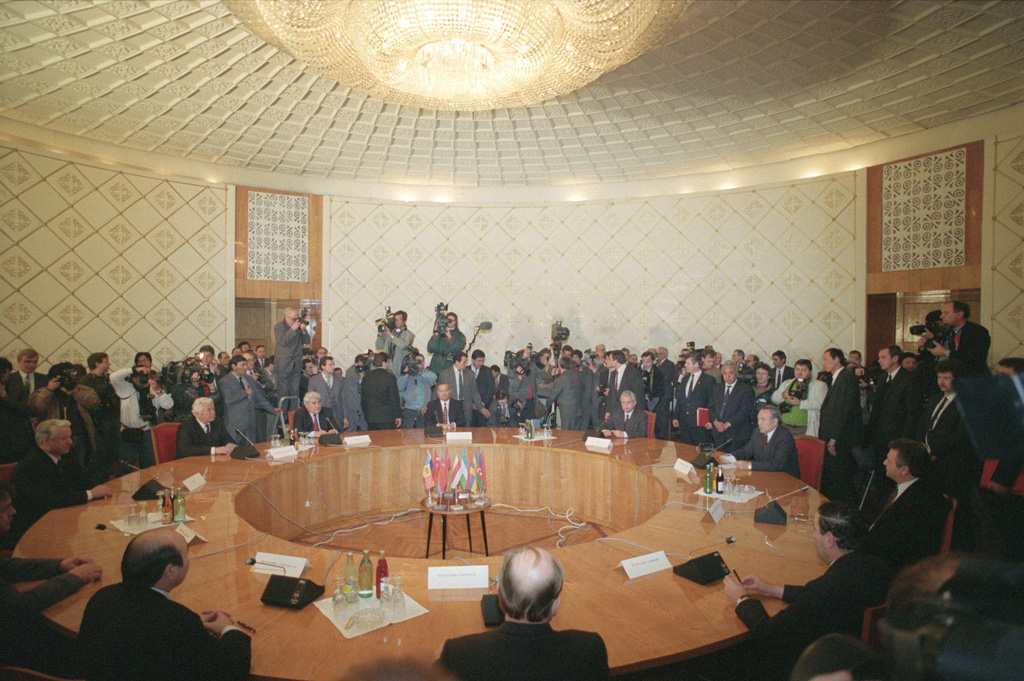
Главы 11 независимых государств, бывших республик СССР, подписывают Протокол о создании Содружества Независимых Государств (СНГ), Алма-Ата, 21 декабря 1991 г.

18 и 19 декабря, опираясь на ратификацию Беловежских соглашений, Ельцин несколькими своими указами упразднил почти все оставшиеся исполнительные органы власти СССР: МИД СССР, МВД СССР, Центральную службу разведки, Межреспубликанскую службу безопасности, Комитет по оперативному управлению народным хозяйством. Согласно указу № 292 «О передаче недвижимости и материальных ценностей некоторых органов бывшего Союза ССР на баланс Администрации Президента РСФСР и Госкомимущества РСФСР» надлежало передать на баланс Государственного комитета РСФСР по управлению государственным имуществом по согласованию с Администрацией Президента РСФСР имущество Аппарата Президента СССР и Межгосударственного экономического комитета, а также здания, сооружения, предприятия, организации и учреждения, финансовые средства остальных органов бывшего Союза ССР на всей территории Российской Федерации. Фактически, происходила передача всего союзного имущества и союзных органов власти в ведение республиканского руководства России.
21 декабря 1991 года на встрече президентов в Алма-Ате (Казахстан) к СНГ присоединилось ещё 8 республик: Азербайджан, Армения, Казахстан, Кыргызстан, Молдова, Таджикистан, Туркменистан, Узбекистан, были подписаны Алма-Атинская декларация и протокол к беловежскому соглашению о создании СНГ. Главы одиннадцати бывших союзных республик объявили о прекращении существования Союза Советских Социалистических Республик.
Лидеры республик, образовавших СНГ, уведомляли Горбачёва о прекращении существования института Президента СССР и выражали благодарность Горбачёву «за положительный вклад». Сообщение о решениях, принятых в Алма-Ате, по созданию СНГ, пришло в Москву во второй половине дня 21 декабря, и Горбачёв начал в тот же день готовить своё заявление об отставке.

На следующий день после подписания в Алма-Ате главами 11 союзных республик протокола к беловежскому соглашению, в Москве у ВДНХ состоялся многотысячный митинг «Марш голодных очередей». Участники этого митинга выступали за сохранение СССР.
СНГ было основано не в качестве конфедерации, а как международная (межгосударственная) организация, которая характеризуется слабой интеграцией и отсутствием реальной власти у координирующих наднациональных органов. Членство в этой организации было отвергнуто прибалтийскими республиками, а также Грузией (она присоединилась к СНГ только осенью 1993 года и заявила о выходе из СНГ после войны на своей территории летом 2008 года).

### Отставка Президента СССР и ликвидация союзных органов власти

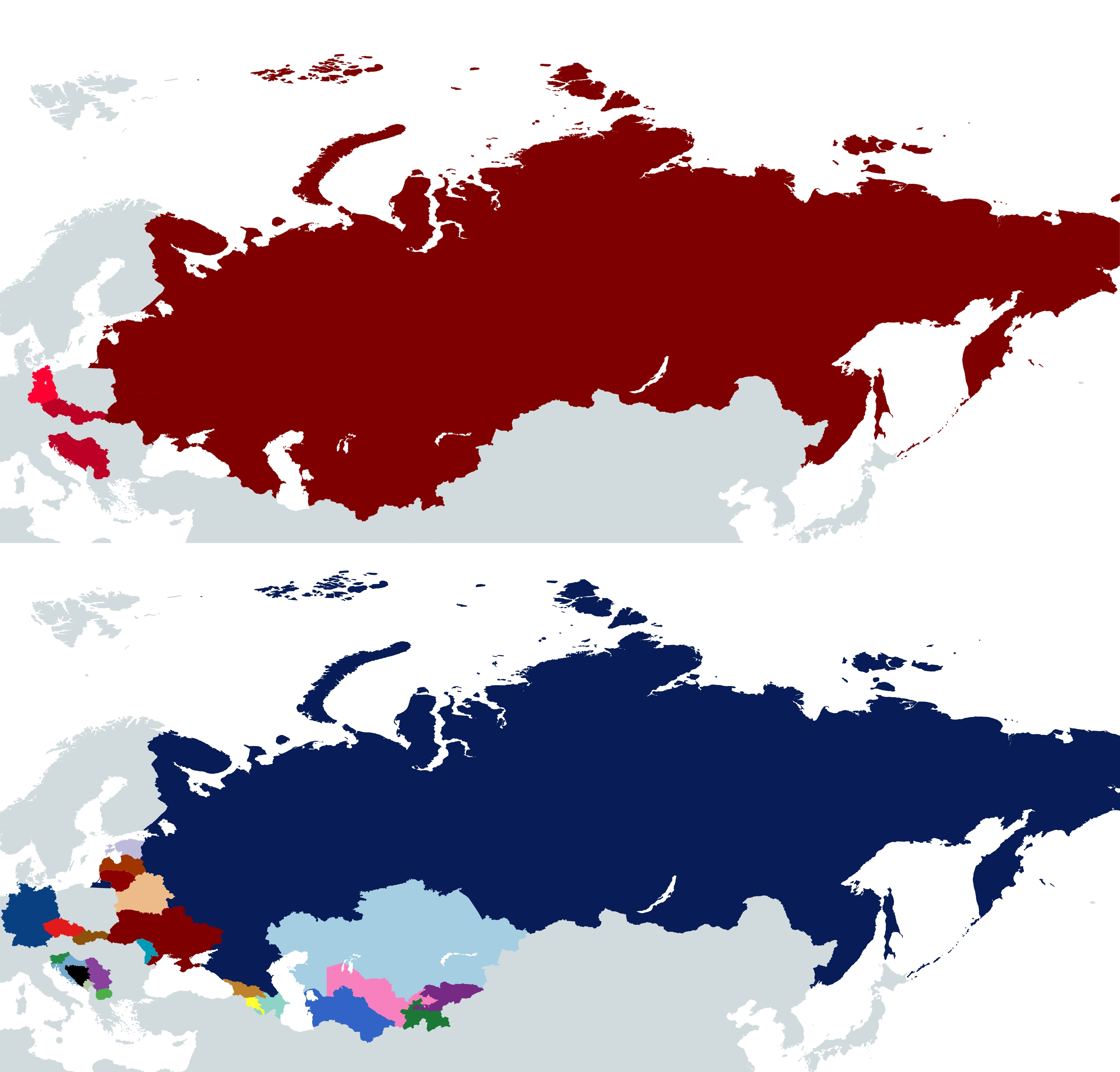
Изменения границ государств после окончания Холодной войны и распада СССР

Органы власти СССР как субъекта международного права прекратили существование 25—26 декабря 1991 года. Россия объявила себя правопреемником и государством-продолжателем СССР.
По предоставленным РФ данным, на конец 1991 года пассивы бывшего Союза оценивались в 93,7 млрд $, а активы — в 110,1 млрд $. Депозиты Внешэкономбанка составляли около 700 миллионов долларов. В Соглашении государств СНГ о собственности бывшего Союза ССР за рубежом от 30 декабря 1991 года предусматривалось, что каждое из государств-участников СНГ получает справедливую долю в собственности СССР за рубежом, размеры долей были определены Соглашением о распределении всей собственности бывшего Союза ССР за рубежом от 6 июля 1992 года. Впоследствии, однако, на двусторонней основе Россия договорилась с государствами-участниками СНГ, за исключением Украины, о принятии их долей внешнего долга бывшего СССР и долей в активах бывшего СССР за границей.
23 декабря Верховный Совет Казахской ССР ратифицировал Беловежское соглашение вместе с Алма-атинским протоколом. Упоминания о том, что Казахстан является союзной республикой СССР, оставались в Конституции Казахской ССР 1978 года (Глава 7. Казахская ССР — Союзная Республика в составе СССР, ст. 68-75) вплоть до 28 января 1993 года, когда была принята и вступила в силу Конституция Республики Казахстан.
23 декабря, после встречи Горбачёва и Ельцина, вышло их совместное распоряжение, согласно которому деятельность аппарата президента СССР прекращалась.
24 декабря 1991 года было прекращено членство СССР в ООН — место СССР заняла РСФСР (Российская Федерация), к которой также перешли права постоянного члена Совета Безопасности ООН.
24 декабря 1991 года постановлением Совета Республик была прекращена деятельность Верховного Совета СССР и его органов.

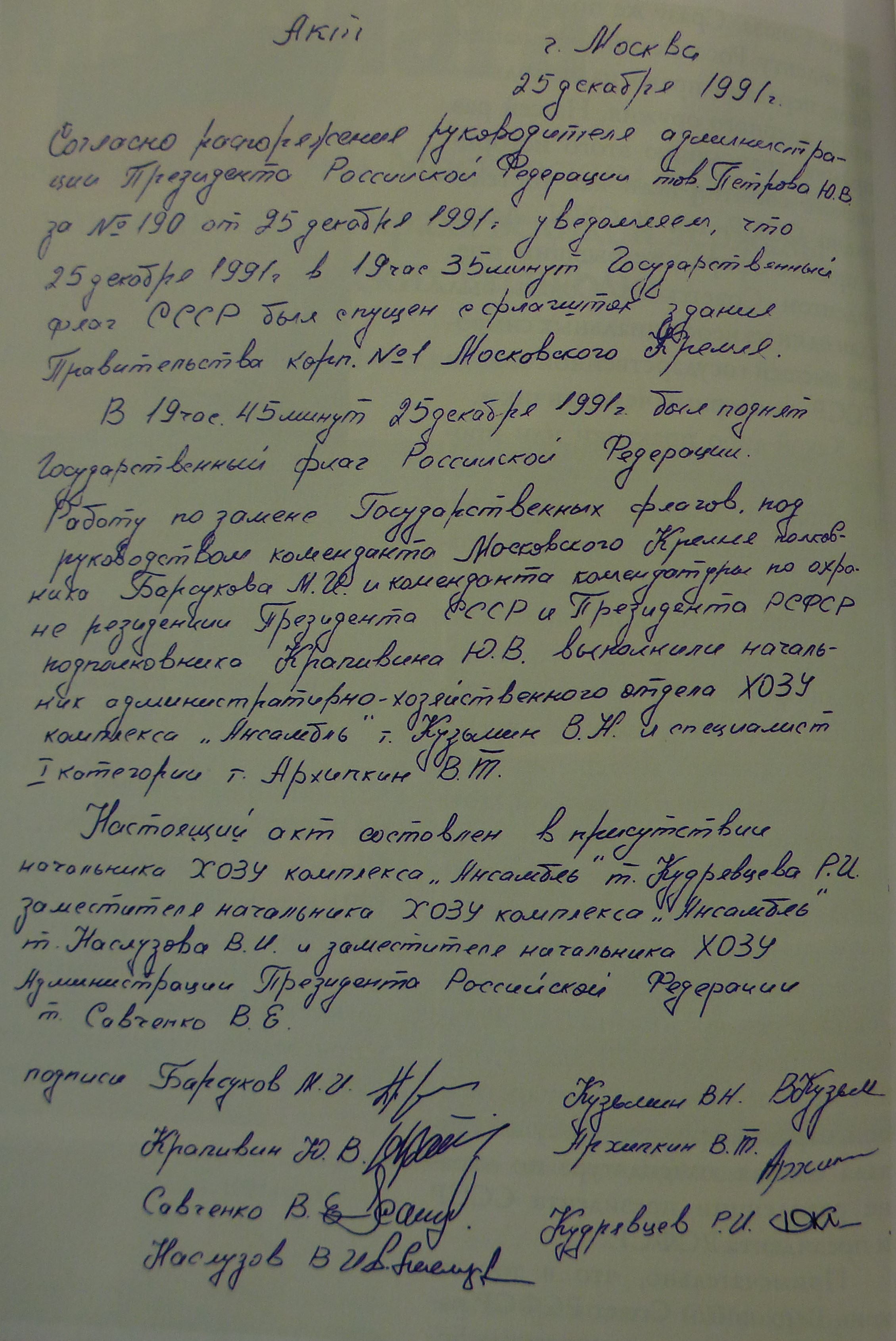
Акт о спуске флага СССР над Московским Кремлём и поднятии флага России, составлен 25 декабря 1991 года. В акте участники его составления названы по-советски «товарищами»

Вечером 25 декабря 1991 года М. С. Горбачёв выступил с телевизионным обращением, в котором сообщил о своём уходе с поста Президента СССР. В своих напутственных словах Горбачёв выразил свою уверенность в исторической правоте демократических реформ, приведших к освобождению общества, ликвидации тоталитарной системы, началу движения к многоукладной экономике, окончанию холодной войны, гонки вооружений и «безумной милитаризации страны, изуродовавшей нашу экономику, общественное сознание и мораль», но с сожалением признал: «Старая система рухнула до того, как успела заработать новая». В этот же день он подписал указ о сложении с себя полномочий Верховного главнокомандующего Советских Вооружённых Сил и передал управление стратегическим ядерным оружием президенту России Б. Н. Ельцину. Вечером 25 декабря в 19.35. по московскому времени, после появления Горбачёва на телевидении, с флагштока над Московским Кремлём был спущен советский флаг, в последний раз прозвучал Государственный гимн Советского Союза и в 19:45 был поднят российский триколор, что символически ознаменовало конец Советского Союза. В этот же день президент США Джордж Буш выступил с короткой телевизионной речью, в которой официально признал независимость 11 оставшихся республик.
В тот же день соглашение о создании СНГ было ратифицировано Верховным Советом Таджикистана.

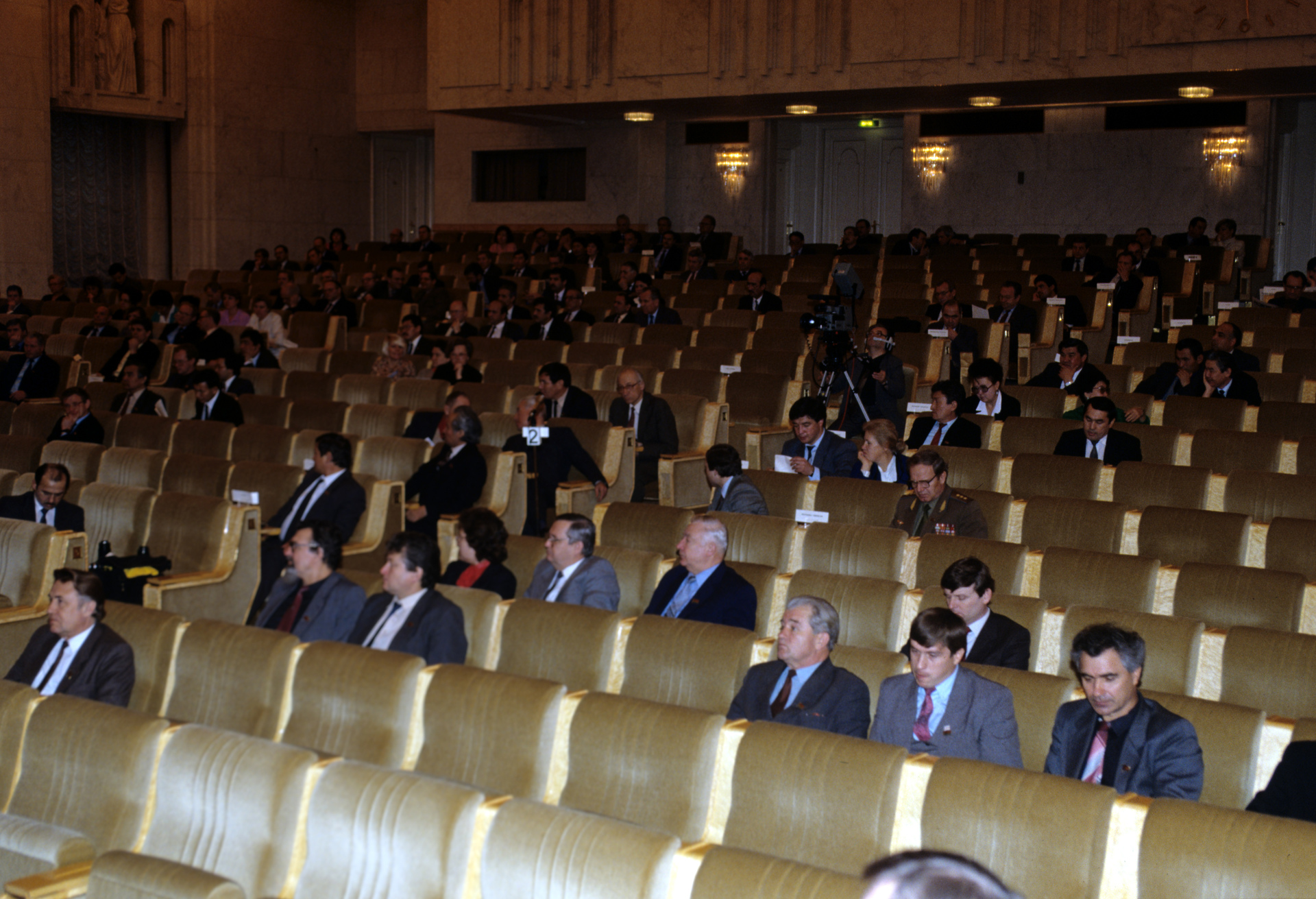
Последняя сессия Совета Республик Верховного Совета СССР, на которой депутаты проголосовали за прекращение существования Советского Союза, декабрь 1991 г.

Последний юридический шаг в распаде Советского Союза произошёл 26 декабря, когда Совет Республик, верхняя палата Верховного Совета Советского Союза, во главе с Ануарбеком Алимжановым ратифицировал Беловежские соглашения, фактически проголосовав за прекращение существования Советского Союза. Нижняя палата — Совет Союза — не могла работать с 12 декабря, так как отзыв российских депутатов оставил её без кворума. 26 декабря 1991 года считается днём прекращения существования СССР, хотя некоторые учреждения и организации СССР (например, Контрольная палата, Госбанк, Министерство обороны, Госстандарт СССР, Министерство гражданской авиации, Комитет по охране государственной границы) ещё продолжали функционировать в течение 1992 года, а Комитет конституционного надзора СССР и Межреспубликанский экономический комитет СССР вообще не были официально распущены.
На следующий день Президент России Ельцин переехал в бывший кабинет Горбачёва, хотя российские власти заняли его двумя днями ранее.
28 декабря 1991 года Президиум Верховного Совета РСФСР принял постановление, где говорилось, что Верховный Суд СССР, Высший Арбитражный Суд СССР и Прокуратура СССР упраздняются со 2 января 1992 года.
4 января 1992 года Верховный Совет Республики Узбекистан ратифицировал соглашение о создании СНГ и протокол к нему.
6 марта 1992 года Верховный Совет Республики Кыргызстан ратифицировал Алма-атинский протокол к Беловежскому соглашению. Также была ратифицирована Алма-Атинская декларация о целях и принципах СНГ, где тоже говорилось о прекращении существования СССР.
Между тем, некоторые народные депутаты распавшегося СССР в годовщину всесоюзного референдума — 17 марта 1992 года — попытались созвать в подмосковном совхозе Вороново VI Съезд народных депутатов СССР, но съезд не состоялся из-за отсутствия кворума, поскольку собралось всего около 200 человек. Президиум Верховного Совета РСФСР признал попытки возобновления деятельности любых органов распавшегося СССР на территории Российской Федерации посягательством на государственный суверенитет России и несовместимыми со статусом Российской Федерации как независимого государства.
В апреле 1992 года Vl съезд народных депутатов России трижды отказался ратифицировать соглашение и исключить из текста Конституции РСФСР упоминание о Конституции и законах СССР, что впоследствии стало одной из причин противостояния Съезда народных депутатов с президентом Ельциным и в дальнейшем привело к разгону Съезда в октябре 1993 года. Конституция СССР и законы СССР продолжали упоминаться в статьях 4 и 102 Конституции Российской Федерации — России (РСФСР) 1978 года вплоть до 25 декабря 1993 года, когда вступила в силу принятая всенародным голосованием Конституция Российской Федерации, которая не содержала упоминания о Конституции и законах Союза ССР.
19 июня 1992 года президент Украины Леонид Кравчук подписал закон о полном исключении упоминаний об СССР из Конституции Украины 1978 года.
В сентябре 1992 года группа народных депутатов Российской Федерации во главе с Сергеем Бабуриным направила в Конституционный суд Российской Федерации ходатайство о проверке конституционности постановлений Верховного Совета РСФСР от 12 декабря 1991 года «О ратификации Соглашения о создании Содружества Независимых Государств» и «О денонсации Договора об образовании СССР». Это обращение так и не было рассмотрено из-за событий сентября—октября 1993 года (накануне этих событий суд готовился к рассмотрению этого ходатайства).
После распада СССР Россия и «ближнее зарубежье» составляют т. н. постсоветское пространство.

## Последствия в краткосрочной перспективе

### Преобразования в России
Распад СССР привёл к практически немедленному началу Ельциным и его сторонниками широкой программы преобразований. Самыми радикальными первыми шагами были:
- в экономической области — либерализация цен 2 января 1992 года, послужившая началом «шоковой терапии»;
- в политической области — введение института глав администраций взамен председателей исполкомов (август 1991 года); запрет КПСС и КП РСФСР (ноябрь 1991 года); ликвидация системы Советов народных депутатов (21 сентября — 4 октября 1993 года).

### Межнациональные конфликты
В последние годы существования СССР на его территории разгорелся ряд межнациональных конфликтов. После его распада большинство из них немедленно перешли в фазу вооружённых столкновений:
- карабахский конфликт — конфликт между Арменией и Азербайджаном за Нагорный Карабах;
- Грузино-российский конфликт — конфликт между Россией и Грузией;
- грузино-абхазский конфликт — конфликт между Грузией и Абхазией;
- грузино-южноосетинский конфликт — конфликт между Грузией и Южной Осетией;
- осетино-ингушский конфликт — столкновения между осетинами и ингушами в Пригородном районе;
- Гражданская война в Таджикистане — межклановая гражданская война в Таджикистане;
- Первая чеченская война — борьба российских федеральных сил с сепаратистами в Чечне;
- Конфликт в Приднестровье — борьба молдавских властей с сепаратистами в Приднестровье.

По данным Владимира Мукомеля, число погибших в межнациональных конфликтах в 1988-96 годах составляет около 100 тыс. человек. Число беженцев в результате этих конфликтов составило не менее 5 млн человек.
В 1987 году первые беженцы из среднеазиатских республик СССР появились в центральных областях РСФСР.
Преимущественно с 1987 по 2004 годы включительно длился процесс вынужденного бегства русских в Россию из кавказских, прибалтийских и среднеазиатских республик (кроме Туркменистана) по причине обострившихся там межнациональных конфликтов и стычек.

### Распад рублёвой зоны

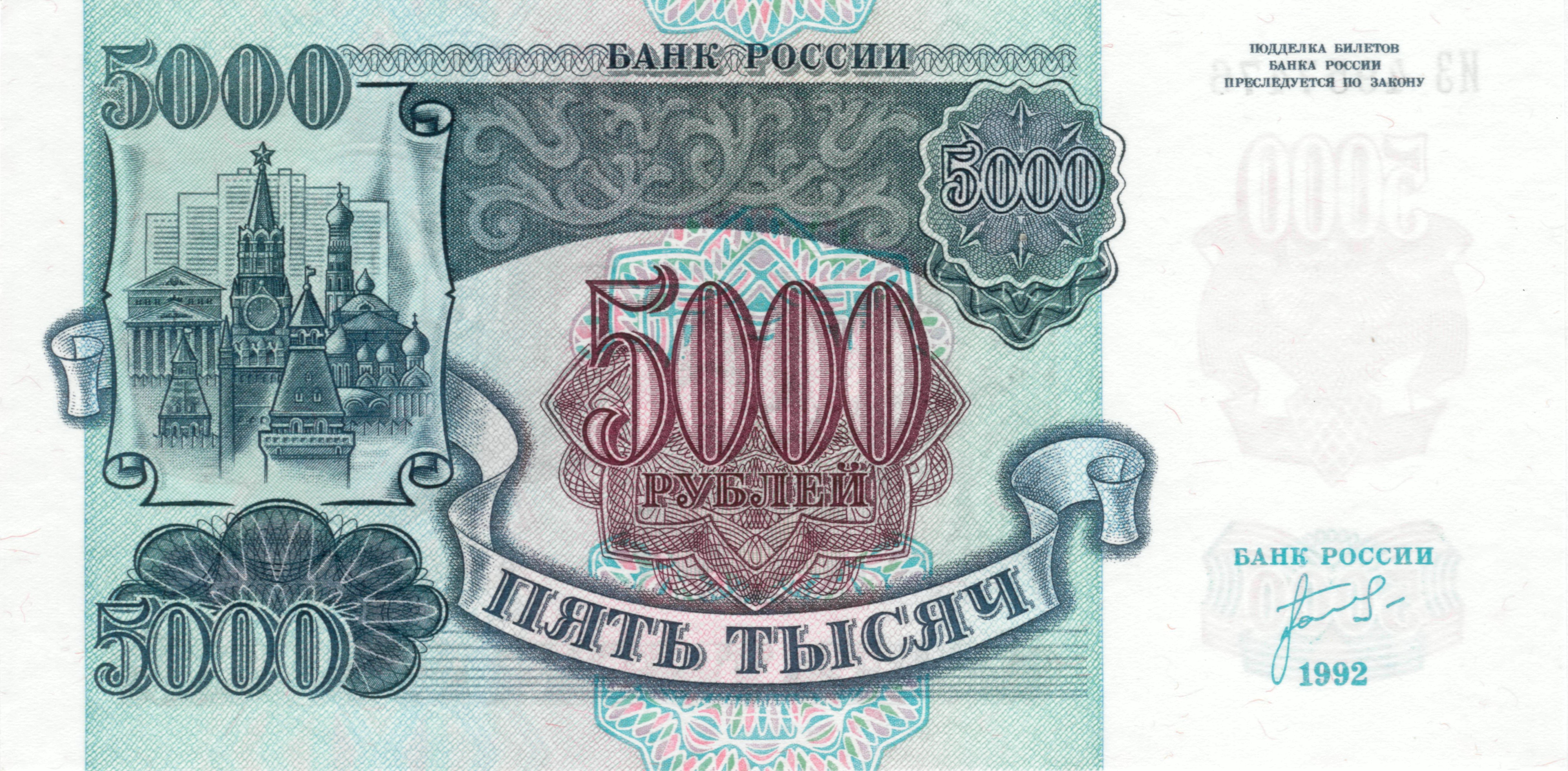
Банкнота достоинством 5000 российских рублей образца 1992 года

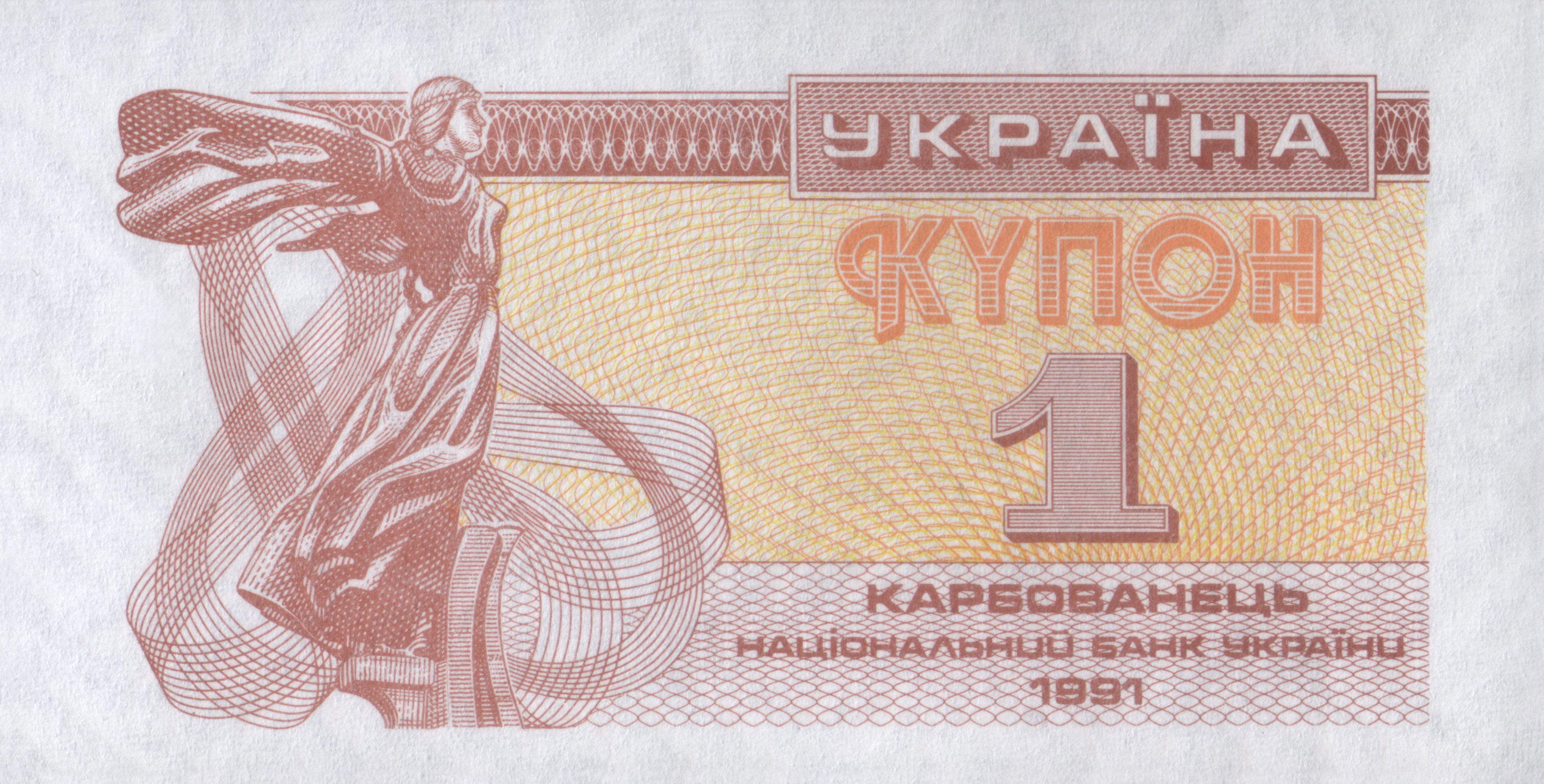
Украинский купоно-карбованец, 1992—1996 годы

Стремление отгородиться от советской экономики, вступившей с 1989 года в фазу острого кризиса, подтолкнуло бывшие советские республики к введению национальных валют. Хотя советский рубль сохранял хождение на территории большинства постсоветских республик (в некоторых — параллельно с местными валютами и их суррогатами), однако гиперинфляция (за 1992 год цены увеличились в 24 раза, в последующие несколько лет — в среднем в 10 раз за год) практически полностью уничтожила его, что послужило поводом для замены на территории РФ советского рубля на российский в 1993 году. 26 июля — 7 августа 1993 года в России была проведена конфискационная денежная реформа, в ходе которой из денежного обращения России были изъяты казначейские билеты Госбанка СССР. Реформа также решала задачу по разделению денежных систем России и других стран СНГ, использовавших рубль в качестве платёжного средства во внутреннем денежном обороте.

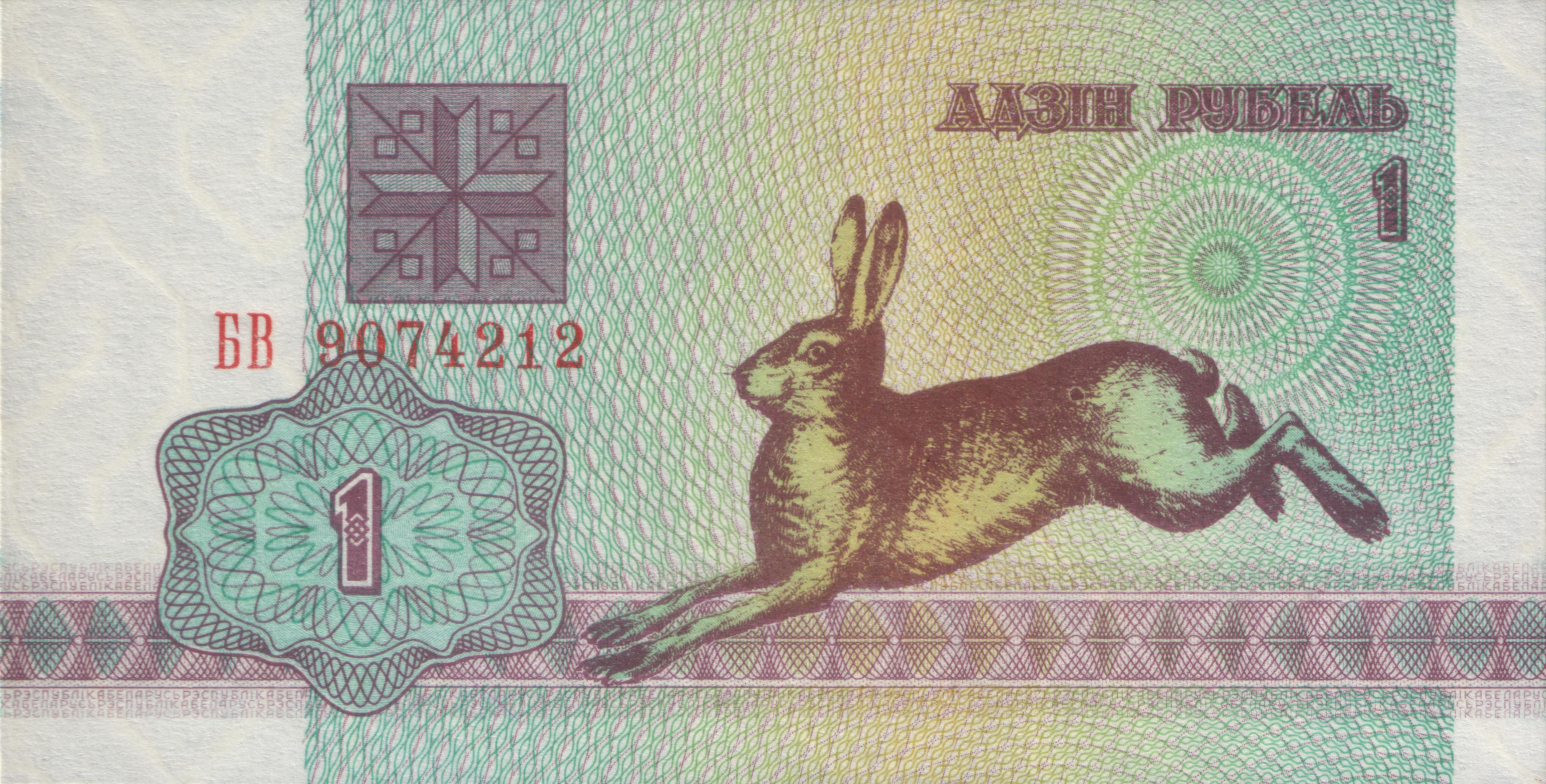
Банкнота достоинством в 1 белорусский рубль образца 1992 года

В течение 1992—1993 годов практически все союзные республики ввели собственные валюты. Исключением является Таджикистан (российский рубль сохранил хождение до 1995 года), непризнанная Приднестровская Молдавская Республика (ввела приднестровский рубль в 1994 году), частично признанные Абхазия и Южная Осетия (сохранялось хождение российского рубля).
В ряде случаев национальные валюты произошли от введённой в последние годы существования СССР талонной системы путём превращения одноразовых талонов в постоянную валюту (Украина, Беларусь, Литва, Грузия и др.).
Советский рубль имел наименования на 15 языках — языках всех союзных республик. Для некоторых из них названия национальных валют первоначально совпадали с национальными названиями советского рубля (карбованец, манат, рубель, сом и др.)

### Раздел Вооружённых Сил СССР

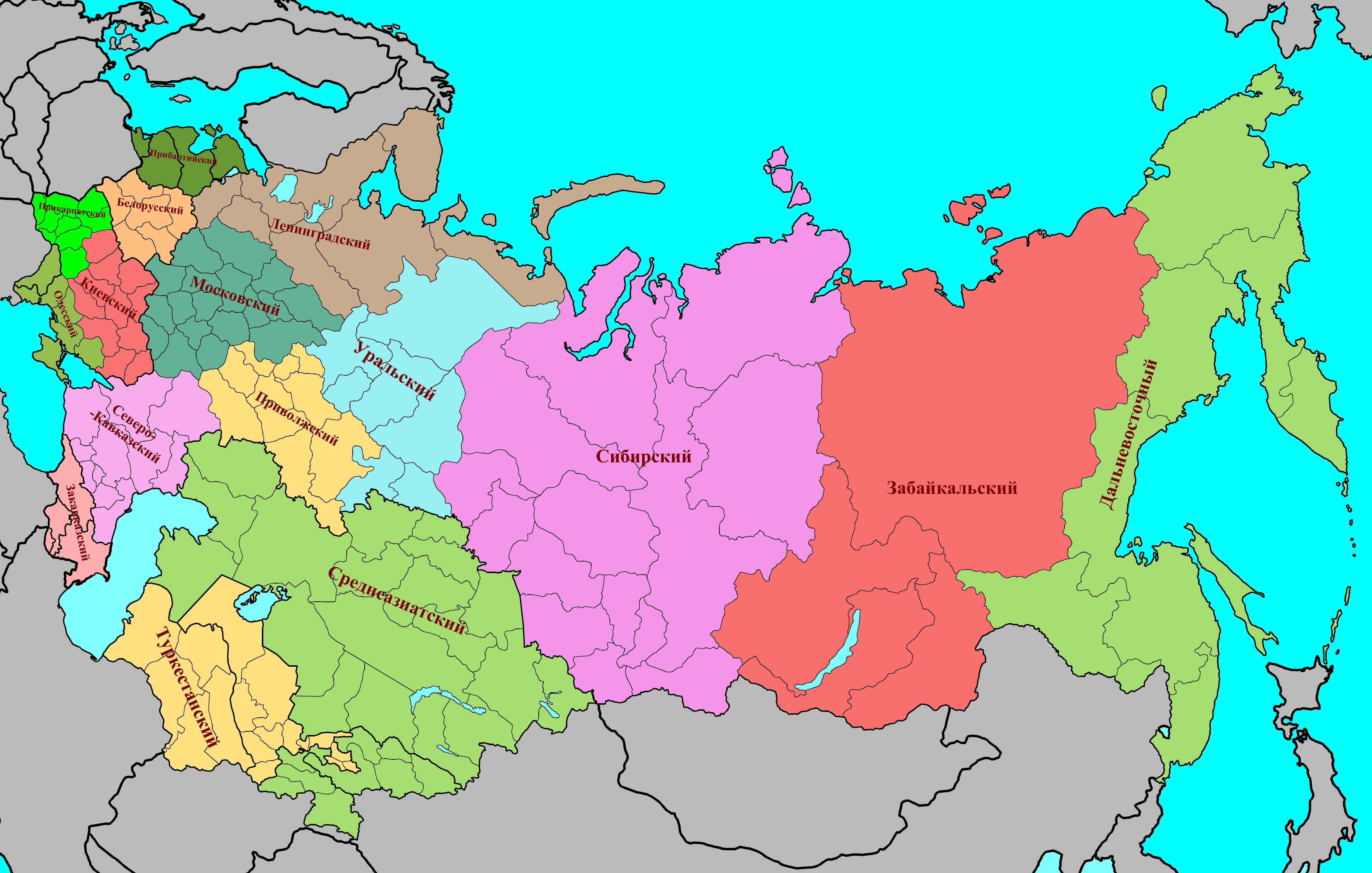
Военные округа СССР на январь 1989 года

В ходе событий 1991 года наряду с «парадом суверенитетов» бывших советских республик начал проводиться в жизнь принцип «новым независимым государствам — собственные вооружённые формирования».
Подписанию в Беловежской пуще Соглашения о Содружестве Независимых Государств предшествовало совещание в союзном министерстве обороны, на котором министры обороны суверенных государств, ещё входивших в состав СССР, договорились о долевом участии в формировании военного бюджета страны.
Участники встречи в Алма-Ате 21 декабря фактически лишили Горбачёва полномочий Верховного Главнокомандующего Вооружёнными Силами СССР, поручив командование Вооружёнными Силами министру оборону СССР маршалу авиации Евгению Шапошникову.
30 декабря 1991 года в Минске состоялась встреча глав государств СНГ, в ходе которой страны — участницы СНГ подписали ряд документов по военным вопросам, в соответствии с которыми Министерство обороны СССР подлежало ликвидации, а вместо него создавалось Главное командование Объединённых Вооружённых сил СНГ. Государства СНГ получили право создавать собственные вооружённые силы на базе частей и подразделений Вооружённых Сил СССР, которые дислоцировались на территории этих государств, за исключением тех из них, которые признавались «стратегическими силами» и должны были остаться под объединённым командованием СНГ. Дальнейшие события, однако, показали, что у руководителей, подписавших пакет военных документов, не было единого представления ни о том, что входит в понимание «стратегические силы», ни о том, каков должен быть статус и условия размещения этих сил на территории новых государств.
Примерно с конца января 1992 года Министерство обороны СССР стало фактически называть себя главным командованием Вооружённых Сил СНГ. Лишь 14 февраля 1992 года Совет глав государств СНГ официально назначил Шапошникова Главнокомандующим Объединёнными Вооружёнными Силами (ОВС) СНГ. И только лишь 20 марта того же года на базе Министерства обороны СССР официально создано Главное командование (Главкомат) ОВС СНГ.
В течение первых месяцев существования СНГ лидеры основных союзных республик обсуждали вопрос о формировании единых вооружённых сил СНГ, однако этот процесс развития не получил. До мая 1992 года после отставки Михаила Горбачёва т. н. ядерный чемоданчик находился у главкома ОВС СНГ Евгения Шапошникова.

#### Россия
Первое военное ведомство появилось в РСФСР в соответствии с законом «О республиканских министерствах и государственных комитетах РСФСР» от 14 июля 1990 года, и носило название «Государственный комитет РСФСР по общественной безопасности и взаимодействию с Министерством обороны СССР и КГБ СССР». В 1991 году несколько раз переименован.
Должность министра обороны РСФСР временно учреждена 19 августа 1991 года из-за выступления ГКЧП и её занял и. о. председателя Госкомитета РСФСР по оборонным вопросам Константин Кобец. 9 сентября 1991 года должность упразднена. Также власти РСФСР предпринимали во время путча 1991 года попытки учреждения Российской гвардии, формирование которой было поручено президентом Ельциным вице-президенту Руцкому.
В ряде городов, в первую очередь в Москве и Санкт-Петербурге, начался приём добровольцев; в Москве этот набор был прекращён 27 сентября 1991 года, к этому времени в предполагаемую Московскую бригаду национальной гвардии РСФСР было отобрано около 3 тыс. чел.
Был подготовлен проект соответствующего указа Президента РСФСР, однако он так и не был подписан, и формирование национальной гвардии было прекращено.
6 ноября 1991 года указом Президента РСФСР № 172 была утверждена структура правительства, в которой предусматривалось существование министерства обороны РСФСР. Постановлением Правительства РСФСР № 3 от 13 ноября 1991 года Государственный комитет РСФСР по оборонным вопросам временно включён в структуру Правительства РСФСР, до образования республиканского Министерства обороны.
16 марта 1992 года на базе Министерства обороны СССР было создано Министерство обороны Российской Федерации. С этого момента и до 18 мая 1992 года Борис Ельцин был и. о. министра обороны РФ.
Вооружённые силы Российской Федерации образованы указом Президента Российской Федерации Бориса Ельцина от 7 мая 1992 года № 466 «О создании Вооружённых Сил Российской Федерации». Под юрисдикцию РФ переходили воинские части, учреждения и организации Вооружённых Сил бывшего СССР, дислоцировавшиеся на территории РСФСР/Российской Федерации, а также группировки войск и сил флота за пределами России (Список российских военных объектов за рубежом): 8 военных округов (Ленинградский, Московский, Приволжский, Северо-Кавказский, Уральский, Сибирский, Забайкальский и Дальневосточный), большая часть группировки бывших советских войск в Восточной Европе, группы советских военных специалистов в странах Азии, Африки и Латинской Америки, а также 14-я гвардейская общевойсковая армия, дислоцированная в Молдове (Приднестровье), части и соединения бывших Прибалтийского (преобразован в Северо-Западную группу войск) и Закавказского (преобразован в Группу российских войск в Закавказье) военных округов, пограничные соединения бывшего Среднеазиатского пограничного округа КГБ СССР (на его базе создана Группа Пограничных войск Российской Федерации в Республике Таджикистан).
7 мая 1992 года Борис Ельцин, ссылаясь на Конституцию, объявил о вступлении в должность Верховного Главнокомандующего Вооружёнными Силами Российской Федерации, хотя действовавшая на тот момент редакция Конституции РСФСР не предусматривала данной должности. 24 сентября 1992 года Верховный Совет РФ принял закон «Об обороне», статья 5 которого предусматривала статус президента страны как Верховного Главнокомандующего Вооружёнными Силами Российской Федерации, а 9 декабря 1992 года Съезд народных депутатов России внёс соответствующее изменение в Конституцию Российской Федерации, которое вступило в силу 12 января 1993 года.
23 мая 1992 года в соответствии с указом о создании Вооружённых Сил РФ министр обороны Павел Грачёв издал соответствующий приказ № 16.
1 января 1993 года вместо устава Вооружённых сил СССР вступили в действие временные общевоинские уставы Вооружённых сил Российской Федерации. 15 декабря 1993 принят Устав Вооружённых сил РФ.
С момента распада СССР российские войска оказались втянуты в ряд войн и вооружённых конфликтов на территории бывшего Союза:
- Карабахский конфликт;
- Вооружённый конфликт в Приднестровье (1992);
- Гражданская война в Таджикистане (1992—1997);
- Военный переворот в Грузии (1991—1992);
Гражданская война в Грузии (1993);
Война в Абхазии (1992—1993);
Конфликт в Южной Осетии (1991—1992);
- Осетино-ингушский конфликт (1992);
- Первая и Вторая чеченские войны (1994—2009);
Война в Дагестане (1999);
- Война в Грузии (2008);
- Борьба с терроризмом на Северном Кавказе (2009—2017).
- Российско-украинская война (с 2014):
Аннексия Крыма (2014);
Вооружённый конфликт в Донбассе (2014—2022);
Инцидент в Керченском проливе (2018);
Российско-украинский кризис (2021—2022);
Полномасштабное вторжение России на Украину (c 2022);
Аннексия оккупированных территорий Украины (2022);
Вооружённый мятеж Евгения Пригожина и ЧВК «Вагнер» (2023);
Рейды РДК и легиона «Свобода России» в Брянскую и Белгородскую области (2023), Белгородскую и Курскую области (2024);
Бои в Курской области (с 2024).

С 2015 по 2024 год российские войска участвовали в военной операции в Сирии. Она стала первой в истории постсоветской России, когда ВС РФ приняли участие в активных боевых действиях за пределами бывшего СССР.
По состоянию на начало 2022 года в рядах Вооружённых сил России служило около 900 000 человек; ещё 2 000 000 находились в запасе. Формируются по призыву и контракту.

#### Европейская часть СССР
Три советские республики, географически полностью находящееся в Восточной Европе (Беларусь, Молдова и Украина) взяли курс на строительство собственных национальных вооружённых сил на основе частей и соединений Советской Армии, дислоцированных на их территориях.
  Беларусь
К моменту распада СССР на территории Белорусской ССР располагался Белорусский военный округ численностью до 180 тыс. военнослужащих. В мае 1992 года округ был упразднён, а всем военнослужащим было предложено присягнуть на верность независимой Республике Беларусь либо уволиться. Ядерное оружие было вывезено на территорию Российской Федерации.
На сегодняшний день Вооружённые силы Республики Беларусь (бел. Узброеныя сілы Рэспублікі Беларусь) насчитывают до 69 тыс. чел. Формируются по призыву и контракту.
 Молдова

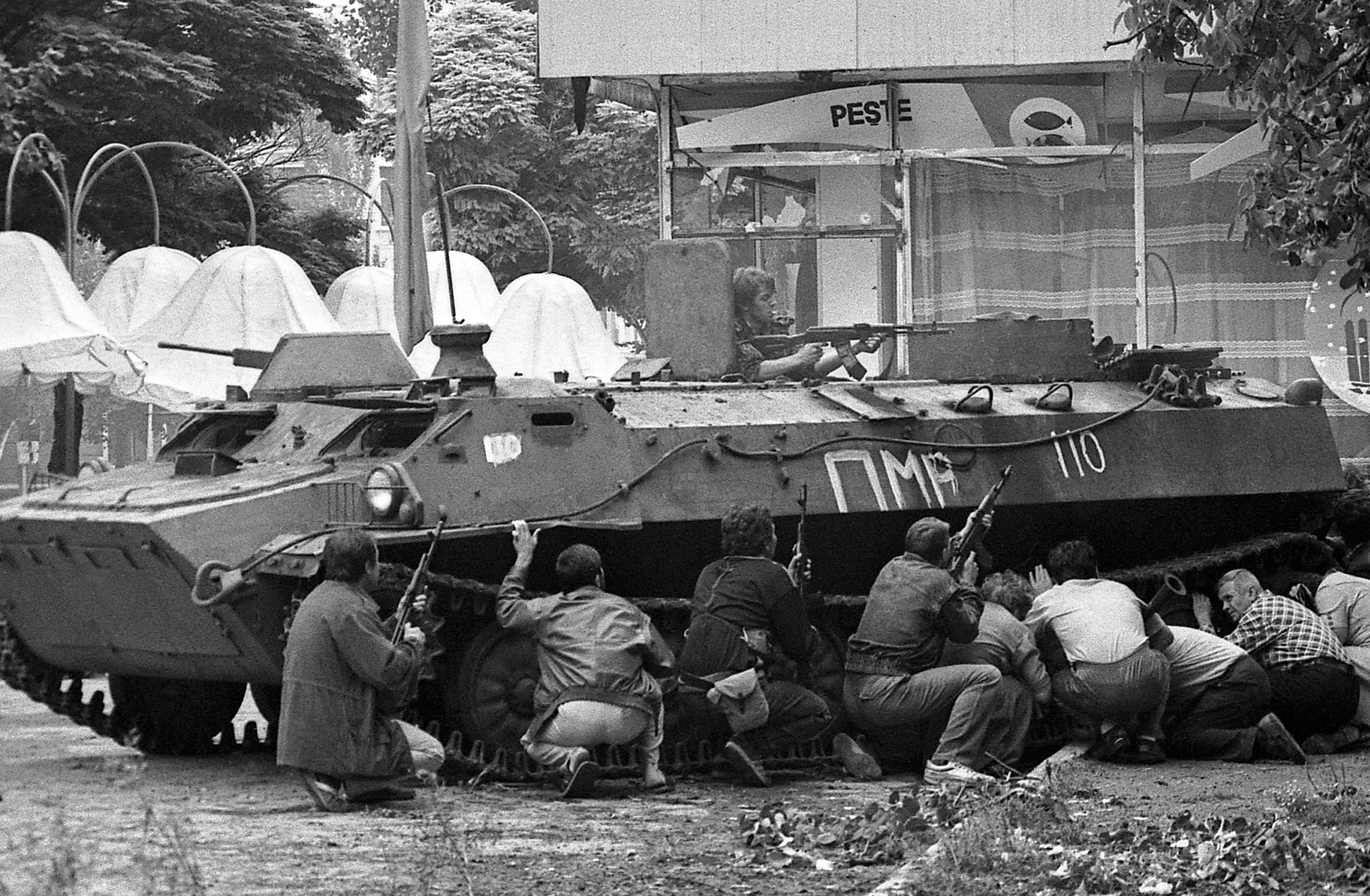
Битва за Бендеры во время Преднестровского конфликта, 1992 г.

При распаде СССР в Молдавской ССР были размещены войска и силы Одесского военного округа, основу которых составляли формирования 14-й гвардейской общевойсковой армии (управление армии в г. Тирасполь), дислоцировавшиеся как на территории Молдовы, так и на территории Украины. Кроме частей 14-й армии на территории Молдовы дислоцировались части окружного подчинения.
В связи с обострением Приднестровского конфликта, который с марта 1992 года перешёл в боевые действия, в процесс раздела войск 14-й армии вмешалась Российская Федерация, которая вывела под свою юрисдикцию все формирования 14-й армии, находившиеся восточнее реки Днестр (управление армии, отдельные части при нём и 59-я гвардейская мотострелковая дивизия). В результате Республика Молдова получила из войск и сил Одесского военного округа только те формирования, что находились на её территории западнее Днестра (вне самопровозглашённой Приднестровской Молдавской Республики).
В настоящее время Вооружённые силы Республики Молдова (рум. Forţele Armate ale Republicii Moldova) насчитывают до 65 тыс. человек. Формируются по призыву и контракту. Параллельно на левом берегу Днестра расположена Оперативная группа российских войск, которая является прямой наследницей 14-й армии и выполняет миротворческую миссию в регионе. В свою очередь непризнанная ПМР имеет собственные вооружённые силы численностью до 5500 человек, которые формируются по призыву и контракту.
  Украина
На момент распада СССР на территории Украинской ССР находились три военных округа (Киевский, Одесский и Прикарпатский), в их состав входили многочисленные соединения Сухопутных Войск, одна ракетная армия, четыре воздушных армии, армия ПВО и Черноморский Флот. 24 августа 1991 года Украина согласно Акту о провозглашении независимости и результатам всеукраинского референдума начала создавать суверенное независимое государство. В соответствии с постановлением Верховного Совета Украины «О воинских формированиях на Украине» все воинские формирования Вооружённых сил СССР, дислоцированные на её территории, были формально подчинены Верховному Совету Украины.
На время провозглашения Украиной независимости численность войск на её территории насчитывала около 700 000 человек. С 24 августа 1991 года под юрисдикцию Украины перешли: 14 мотострелковых, 4 танковые, 3 артиллерийских дивизии и 8 артиллерийских бригад, 4 бригады спецназа, 2 воздушно-десантные бригады, 9 бригад ПВО, 7 полков боевых вертолётов, три воздушных армии (около 1100 боевых самолётов) и отдельная армия ПВО.
На Украине дислоцировались 1 272 межконтинентальные баллистические ракеты с ядерными боеголовками, насчитывались также большие запасы обогащённого урана. Стратегические ядерные силы, дислоцированные на территории Украины, имели 176 межконтинентальных баллистических ракет, а также около 2600 единиц тактического ядерного оружия. Ядерное оружие было вывезено на территорию Российской Федерации.
6 декабря Верховный Совет Украины принял закон «О Вооружённых силах» и «Об обороне», официально провозгласив создание своих национальных вооружённых сил на базе объединений, соединений и частей ВС СССР, которые дислоцировались на её территории. Характерными признаками того периода были одновременное формирование правовой основы деятельности вооружённых сил, реорганизация их структуры, создание соответствующих систем управления, обеспечения и других элементов, необходимых для их функционирования. Кроме того, становление новой украинской армии сопровождалось значительным сокращением военных структур, численности личного состава, количества вооружений и военной техники.
На начало 2022 года Вооружённые силы Украины (укр. Збройні сили України) насчитывали до 255 тыс. человек. Формируются по контракту и призыву.
С конца зимы — начала весны 2014 года украинские войска вовлечены в российско-украинскую войну: с 7 апреля 2014 года участвуют в боевых действиях на востоке страны, а с 24 февраля 2022 года отражают полномасштабное вторжение России.

#### Страны Балтии
После распада СССР и подписания соответствующих договоров, вывод частей Советской (с 1992 года — Российской) Армии из этих стран был закончен в 1994 году. Часть вооружения и техники бывшего Прибалтийского военного округа послужили основой для создания собственных национальных армий Латвии, Литвы и Эстонии.
29 марта 2004 года Латвия, Литва и Эстония официально стали членами НАТО: в состав Объединённых вооружённых сил Североатлантического Альянса вошли и армии стран Балтии.
 Латвия
В Латвии сформированы Национальные вооружённые силы (латыш. Latvijas Nacionālie bruņotie spēki) численностью до 6 тыс. чел.
 Литва
В Литве сформированы Вооружённые силы (лит. Lietuvós ginkluótosios pájėgos) численностью до 16 тыс. чел., формировавшихся на основе призыва (до 2009, с 2009 — на контрактной основе), а также добровольцев.
 Эстония
В Эстонии в период 1991—2001 годов в соответствии с решением Верховного Совета Эстонии от 3 сентября 1991 года сформированы Силы обороны (эст. Kaitsejõud, рус. Ка́йтсейыюд); формируются на основе призыва) численностью около 4500 чел. и добровольную военизированную организацию «Союз обороны» (эст. Kaitseliit, рус. Ка́йтселийт) численностью до 10 тыс. чел.

#### Южный Кавказ
В 1989—1992 годах в условиях обострения внутриполитической обстановки в Закавказье (война в Нагорном Карабахе, грузино-абхазский и грузино-югоосетинский конфликты, гражданская война в Грузии) был осуществлён частичный вывод войск Закавказского военного округа из районов вооружённых столкновений, значительно сокращён боевой и численный состав. Часть личного состава и вооружения округа стали основой для формирования собственных национальных армий независимых Азербайджана, Армении и Грузии.
Указом Президента РФ от 19 марта 1992 года № 260 Закавказский военный округ был временно взят под юрисдикцию Российской Федерации. В январе 1993 года округ преобразован в Группу российских войск в Закавказье, которая просуществовала до 2007 года.
  Азербайджан
Летом 1992 года Министерство Обороны Азербайджана выдвинуло ультиматум ряду частей и соединений Советской Армии, дислоцированных на территории республики, передать вооружение и военную технику новым властям во исполнение указа президента Азербайджана. В результате к концу 1992 года Азербайджан получил достаточно техники и оружия, чтобы сформировать четыре мотопехотные дивизии.
Формирование Национальной армии Азербайджанской Республики (азерб. Azərbaycan Milli Ordusu) проходило в условиях Карабахской войны с Арменией, в которой Азербайджан потерпел поражение.
 Армения
Формирование Вооружённых сил Республики Армения (арм. Հայաստանի Հանրապետության զինված ուժեր — Хайастани Ханрапетутян Зинвац Ужер) началось с января 1992 года, когда уже вовсю полыхала Карабахская война с Азербайджаном, по результатам которой Армения одержала победу.
В связи с тем, что на момент распада СССР на территории Армении не оказалось ни одного военного училища, офицеры национальной армии обучаются в России.
  Грузия
Первые национальные вооружённые формирования существуют в Грузии уже на момент распада СССР (Национальная Гвардия, основанная 20 декабря 1990 года, также военизированные формирования Мхедриони). Источником оружия для разнообразных формирований становятся части и соединения распадающейся Советской Армии. В дальнейшем формирование грузинской армии происходит в обстановке резкого обострения грузино-абхазского и грузино-югоосетинского конфликтов, а также вооружённых столкновений между сторонниками и противниками первого президента Грузии Звиада Гамсахурдиа.
Численность Вооружённых сил Грузии (груз. საქართველოს შეიარაღებული ძალები — Сакартвелос Шеиарагебули Дзалеби) доходит до 37 тыс. чел.
С момента провозглашения независимости страны грузинские войска оказались втянуты в ряд войн и вооружённых конфликтов на своей территории (в том числе — с участием регулярной российской армии).

#### Центральная Азия
Во всех центральноазиатских республиках бывшего СССР также проходило создание национальных вооружённых сил на основе частей и соединений Советской Армии, дислоцированных на их территориях, а именно — Туркестанского и Среднеазиатского военных округов. Тем не менее в некоторых республиках Средней Азии создание собственных военизированных формирований проходило в условиях кризиса власти, а в ряде случаев — и вооружённых конфликтов (Гражданская война в Таджикистане). Почти весь периметр Государственной границы бывшего СССР с Ираном, Афганистаном и Китаем с 1991-го до начала 2000-х годов охраняли российские пограничники, позже произошёл процесс официальной передачи внешней границы СНГ пограничным ведомствам соответствующих независимых республик.
  Казахстан
Первоначально правительство объявляет о намерении сформировать небольшую Национальную гвардию численностью до 20 тыс. чел., возложив основные задачи по обороне Казахстана на Вооружённые силы СНГ. Однако уже 7 мая 1992 года президент Казахстана издал указ о формировании национальных вооружённых сил.
В настоящее время в Вооружённых силах Республики Казахстан (каз. Қазақстан Республикасының Карулы Күштері) насчитывается до 74 тыс. чел. в регулярных войсках, и до 34,5 тыс. чел. в военизированных формированиях. Ядерное оружие было вывезено на территорию Российской Федерации. Армия формируется по призыву, срок службы — 1 год.
  Кыргызстан
Вооружённые силы Кыргызской Республики (кирг. Кыргыз Республикасынын Куралдуу Күчтөрү) образованы 29 мая 1992 г., когда указом президента республики Аскара Акаева под её юрисдикцию были взяты соединения и части Советской Армии, дислоцировавшиеся на территории Киргизской ССР.
Из сухопутных войск под юрисдикцию Кыргызстана отошли все формирования Туркестанского военного округа, находившиеся на момент распада на её территории. Основу советского наследия составили части окружного подчинения и неполный 17-й армейский корпус, части которого остались на территории Казахстана и Таджикистана.
  Таджикистан
Из всех стран-участников СНГ при разделе частей бывших советских вооружённых сил Таджикистан оказался самым обделённым.
Из-за набиравшей обороты гражданской войны власти республики были не в состоянии как приступить к военному строительству, так и удержать контроль над государством. Фактически Вооружённые силы Республики Таджикистан (тадж. Қувваҳои Мусаллаҳи Ҷумҳурии Тоҷикистон) начали создаваться не на базе частей и соединений бывшей Советской Армии, а на основе незаконных вооружённых формирований, создаваемых полевыми командирами, которые противостояли группировкам радикальных исламистов.
В 1992 году для передачи под таджикскую юрисдикцию подготавливалась 201-я мотострелковая дивизия и другие части бывшей Советской Армии, дислоцированные на территории республики. Но ввиду отказа властей республики приступать к созданию собственных вооружённых сил все формирования бывших ВС СССР на таджикской территории вошли в состав Объединённых вооружённых сил СНГ под контролем России, Казахстана, Кыргызстана и Узбекистана.
Личный состав 201-й мотострелковой дивизии с 1991 года был сокращён до минимального количества, необходимого только для охраны боевой техники. Российское военное руководство склонялось к принятию решения о полном выводе личного состава с передачей боевой техники таджикской стороне. Руководство Узбекистана категорически воспротивилось передаче вооружения, считая, что оно попадёт в руки вооружённой оппозиции.
В результате захвата 25 сентября 1992 года офицерами 191-го мотострелкового полка нескольких танков полка, власти Узбекистана заявили о принятии решительных мер по установлению контроля над бывшими частями Советской Армии на территории Таджикистана с целью недопущения «растаскивания вооружения». Через двое суток, 27 сентября, подразделения 15-й отдельной бригады специального назначения Узбекистана взяли под свой контроль военный городок 191-го мотострелкового полка в Курган-Тюбе.
Узбекистан потребовал от России пересмотра подхода к дальнейшей судьбе 201-й мотострелковой дивизии. В результате 28 сентября в Таджикистан были переброшены подразделения сил специального назначения России с целью недопущения захвата вооружения отрядами исламистов и усиления личного состава 201-й дивизии.
Помимо этого, Узбекистан ввёл в Таджикистан свои войска и приступил к формированию вооружённых отрядов Народного Фронта Таджикистана.
В 1993 году в Таджикистане было начато полноценное строительство вооружённых сил, в котором большое участие приняли власти Узбекистана, включая вопросы по поставке вооружений и боеприпасов и организационной работы по созданию формирований. Со спадом гражданской войны и нормализацией ситуации в республике некоторые военные объекты поэтапно были переданы из юрисдикции Узбекистана и России таджикской стороне. С 1998 по ноябрь 2004 года Пограничной службе Республики Таджикистан была поэтапно передана под охрану граница с Афганистаном и Китаем со всеми военными объектами, ранее принадлежавшими Пограничной службе Российской Федерации. В 2004 году на базе 201-й дивизии была образована 201-я российская военная база, пребывание российских войск в Таджикистане продлено до 2042 года.
В наши дни Вооружённые Силы Таджикистана насчитывают около 16 тыс. человек. Комплектуется смешанным способом по контракту и призыву. Срок службы по призыву составляет два года, для окончивших высшее учебное заведение — один год.
  Туркменистан
При разделе кораблей и катеров Каспийской флотилии ВМФ СССР Туркменистана отказалась от своей доли (25 % плавсредств) в пользу России.
Из частей центрального подчинения Туркменистана отошёл только 152-й отдельный десантно-штурмовой батальон, созданный на базе 56-й отдельной гвардейской воздушно-десантной бригады. 56-я бригада подчинялась Командованию ВДВ и дислоцировалась в г. Иолотань до октября 1992 года.
Ныне Вооружённые силы Туркменистана (туркм. Türkmenistanyň Ýaragly Güýçleri) насчитывают около 36 тысяч человек .
 Узбекистан
В состав Вооружённых сил Республики Узбекистан (узб. Ўзбекистон Қуролли Кучлари, O‘zbekiston Qurolli Kuchlari) из сухопутных войск вошли все формирования окружного подчинения Туркестанского военного округа, которые дислоцировались на территории Узбекской ССР. От Войск ПВО СССР Узбекистану достались некоторые части от 12-й отдельной армии ПВО.
От ВВС СССР Узбекистан унаследовал 8 авиационных полков. Из войск центрального подчинения Узбекистану отошло управление создаваемой заново 105-й гвардейской воздушно-десантной дивизии, дивизионный комплект частей и 387-й отдельный парашютно-десантный полк, которые были дислоцированы в г. Фергана.
Узбекистану отошли также три высших военно-учебных заведения, расположенные в Ташкенте и Самарканде.
Численность Сухопутных войск Узбекистана сегодня составляет 40 тыс. человек.

### Раздел Черноморского флота
С августа 1992 года Черноморский флот существовал как объединённый флот России и Украины, для кораблей и судов которого был предусмотрен Военно-морской флаг Черноморского флота.
Несколько лет флот сохранял неопределённый статус и служил источником трений между двумя государствами.
Статус бывшего Черноморского флота СССР был урегулирован только в 1997 году с его разделом между Россией и Украиной. 12 июня 1997 года на кораблях российского Черноморского флота был поднят исторический Андреевский флаг.

### Ядерное оружие
В результате распада СССР число ядерных держав увеличилось, так как на момент подписания Беловежских соглашений советское ядерное оружие дислоцировалось на территории четырёх союзных республик: России, Украины, Беларуси и Казахстана.
Решение о вывозе в Россию тактических ядерных боеприпасов было принято во время Беловежских соглашений в виде подписанного 21 декабря 1991 года Соглашения о совместных мерах в отношении ядерного оружия. Уже весной 1992 года все тактические ядерные боеприпасы с территории бывшего СССР были вывезены в Россию. Стратегические ядерные боеприпасы распределялись следующим образом:
| Страна    | МБР  | БРПЛ | Авиа | Всего |
| --------- | ---- | ---- | ---- | ----- |
| Россия    | 3970 | 2652 | 271  | 6893  |
| Украина   | 1240 | Нет  | 372  | 1612  |
| Казахстан | 980  | Нет  | 240  | 1220  |
| Беларусь  | 81   | Нет  | Нет  | 81    |
| Итого     | 6171 | 2652 | 883  | 9806  |

Судьба стратегических ядерных вооружений была решена в рамках подписания Россией, Украиной, Казахстаном, Беларусью и США дополнительного соглашения к СНВ-1, известного как Лиссабонский протокол. Подписание состоялось 23 мая 1992 года в Лиссабоне. Протокол оговаривал что Беларусь, Казахстан, Россия и Украина являются правопреемниками СССР по условиям Договора СНВ-1. Также протокол оговаривал обязательства Беларуси, Казахстана и Украины избавиться от ядерных вооружений и присоедниниться к Договору о нераспространении ядерного оружия на правах государств, не обладающих ядерным оружием.
Согласно лиссабонским договорённостям они вступали в силу после ратификации всеми сторонами, подписавшими Лиссабонский протокол. Однако белорусское, казахстанское и украинское руководство настаивало на компенсации за вывод стратегических ядерных вооружений со своей территории.
Беларусь
4 февраля 1993 года парламент Беларуси ратифицировал Лиссабонский протокол. 22 июля 1993 года Беларусь присоединилась к ДНЯО в качестве безъядерного государства. В обмен Беларусь получила средства на ликвидацию боезарядов и их носителей на территории государства в рамках американской Программы совместного уменьшения угрозы («Программа Нанна-Лугара»). Также существовал ряд программ помощи со стороны Германии, Швеции и Японии по повышению уровня безопасности на ядерно-опасных объектах Беларуси.
Казахстан
2 июля 1992 года парламент Казахстана ратифицировал Лиссабонский протокол. 12 февраля 1994 года Казахстан присоединился к ДНЯО в качестве безъядерного государства. Так как на территории республики оказалось множество ядерно-опасных объектов, включая объекты с высокообогащённым ураном и плутонием, Казахстан получил ряд программ и сделок по снижению опасности, исходящей от них. В их числе была помощь в рамках программы Нанна-Лугара (85 млн долларов) и выкуп США высокообогащённого урана.
Украина
Несмотря на заявленный ещё в 1991 году Верховной Радой безъядерный статус Украины позиция Украины при ратификации Лиссабонского протокола оказалась более сложной. Компенсацию за безъядерный статус правительство Украины оценило в $2,8 млрд и требовало гарантий безопасности от всех держав, официально обладающих ядерным оружием (России, США, Великобритании, Франции и Китая). 18 ноября 1993 года Верховная Рада ратифицировала Договор СНВ-1 с односторонними изменениями, которые оговаривали сохранение за Украиной ядерных вооружений. США и Россия не приняли эту ратификацию. После интенсивных переговоров 3 февраля 1994 года Верховная Рада ратифицировала оригинальные Договор СНВ-1 и Лиссабонский протокол. 16 ноября 1994 года Украина присоединилась к ДНЯО в качестве безъядерного государства. В качестве компенсации Украина получила порядка 500 млн долларов по программе Нанна-Лугара. Также США увязали заключение контракта по соглашению ВОУ-НОУ с поставками Россией ядерного топлива для украинских АЭС на сумму 160 млн долларов в качестве компенсации за ядерное оружие.
Будапештский меморандум
5 декабря 1994 года лидерами Украины, США, России и Великобритании был подписан Меморандум о гарантиях безопасности в связи с присоединением Украины к Договору о нераспространении ядерного оружия (Будапештский меморандум), подтверждавший выполнение в отношении Украины положений Заключительного акта СБСЕ, Устава ООН и Договора о нераспространении ядерного оружия как не обладающего ядерным оружием государства-участника Договора.

### Статус космодрома Байконур
Расположенный на территории Республики Казахстан крупнейший советский космодром Байконур с распадом СССР оказывается в критическом положении в связи с сокращением финансирования. Статус космодрома урегулирован в 1994 году с заключением с казахстанской стороной договора о долгосрочной аренде. Сейчас комплекс арендуется Россией у Казахстана (договор на период до 2050 года).

### Отмена единого советского гражданства
Распад СССР повлёк за собой введение новыми независимыми государствами своего гражданства и замену советских паспортов на национальные. В России замена советских паспортов окончилась только в 2004 году, в непризнанной Приднестровской Молдавской Республике они сохраняют хождение по сей день.
Гражданство России (на тот момент — гражданство РСФСР) введено Законом «О гражданстве Российской Федерации» от 28 ноября 1991 года, который вступил в силу с момента опубликования 6 февраля 1992 года. В соответствии с ним, гражданство Российской Федерации предоставлено всем гражданам СССР, постоянно проживающим на территории РСФСР на день вступления в силу закона, если в течение года после этого они не заявят об отказе от гражданства. 9 декабря 1992 года вышло постановление правительства РСФСР № 950 «О временных документах, удостоверяющих гражданство Российской Федерации». В соответствии с этими нормативными актами населению были выданы вкладыши в советские паспорта о российском гражданстве.
В 2002 году вступил в силу новый Закон «О гражданстве Российской Федерации», устанавливающий гражданство в соответствии с этими вкладышами. В 2004 году, как отмечалось выше, проводилась замена советских паспортов на российские.

### Статус Калининграда
С распадом СССР территория Калининградской области, включённая в состав СССР после Второй мировой войны и на 1991 год административно входившая в состав РСФСР, вошла также в состав современной Российской Федерации. Вместе с тем она оказалась отрезана от остальных областей РФ литовской и польской территорией.
В начале 2000-х годов, в связи с намечаемым вхождением Литвы в Евросоюз, а затем — в Шенгенскую зону, статус транзитного наземного сообщения Калининграда с остальными территориями РФ стал вызывать определённые трения между властями РФ и Евросоюза.

### Статус Крыма
29 октября 1948 года Севастополь стал городом республиканского подчинения в составе РСФСР (принадлежность или непринадлежность к Крымской области при этом законами не уточнялась). Крымская область была передана в 1954 году законом СССР  из состава РСФСР в состав Советской Украины, в рамках празднования 300-летия Переяславской рады («воссоединение России и Украины»). В результате распада СССР в составе независимой Украины оказалась область, большинство населения которой составляют этнические русские (58,5 %), были сильны пророссийские настроения, и размещён Черноморский флот РФ (Севастополь был основным городом базирования Черноморского флота).

### Делимитация границ между бывшими советскими республиками
В результате распада СССР возникла неопределённость границ между бывшими союзными республиками. Процесс делимитации границ растянулся до 2000-х годов. Делимитация российско-казахстанской границы проведена только в 2005 году.
Эстоно-латвийская граница к моменту вступления обеих стран в Евросоюз была фактически разрушена. 18 мая 2005 года главы МИД России и Эстонии Сергей Лавров и Урмас Паэт подписали «Договор между Правительством Эстонской Республики и Правительством Российской Федерации об эстонско-русской границе» и «Договор между Правительством Эстонской Республике и Правительством Российской Федерации о делимитации морских зон в Финском заливе и в заливе Нарва», закрепившие российско-эстонскую границу по существовавшей в советские времена административной границе между РСФСР и Эстонской ССР с уступкой друг другу по 128,6 га суши и по 11,4 км² поверхности озёр.
3 сентября 2010 года был подписан «Договор о государственной границе между Азербайджанской Республикой и Российской Федерацией» и соглашение о рациональном использовании и охране водных ресурсов реки Самур, по которым 390-километровый участок азербайджано-российской границы проходит от точки стыка России, Азербайджана и Грузии до Каспийского моря посреди реки.
Между рядом новых независимых государств граница по состоянию на декабрь 2007 году не делимитирована.
Отсутствие делимитированной границы между Россией и Украиной в Керченском проливе привело к конфликту из-за острова Тузла. Разногласия по поводу границ привели к территориальным претензиям Эстонии и Латвии к России. Однако, некоторое время назад[когда?] был подписан и в 2007 году вступил в силу Пограничный договор между Россией и Латвией, разрешивший все болезненные вопросы.

## Распад СССР с точки зрения права

### Законодательство СССР
Статья 72 Конституции СССР 1977 года определяла:

За каждой союзной республикой сохраняется право свободного выхода из СССР.
Порядок реализации этого права, закреплённый Законом, соблюдён не был (см. выше), однако был легитимизирован, главным образом, внутренним законодательством союзных республик, вышедших из СССР, а также последующими событиями, например их международно-правовым признанием со стороны мирового сообщества — все 15 бывших союзных республик признаются мировым сообществом как независимые государства и представлены в ООН.

### Международное право
СССР для подписавших договор о создании СНГ является третьим государством (то есть не является государством-предшественником). Россия объявила себя продолжателем СССР, что было признано почти всеми остальными государствами. Латвия, Литва и Эстония объявили себя продолжателями соответствующих государств, существовавших в 1918—1940 годах, Грузия объявила себя продолжателем Республики Грузия 1918—1921 годов, Молдова не является продолжателем МССР, поскольку был принят закон, в котором указ о создании МССР назван незаконным, что воспринимается властями ПМР как юридическое обоснование претензий ПМР на независимость. Азербайджан объявил себя продолжателем АДР, при этом сохраняя некоторые соглашения и договоры, принятые Азербайджанской ССР.

### Россия
После того, как в декабре 1995 года левые партии — в основном коммунисты и аграрии — получили в новой Государственной думе более сорока процентов мест, 14 марта 1996 года Совет Государственной думы внёс в повестку дня пленарного заседания подготовленный фракцией КПРФ, Аграрной группой и группой «Народовластие» проект постановления «Об углублении интеграции народов, объединявшихся в Союз ССР, и отмене Постановления Верховного Совета РСФСР от 12 декабря 1991 года». 15 марта 1996 года Государственная Дума Российской Федерации приняла два Постановления:
- № 156-II ГД «Об углублении интеграции народов, объединявшихся в Союз ССР, и отмене Постановления Верховного Совета РСФСР от 12 декабря 1991 года „О денонсации Договора об образовании СССР“»;
- № 157-II ГД «О юридической силе для Российской Федерации — России результатов референдума СССР 17 марта 1991 года по вопросу о сохранении Союза ССР».

Первое из Постановлений признавало утратившим силу соответствующее Постановление Верховного Совета РСФСР от 12 декабря 1991 года и устанавливало, «что законодательные и другие нормативные правовые акты, вытекающие из Постановления Верховного Совета РСФСР от 12 декабря 1991 года „О денонсации Договора об образовании СССР“, будут корректироваться по мере движения братских народов по пути все более глубокой интеграции и единения».
Вторым из Постановлений Государственная Дума объявила недействительным Беловежское соглашение в части роспуска СССР; Постановление, в частности, гласило:

1. Подтвердить для Российской Федерации — России юридическую силу результатов референдума СССР по вопросу о сохранении Союза ССР, состоявшегося на территории РСФСР 17 марта 1991 года.
2. Отметить, что должностные лица РСФСР, подготовившие, подписавшие и ратифицировавшие решение о прекращении существования Союза ССР, грубо нарушили волеизъявление народов России о сохранении Союза ССР, выраженное на референдуме СССР 17 марта 1991 года, а также Декларацию о государственном суверенитете Российской Советской Федеративной Социалистической Республики, провозгласившую стремление народов России создать демократическое правовое государство в составе обновлённого Союза ССР.
3. Подтвердить, что Соглашение о создании Содружества Независимых Государств от 8 декабря 1991 года, подписанное Президентом РСФСР Б. Н. Ельциным и государственным секретарем РСФСР Г. Э. Бурбулисом и не утвержденное Съездом народных депутатов РСФСР — высшим органом государственной власти РСФСР, не имело и не имеет юридической силы в части, относящейся к прекращению существования Союза ССР.— 
Борис Ельцин заявил, что последствия решения «непредсказуемы», поскольку, в частности, «становится непонятным статус всей России, а значит, и самой Думы», принявшей эти решения. Белорусский президент Александр Лукашенко, наоборот, приветствовал этот шаг российского парламента, в то время как президент Грузии Эдуард Шеварднадзе заявил, что «постановление Государственной Думы России может подорвать хрупкие ростки взаимного доверия и начавшиеся интеграционные процессы в Содружестве Независимых Государств». Реальных политических последствий данное решение не имело, но способствовало развитию интеграционных процессов между Россией и Беларусью. 2 апреля 1996 года между двумя государствами была достигнута договорённость об образовании Сообщества России и Беларуси.
Совет Федерации направил 19 марта 1996 года нижней палате Обращение № 95-СФ, в котором призвал Государственную Думу «вернуться к рассмотрению упомянутых актов и ещё раз тщательно проанализировать возможные последствия их принятия», ссылаясь на негативную реакцию «ряда государственных и общественных деятелей государств — участников Содружества Независимых Государств», вызванную принятием этих документов.
В ответном обращении к членам Совета Федерации, принятом Постановлением Государственной Думы от 10 апреля 1996 года № 225-II ГД, нижняя палата фактически дезавуировала свою позицию, выраженную в Постановлениях от 15 марта 1996 года, указав:

… 2. Принятые Государственной Думой Постановления носят прежде всего политический характер, дают оценку ситуации, сложившейся после развала Советского Союза, отвечая чаяниям и надеждам братских народов, их стремлению жить в едином демократическом правовом государстве. Более того, именно Постановления Государственной Думы способствовали заключению четырёхстороннего Договора между Российской Федерацией, Республикой Белоруссия, Республикой Казахстан и Киргизской Республикой об углублении интеграции в экономической и гуманитарной областях…
3. Договор об образовании СССР 1922 года, который Верховный Совет РСФСР «денонсировал» 12 декабря 1991 года, не существовал в качестве самостоятельного юридического документа. Первоначальный вариант этого Договора был подвергнут коренной переработке и уже в переработанном виде вошёл в Конституцию СССР 1924 года. В 1936 году была принята новая Конституция СССР, с вступлением в силу которой прекратила действовать Конституция СССР 1924 года, включая и Договор об образовании СССР 1922 года. Кроме того, Постановлением Верховного Совета РСФСР от 12 декабря 1991 года был денонсирован международный договор Российской Федерации, который в соответствии с кодифицированными Венской конвенцией о праве международных договоров 1969 года нормами международного права вообще не подлежал денонсации.
4. Принятые 15 марта 1996 года Государственной Думой Постановления никоим образом не отражаются на суверенитете Российской Федерации, а тем более других государств — членов Содружества Независимых Государств. В соответствии с Конституцией СССР 1977 года Российская Федерация, как и другие союзные республики, являлась суверенным государством. Это исключает всякого рода неправомерные утверждения о том, что якобы с принятием Государственной Думой Постановлений от 15 марта 1996 года Российская Федерация «прекращает» существовать как самостоятельное суверенное государство. Государственность не зависит ни от каких договоров или постановлений. Исторически она создаётся по воле народов.

5. Постановления Государственной Думы не ликвидируют и не могут ликвидировать Содружество Независимых Государств, которое в нынешних условиях фактически является реально существующим институтом и которое необходимо максимально использовать для углубления интеграционных процессов…— 
Таким образом, никаких практических последствий денонсация за собой не повлекла.

### Общие правовые оценки
Советский и российский учёный-правовед, политический деятель, первый мэр Санкт-Петербурга Анатолий Собчак считает, что принципиальный правовой порок соглашений, закреплявших юридическую сторону распада СССР, заключался в том, что аннулирование Договора об образовании СССР не сопровождалось обязанностью выходящих из СССР стран вернуться к границам, в которых они вошли в Союз. Российский учёный и руководитель Совета Межпарламентской ассамблеи СНГ в 1992—2004 годах Михаил Кротов считает, что в результате этих событий «оказались нарушены законные права России» на территории, входившие в её состав на момент подписания Договора об образовании СССР 1922 года:25.

## Оценки
Оценки распада СССР неоднозначны.
Противники СССР в холодной войне восприняли коллапс СССР как свою победу. Одним из многих свидетельств такого рода стало учреждение неофициальной награды — медали «За победу в холодной войне». В то же время в США, например, можно часто услышать и разочарование в победе: проигравшие холодную войну «русские» по-прежнему являются ядерной державой, защищают национальные интересы, вмешиваются во внешнеполитические споры и так далее. «Проигравший не проиграл… проигравший не считает, что проиграл… и не ведёт себя так, как потерпевший поражение с самого 1991 года», — сказал бывший командующий стратегическими ядерными силами США генерал Юджин Хабигер в интервью, показанном в телепередаче «Репетиция конца света» канала CNN.
По мнению обозревателя The New Times, «язык очень тонко чувствует общественные настроения: в России мало кто говорит о „распаде“, у нас словесным клише стал „развал СССР“».
25 апреля 2005 года Президент России В. Путин в послании Федеральному Собранию Российской Федерации назвал распад СССР «крупнейшей геополитической катастрофой века»:

Прежде всего, следует признать, что крушение Советского Союза было крупнейшей геополитической катастрофой века. Для российского же народа оно стало настоящей драмой. Десятки миллионов наших сограждан и соотечественников оказались за пределами российской территории. Эпидемия распада к тому же перекинулась на саму Россию.
— 
Аналогичное мнение в 2008 году высказал президент Беларуси А. Г. Лукашенко:

Развал Советского Союза был величайшей геополитической катастрофой 20 века, в первую очередь, из-за разрушения существовавшей системы биполярного мира. Многие надеялись, что окончание «холодной войны» станет избавлением от больших военных расходов, а высвободившиеся ресурсы будут направлены на решение глобальных задач — продовольственных, энергетических, экологических и других. Но эти ожидания не оправдались. На смену «холодной войне» пришла ещё более ожесточённая борьба за энергоресурсы. По сути, начался новый передел мира. В ход идут любые средства, вплоть до оккупации независимых государств.
— 
По мнению американского политолога и социолога Збигнева Бжезинского, высказанному в книге «Великая шахматная доска: главенство Америки и его геостратегические императивы»:

Короче говоря, Россия, являвшаяся до недавнего времени созидателем великой территориальной державы и лидером идеологического блока государств‑сателлитов, территория которых простиралась до самого центра Европы и даже одно время до Южно‑Китайского моря, превратилась в обеспокоенное национальное государство, не имеющее свободного географического доступа к внешнему миру и потенциально уязвимое перед лицом ослабляющих его конфликтов с соседями на западном, южном и восточном флангах. Только непригодные для жизни и недосягаемые северные просторы, почти постоянно скованные льдом и покрытые снегом, представляются безопасными в геополитическом плане.

Первый президент России Б. Н. Ельцин в 2006 году подчёркивал неизбежность распада СССР и отмечал, что, наряду с отрицательными, нельзя забывать о его положительных сторонах:

Но всё-таки не стоит забывать, что в последние годы в СССР людям жилось очень тяжело. И материально, и духовно, — добавил он. — Все сейчас как-то забыли, что такое пустые прилавки. Забыли, каково это — бояться высказать собственные мысли, идущие вразрез с «генеральной линией партии». А забывать это ни в коем случае нельзя.
— 
Аналогичное мнение неоднократно высказывал и бывший председатель Верховного Совета Беларуси С. С. Шушкевич, отмечавший, что гордится своим участием в подписании Беловежских соглашений, которые оформили фактически состоявшийся к концу 1991 года распад СССР.
В октябре 2009 года в интервью с главным редактором Радио «Свобода» Людмилой Телень первый и единственный президент СССР М. С. Горбачёв признал свою ответственность за развал СССР:

Людмила Телень: Вас до сих пор упрекают в том, что вы развалили Советский Союз?

Михаил Горбачёв: Это вопрос решённый. Развалил…

В апреле 2016 года на встрече со студентами в Московской школе экономики МГУ Михаил Горбачёв признал свою ответственность за распад Советского Союза:

Я старался сохранить, но сделать не сумел. <…> Нет, я считаю, что я вот за это несу ответственность. Меня же никто не снимал с работы, я сам ушёл, потому что не мог с ними справиться.

Согласно данным шестой волны регулярных международных опросов населения в рамках программы «Евразийский монитор» (2006 год), о распаде Советского Союза сожалеют 52 % опрошенных жителей Беларуси, 68 % — России и 59 % — Украины; не сожалеют, соответственно, 36 %, 24 % и 30 % респондентов; 12 %, 8 % и 11 % затруднились ответить на этот вопрос.
Согласно украинскому общенациональному опросу, проведённому Институтом социологии НАН Украины летом 2015 года, во всех регионах страны кроме западного распад СССР был назван одним из самых негативных исторических событий.

## Отказ от признания распада СССР
15 мая 1996 года Госдума РФ объявила беловежское соглашение о создании СНГ недействительным в части прекращения существования СССР. Реальных политических последствий данное решение не имело.
Некоторые партии и организации также отказались признать Советский Союз распавшимся (например, КПРФ, Большевистская платформа в КПСС). По мнению некоторых из них, СССР следует считать социалистической страной, оккупированной западными империалистическими державами, с помощью новых методов ведения войны вогнавших советский народ в информационно-психологический шок. Например, О. С. Шенин с 2004 года по 2009 год возглавлял отколовшуюся часть Союза компартий — КПСС вплоть до самой смерти. Сажи Умалатова до 2000-х годов вручала ордена и медали от имени самопровозглашённого Постоянного Президиума Съезда народных депутатов СССР. Риторика о предательстве «сверху» и призывы к освобождению страны от экономической и политической оккупации используются в политических целях полковником Квачковым, получившим в 2005 году существенную поддержку населения на выборах в Государственную думу.

### Книги
- Внутриполитические процессы в России и Украине и перспективы российско-украинских отношений в период 2014—2020 гг / Отв. редакторы - В. И. Пантин, В. В. Лапкин. — М.: ИМЭМО РАН, 2014. — 119 с. — (Библиотека Института мировой экономики и международных отношений). — 1500 экз. — ISBN 978-5-9535-0413-3.
- Гайдар Е. Т. Гибель империи: уроки для современной России. — 2-е изд., испр. и доп. — М.: РОССПЭН, 2007. — 448 с. — 8000 экз. — ISBN 5-8243-0759-8.
- Зенькович Н. А. 1991. СССР. Конец проекта. — М.: Олма Медиа Групп, 2009. — 576 с. — 2500 экз. — ISBN 978-5-373-02629-1.
- Рой Медведев. Советский Союз. Последние годы жизни. — М.: Время, 2015. — 416 с. — (Собрание сочинений Жореса и Роя Медведевых). — 2000 экз. — ISBN 978-5-9691-0859-2.
- Ферганская долина: этничность, этнические процессы, этнические конфликты / Редакторы: Сергей Абашин, Валентин Бушков. — М.: Наука, 2004. — 224 с. — (Антология). — 1050 экз. — ISBN 5-02-009809-4.
- Ергин, Дэниел. В поисках энергии: Ресурсные войны, новые технологии и будущее энергетики = Daniel Yergin "The Quest: Energy, Security, and the Remaking of the Modern World". — М.: Альпина Паблишер, 2016. — 720 p. — ISBN 978-5-9614-4379-0.
- Стивен Коэн. «Вопрос вопросов»: почему не стало Советского Союза? / перевод Ирины Давидян. — М.: АИРО-XXI, 2007. — 200 с. — (Первая публикация в России). — 3000 экз. — ISBN 5-91022-044-6.
- Лигачёв Е. К. Кто предал СССР? — М., «Алгоритм», 2015
- Мяло К. Г. Россия и последние войны XX века (1989—2000). К истории падения сверхдержавы. М.: Вече, 2002. 480 с., ISBN 5-7838-0994-2
- Мянович Т. Тень КГБ в ореоле Горбачёва. Немецкая книга о перестройке // Континент. М; Париж, 1992. № 71. С. 218.
- Нефёдов С. А., Алексеев В. В. Гибель Советского Союза в контексте истории мирового социализма // Общественные науки и современность. № 6, 2002, С. 66-77
- Панарин И. Н. Первая мировая информационная война. Развал СССР. — СПб.: «Питер», 2010. — 256 с. — (Вне серии). — 3000 экз. — ISBN 978-5-49807-753-6.
- Рыжков Н. И. Главный свидетель: дело о развале СССР — М. : Алгоритм, 2015
- Сэттер Д. Век безумия: распад и падение Советского Союза. — М.: Объединённое гуманитарное издательство, 2005. — 397 с. — ISBN 5-94282-302-2.
- Соловьёв А. В. Общественный строй России — вчера, сегодня, завтра. (Короткие ответы на острые вопросы) — Кострома: Б. и., 1994.
- Соловьёв А. В. Этюды о капитализме России XX века. (Становление капитализма в СССР) — Кострома: Б. и., 1995.
- Черняев А. С., Вебер А. Б., Палажченко П. Р., Славин Б. Ф., Логинов В. Т., Пучкова Л. Н., Королева Н. Ф., Александрова Т. А. Союз можно было сохранить. Белая книга: Документы и факты о политике М. С. Горбачёва по реформированию и сохранению многонационального государства. — 2-е изд., перераб. и доп. — М.: АСТ, 2007.
- Венгеров А. Б. Теория государства и права. — М.: Омега-Л, 2014. — 608 с. — (Высшее юридическое образование). — 1500 экз. — ISBN 978-5-370-03203-5.
- Латыш Ю. В. Почему распался СССР? Подходы и концепции в современной историографии
- Владислав Зубок. Collapse: The Fall of the Soviet Union (англ.). — Padstow, Cornwall: Yale University Press, 2021. — 560 p. — ISBN 9780300257304. — ISBN 9780300268171.

### Статьи и публикации
- Шарафулин М. М. Межнациональные конфликты: причины, типология, пути решения // KM.RU : Сетевое издание. — 2012. — 8 октября.
- Евгения Альбац, Егор Гайдар. Почему рухнула советская империя? // «Эхо Москвы» : радиостанция, официальный сайт. — 2006. — 2 июля. — Дата обращения: 28.06.2016.
- Поляков Ю. А. Главное Столетие Истории // Россия На Рубеже XXI Века : Сборник научных статей РАН. Институт российской истории. — М.: Наука, 2000. — С. 184—202.
- Хасбулатов Р. И. «Коммунисты разрушили единство, а сегодня рвут на груди рубахи» // KM.RU : Сетевое издание. — 2015.
- Соб. корр. Так разбивали Советский Союз. Беседа с Русланом Хасбулатовым // Интервью. — Русское воскресение. Православное обозрение, 2001. — 17 августа. — Дата обращения: 21.05.2016.
- Лев Сирин. «Юрий Дроздов: Россия для США — не поверженный противник» // Фонтанка : петербургская интернет-газета. — 2011. — 5 марта.
- Никита Красников. ЦРУ свалило СССР «экономической подножкой»? // Комсомольская правда : интернет-версия газеты. — 2010. — 8 декабря.
- Коммунистическая партия Российской Федерации. Резолюция Пленума Совета СКП-КПСС «О международном положении и задачах Союза коммунистических партий – КПСС в современных условиях» // Официальный интернет-портал. — 2011. — 16 мая. — Дата обращения: 29.06.2016.
- Конституция Союза Советских Республик Европы и Азии (проект А. Д. Сахарова) // История конституционализма и государства в России. — 2013. — 8 августа. — Дата обращения: 29.06.2016.
- Михаил Калишевский. Загадки «Желтоксана». К 25-летию алма-атинских событий 16–18 декабря 1986 года // Международное информационное агентство «Фергана». — 2011. — 16 декабря.
- Н. Вольнов, Л. Орлов. Андижан, 2 мая. «Чёрная» среда // Андижанская правда : газета. — 1990. — 6 мая. — С. 4.
- Кремнев П. П. Международно-правовые проблемы, связанные с распадом СССР // Вестник Московского университета (МГУ имени М. В. Ломоносова) : научный журнал. — 2010. — С. 22—30. — ISSN 0579-9392.
- Джереми Р. Азраэл. Дезинтеграция СССР и американская внешняя политика. Фрагменты статьи, приготовленной для конференции «Советский национальный вопрос и американская внешняя политика», 1991 г.
- Golitsyn Anatoliy. New Lies for Old: The Communist Strategy of Deception and Disinformation. N.Y., 1984. 412 p. (Переиздание 1990 года.)